# Eugène Delacroix
Pour les articles homonymes, voir Delacroix.
Eugène Delacroix est un peintre français né le 26 avril 1798 à Charenton-Saint-Maurice et mort le 13 août 1863 à Paris.
Dans la peinture française du XIXe siècle, il est considéré comme le principal représentant du romantisme, dont la vigueur correspond à l'étendue de sa carrière. À 40 ans, sa réputation est suffisamment établie pour lui permettre de recevoir d'importantes commandes de l'État. Il peint sur toile et décore les murs et plafonds de monuments publics. Il laisse en outre des gravures et lithographies, plusieurs articles écrits pour des revues et un Journal publié peu après sa mort et plusieurs fois réédité. Remarqué au Salon en 1824, il produit dans les années suivantes des œuvres s'inspirant d'anecdotes historiques ou littéraires aussi bien que d'événements contemporains (La Liberté guidant le peuple) ou d'un voyage au Maghreb (Femmes d'Alger dans leur appartement).

## Biographie

### Famille

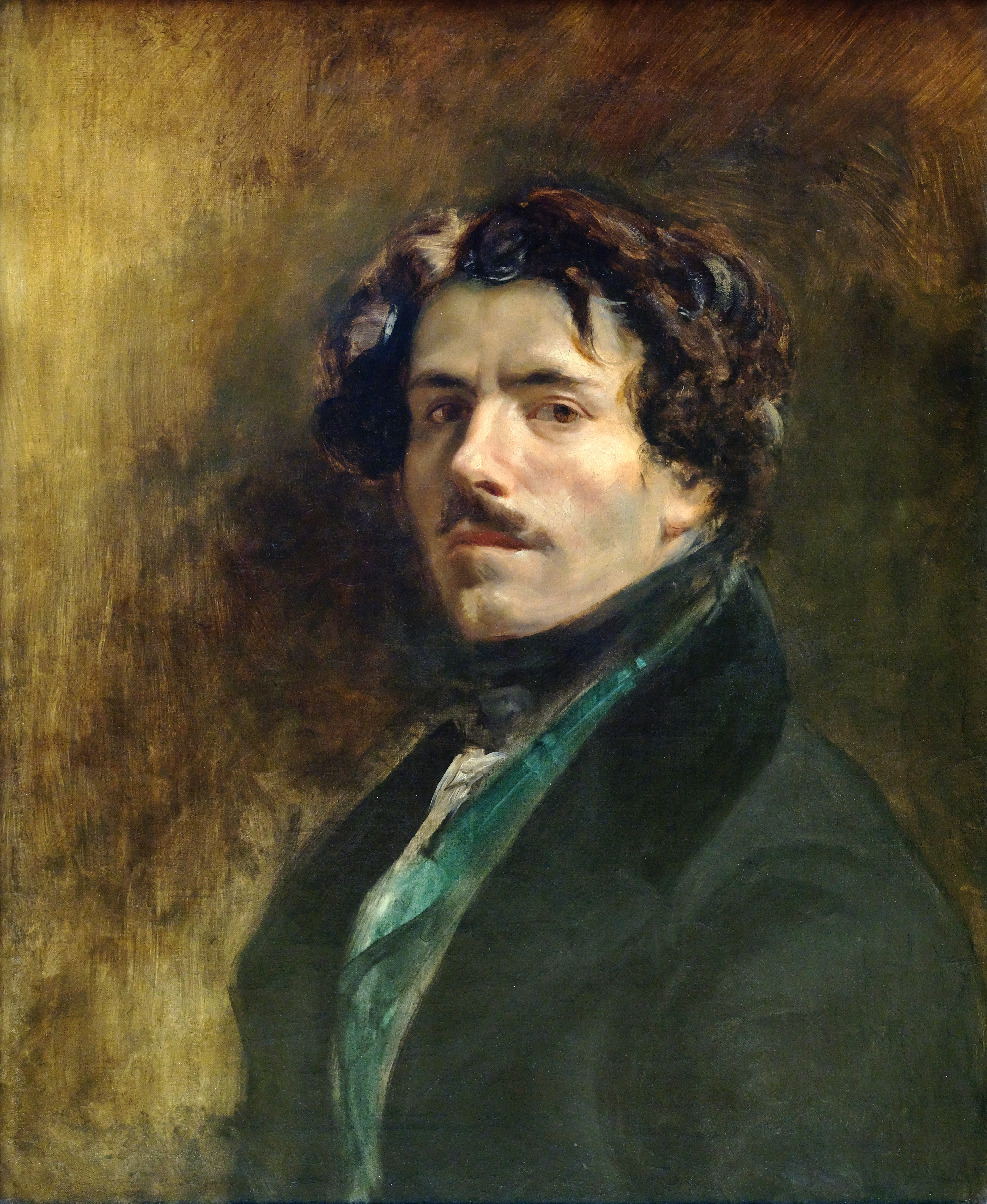
Autoportrait au gilet vert (1837), Paris, musée du Louvre.

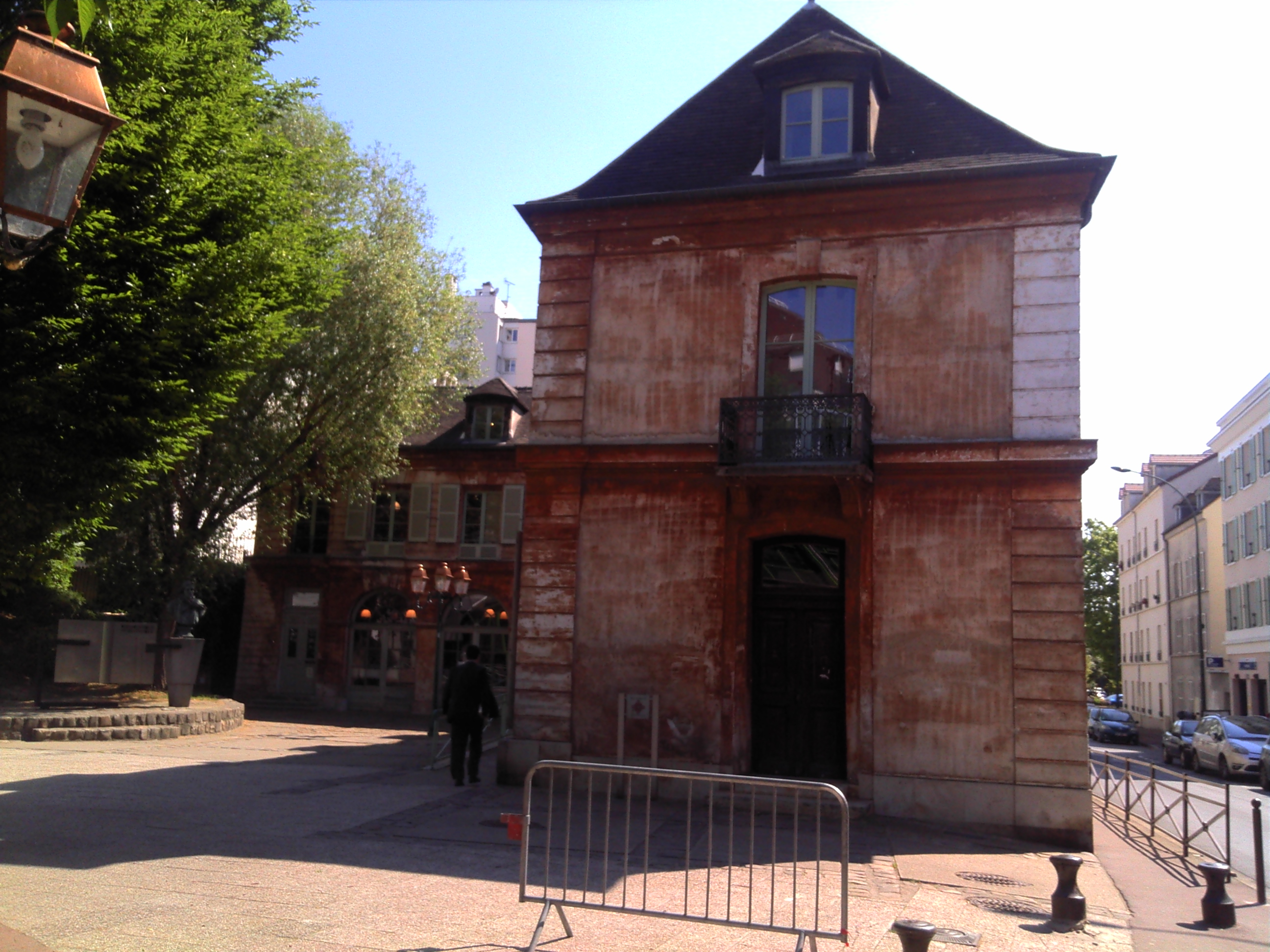
Maison natale d'Eugène Delacroix à Saint-Maurice.

Eugène Delacroix, le quatrième enfant de Victoire Œben (1758-1814) et de Charles-François Delacroix (1741-1805), naît en 1798 au 2, rue de Paris à Charenton-Saint-Maurice, près de Paris, dans une grande demeure bourgeoise des XVIIe et XVIIIe siècles, qui existe toujours.
Charles-François Delacroix, avocat à Paris à partir de 1774, devient député sous la Convention. Fin 1795, il devient ministre des Affaires extérieures, puis ambassadeur dans la République batave du 6 novembre 1797 à juin 1798. Rallié à l’Empire, il est nommé préfet des Bouches-du-Rhône à Marseille, le 2 mars 1800, puis trois ans plus tard, préfet de la Gironde à Bordeaux où il meurt le 4 novembre 1805 et où il repose, au cimetière de la Chartreuse.
Victoire Œben, 17 ans plus jeune que son mari, descend d'une famille d'ébénistes de renom, les Œben. En 1763, à la mort de son père Jean-François Œben, le célèbre ébéniste de Louis XV, Victoire a cinq ans. Trois ans plus tard, en 1766, sa mère, Françoise Vandercruse, sœur de l'ébéniste Roger Vandercruse, se remarie avec l'ébéniste Jean-Henri Riesener, élève de son premier époux. De cette seconde union naît le 6 août 1767 Henri-François Riesener, peintre, demi-frère de Victoire et oncle d'Eugène Delacroix, qui aura de son union avec Félicité Longrois un fils, le peintre Léon Riesener.
Charles-Henri Delacroix, l’aîné des enfants de Victoire et de Charles-François Delacroix, naît le 9 janvier 1779. Il fait une belle carrière dans les armées impériales. Promu maréchal de camp honoraire en 1815, il est démobilisé avec le grade de général (mais en demi-solde).

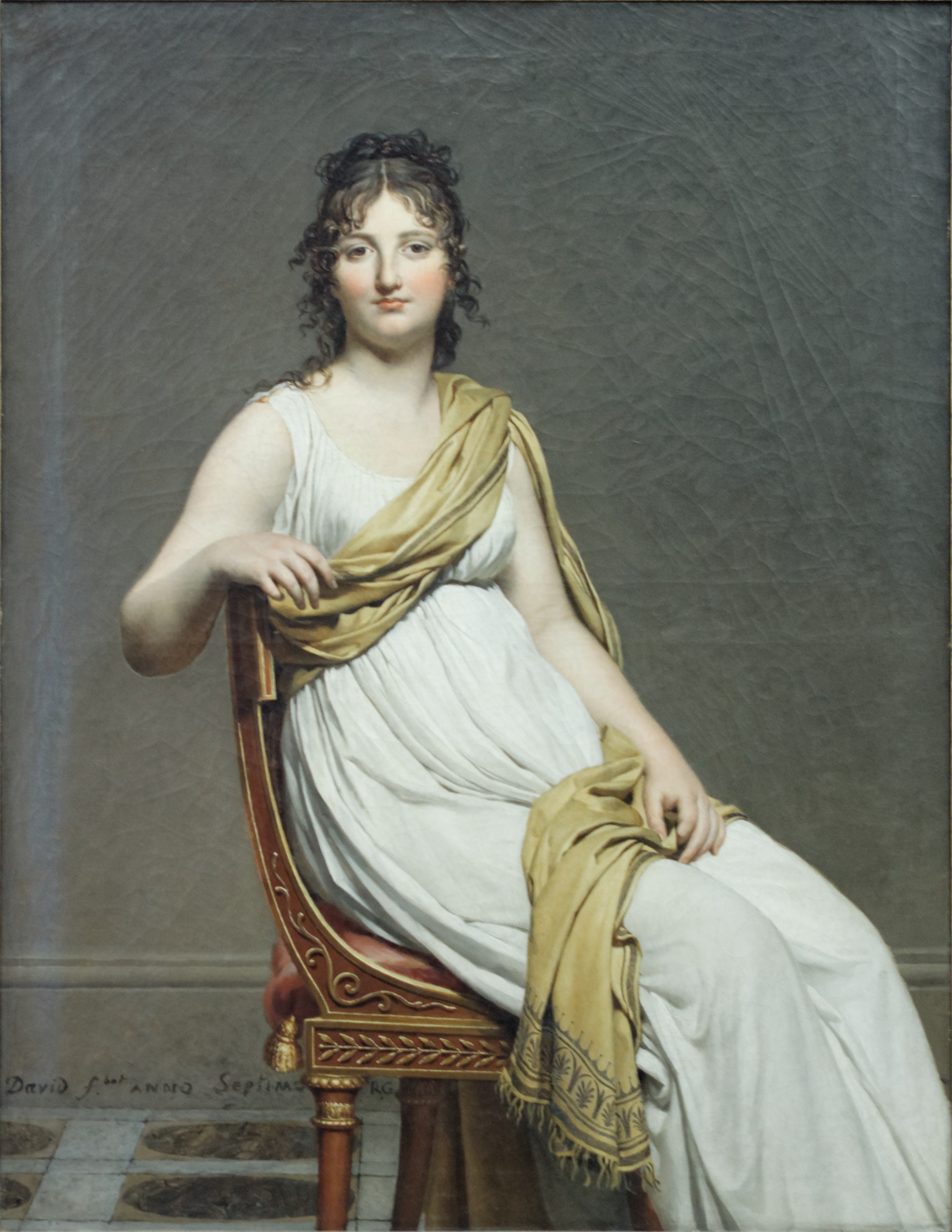
Jacques-Louis David, Portrait de madame de Verninac (1799), Paris, musée du Louvre.

Henriette naît le 4 janvier 1782 et meurt le 6 avril 1827. Elle épouse le 1er décembre 1797 Raymond de Verninac-Saint-Maur (1762-1822), un diplomate en Suède puis à Constantinople. Elle en a un fils, Charles de Verninac (1803-1834), neveu d'Eugène. À la demande de son époux, le peintre David fait son portrait (Paris, musée du Louvre), en 1799, dans un genre qu'il développe au cours des dernières années de la Révolution, le modèle assis, coupé aux genoux, sur fond uni. Son mari demande aussi au sculpteur Joseph Chinard (1756-1813) son buste en Diane chasseresse préparant ses traits (1808, musée du Louvre).
Henri, né en 1784, est tué à 23 ans le 14 juin 1807 à la bataille de Friedland.
Victoire Œben meurt le 3 septembre 1814. Le règlement de la succession maternelle ruine la famille Delacroix. Ce désastre engloutit toute la fortune des enfants ; une propriété que la mère de l'artiste avait achetée afin de couvrir une créance doit être vendue à perte. Les Verninac recueillent le jeune Eugène, resté dans un grand dénuement.

#### Controverse sur la paternité de Charles Delacroix
Remarquant que le père du peintre souffrait depuis quatorze ans et jusqu'à quelques mois avant la naissance d'Eugène, d'une volumineuse tumeur testiculaire, certains auteurs en ont déduit que son géniteur aurait été un autre homme : Talleyrand. Crédité de nombreuses liaisons féminines, Talleyrand remplaça Charles-François Delacroix aux Affaires extérieures le 16 juillet 1797. Cette opinion est sérieusement contestée.
Le chirurgien Ange-Bernard Imbert-Delonnes (1747-1818) publia en décembre 1797 une brochure à propos de l'ablation le 13 septembre 1797 de ce sarcocèle, qui constituait une première médicale. Il indique que l'opération a réussi et que le patient fut complètement rétabli au bout de 60 jours. Eugène Delacroix naît sept mois après l'intervention. Cependant, la tumeur de Charles Delacroix n'était pas nécessairement un obstacle à la procréation.
S'il existe des raisons de penser que Charles-François Delacroix n'a pas pu être son géniteur, les conjectures qui font de l'artiste un fils naturel de Talleyrand sont peu fondées. Caroline Jaubert évoque en 1880 cette rumeur dans la description d'une scène de salon qui aurait eu lieu vers 1840.
Pour Raymond Escholier, « entre le masque du prince de Bénévent et celui de Delacroix il existe une étonnante ressemblance […] les traits de Delacroix ne rappellent ni ceux de son frère le général, ni ceux de sa sœur Henriette […] voilà bien des chances pour qu'Eugène Delacroix ait été un de ces fils de l'amour, doués si souvent de dons prestigieux ». Cependant de nombreux autres auteurs notent que Talleyrand était blond et pâle, alors que, décrivant leur ami Eugène Delacroix à la chevelure de jais, très noire, Baudelaire parle d'un « teint de Péruvien » et Théophile Gautier d'un air de « maharadjah ».
L'historien Emmanuel de Waresquiel rappelle l'absence de sources sérieuses à cette paternité supposée. Il conclut :
« Tous ceux qui ont aimé à forcer le trait de leur personnage, […] se sont laissé tenter, sans se soucier du reste, ni surtout des sources ou plutôt de l'absence de sources. Une fois pour toutes, Talleyrand n'est pas le père d'Eugène Delacroix. On ne prête qu'aux riches. »
Talleyrand est en tous cas un proche de la famille Delacroix et l'un des protecteurs occultes de l'artiste. Il aurait facilité l'achat par le baron Gérard de la Scène des massacres de Scio, présenté au salon de 1824 et aujourd'hui au musée du Louvre, pour une somme de 6 000 francs. Le petit-fils adultérin de Talleyrand, le duc de Morny, président du corps législatif et demi-frère utérin de Napoléon III, fait de Delacroix le peintre officiel du Second Empire, bien que l'empereur lui préfère Winterhalter et Meissonnier. Delacroix bénéficie également de l'ombre tutélaire d'Adolphe Thiers, qui est son mentor. L'appui de Thiers semble aider Delacroix à obtenir plusieurs commandes importantes, notamment la décoration du salon du roi, au palais Bourbon, et une partie du décor de la bibliothèque du Sénat, au palais du Luxembourg.
Cette protection n'établit cependant pas une paternité naturelle, et Maurice Sérullaz évite de se prononcer à ce sujet.

### Études et formation

#### Scolarité

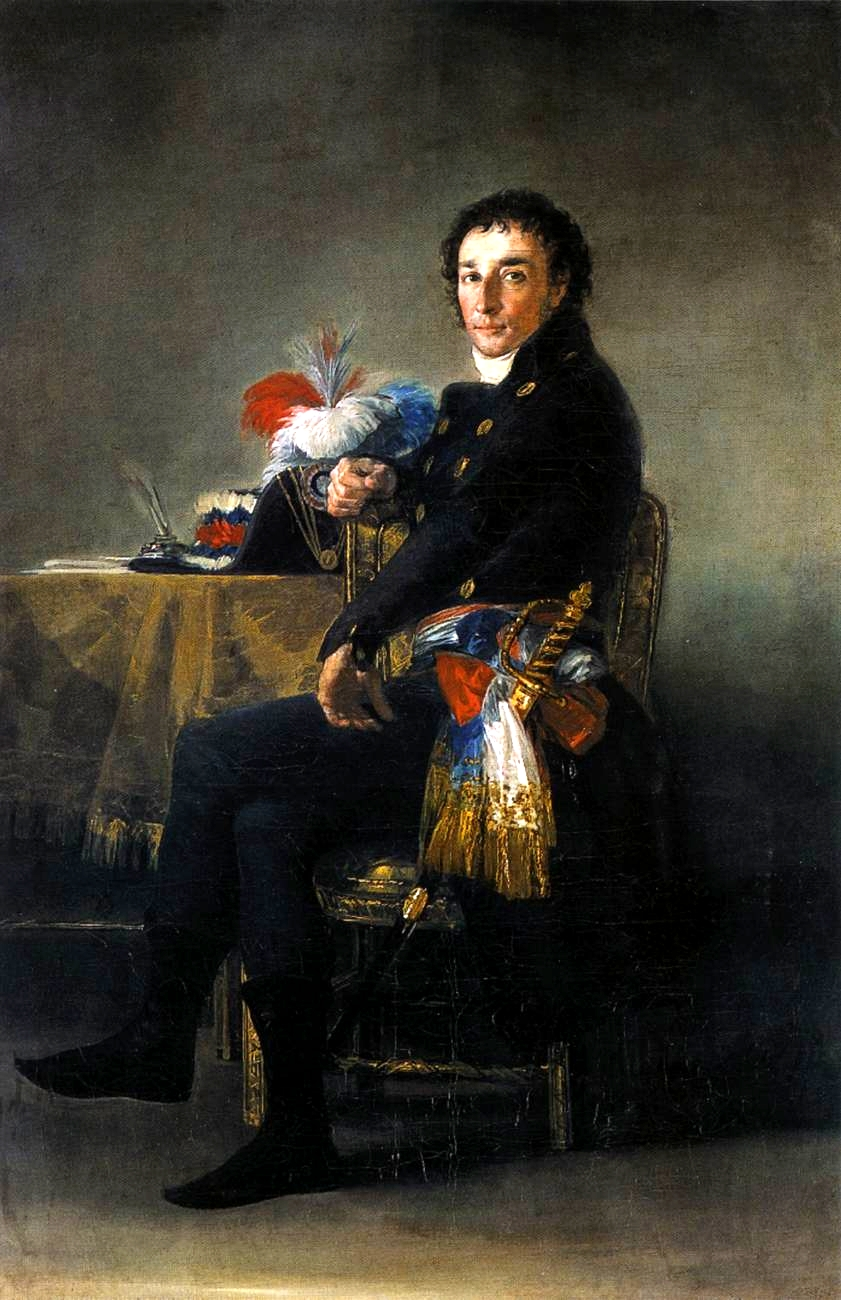
Ferdinand Guillemardet, ami du père d'Eugène Delacroix, ambassadeur à Madrid, peint par Goya en 1798. Sa femme Lazarette-Hugues Guillemardet, mère de Félix Guillemardet, fut une seconde mère pour le peintre.

À la mort de son père, Eugène n'a que sept ans. La mère et le fils quittent Bordeaux pour Paris. En janvier 1806, ils habitent au 50 rue de Grenelle, dans l'appartement d'Henriette et de Raymond de Verninac. D'octobre 1806 à l'été 1815, Delacroix fréquente un établissement d'élite, le lycée Impérial (actuel lycée Louis-le-Grand) où il reçoit une bonne instruction.
Ses lectures sont classiques : Horace, Virgile, Racine, Corneille et Voltaire. Il apprend le grec et le latin. Les nombreux dessins et croquis griffonnés sur ses cahiers attestent déjà de ses dons artistiques. Il rencontre au lycée Impérial ses premiers confidents : Jean-Baptiste Pierret (1795-1854), Louis (1790-1865) et Félix (1796-1842) Guillemardet, et Achille Piron (1798-1865). Ils partagent sa vie de bohème et lui resteront fidèles jusqu'à la fin de sa vie.

#### Éducation musicale et artistique
Il reçoit aussi très tôt une éducation musicale, en prenant ses leçons auprès d'un vieil organiste qui adore Mozart. Ce maître de musique remarque ses talents et conseille à sa mère d’en faire un musicien. Mais la mort de son père en 1805 met fin à cette possibilité. Cependant, il continuera toute sa vie à participer à la vie musicale parisienne, cherchant la compagnie des compositeurs, des chanteurs et des instrumentistes : Paganini jouant du violon (1831, Collection Philipps de Washington).

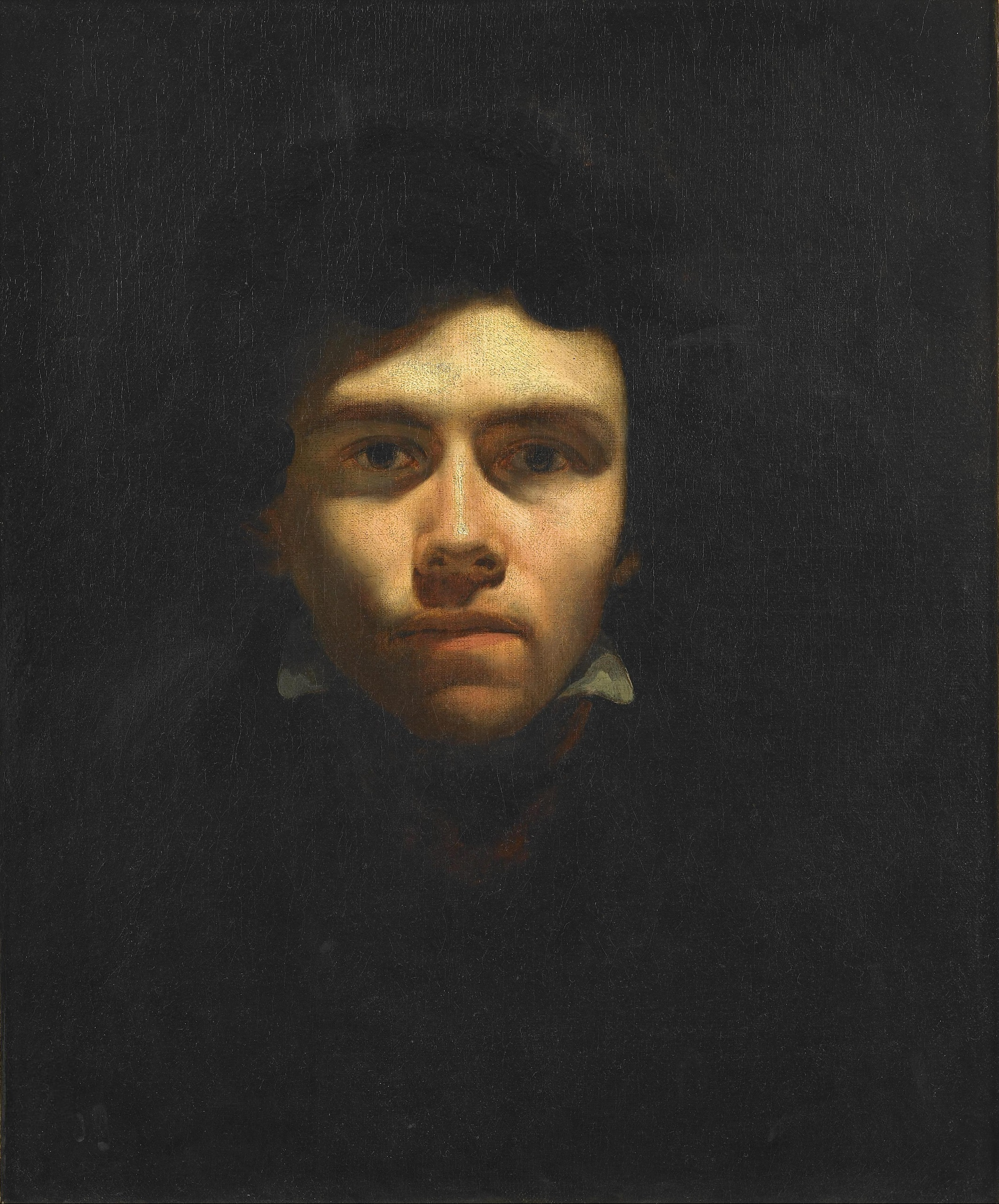
Eugène Delacroix (aussi attribué à Théodore Géricault), Portrait de Delacroix, peintre (vers 1816), musée des Beaux-Arts de Rouen.

En 1815, son oncle Henri-François Riesener le fait entrer dans l'atelier de Pierre-Narcisse Guérin. Il y a pour condisciples Paul Huet, Léon Cogniet, Ary et Henry Scheffer, et Charles-Henri de Callande de Champmartin. Il y fait la connaissance de Théodore Géricault, de sept ans son aîné, qui aura une influence capitale sur son art. L'enseignement de Guérin est à la fois classique et libéral. Il enseigne le principe néo-classique de la primauté du dessin sur la couleur, le retour à l'Antiquité cher à l'Allemand Winckelmann, mais il n'est pas fermé aux idées nouvelles.
En mars 1816, Delacroix poursuit son apprentissage, toujours avec Guérin, aux Beaux-Arts de Paris où l'enseignement est moins onéreux qu'en atelier privé. L'enseignement privilégie le dessin et la copie des maîtres. Grâce à la carte de travail au cabinet des estampes de la Bibliothèque nationale, qu'il acquiert le 13 juillet 1816, il copie pendant plusieurs années des manuscrits d'après des recueils de costumes du Moyen Âge. Ses résultats aux concours et aux examens de l'école des beaux-arts ne lui laissent pas espérer un séjour romain ; en 1820, il échoue à la première partie du prix de Rome. Parallèlement, il exerce de petits travaux : dessin industriel, décoration d'appartements, costumes de théâtre. La faible rente de l'héritage ne suffit pas à subvenir à ses besoins.
Pendant toute sa carrière, Delacroix souffrira des carences de son apprentissage technique, sous-estimé dans l'enseignement officiel. Pour lui, David était le dernier détenteur de « secrets » perdus. Sa génération « dégoûtée d'une peinture glaciale, où la qualité de la matière tenait si peu de place, […] semble avoir tourné le dos, de parti pris, à tous les enseignements ». Peignant d'instinct, il en résultera, comme pour la plupart de ses contemporains, des désastres qui se manifesteront après peu d'années. La Mort de Sardanapale, de 1827, devra être entièrement restaurée en 1861. Les délicats rapports de tons qui avaient enchanté les contemporains n'ont pas subsisté ; craquelures et crevasses, dus à la hâte de peindre sans respecter les délais de séchage, ont abîmé sa peinture. Le Journal de Delacroix montre qu'il est conscient de ses manques.

#### L’apprentissage de l’aquarelle et le voyage en Angleterre

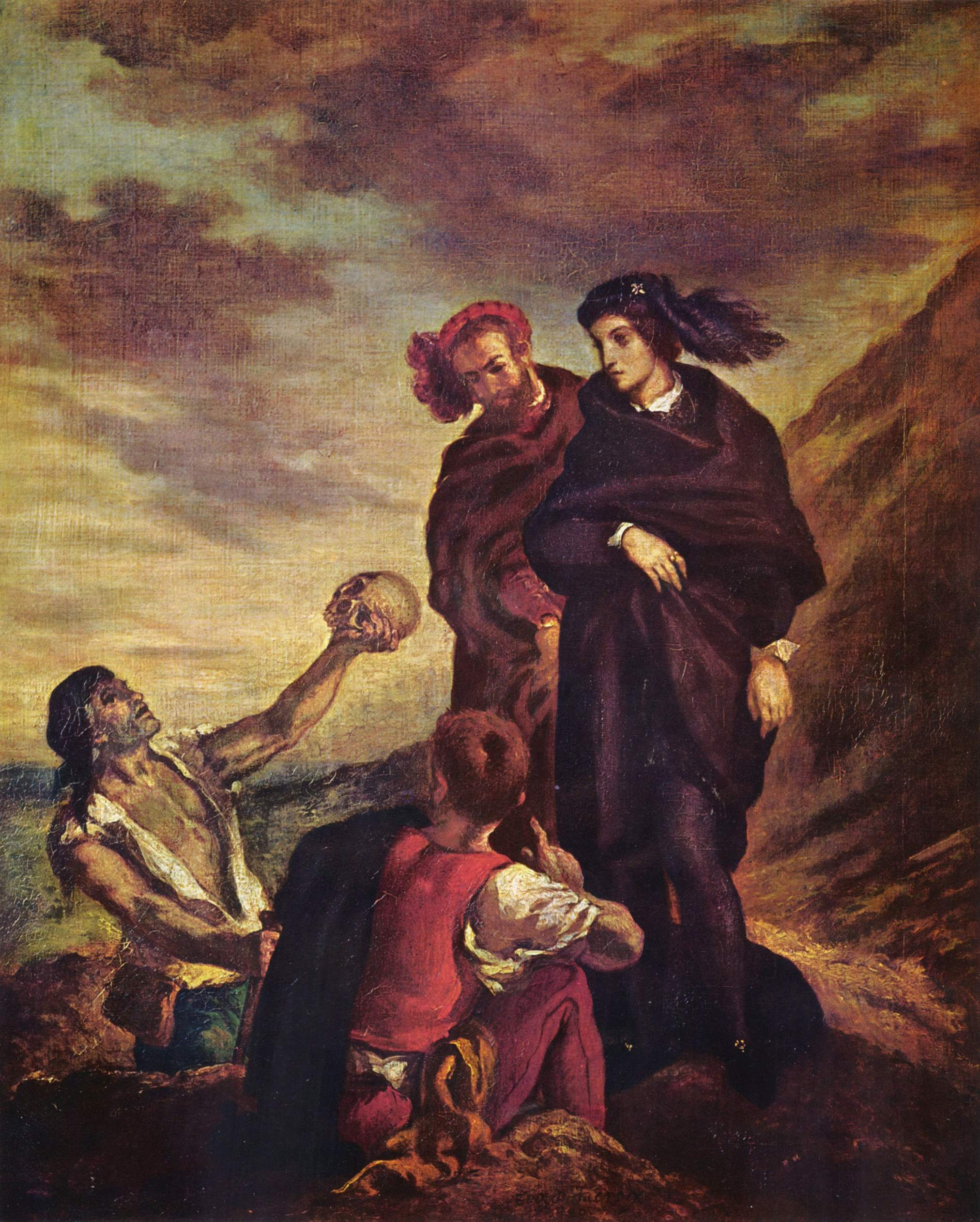
Eugène Delacroix, Hamlet et Horatio au cimetière (1839), Paris, musée du Louvre.

En 1816, Delacroix rencontre Charles-Raymond Soulier, aquarelliste amateur anglophile et élève de Copley Fielding revenu d'Angleterre. Cet ami et Richard Parkes Bonington familiarisent Delacroix avec la pratique de l’aquarelle, qui l'éloigne des normes académiques enseignées aux Beaux-Arts. Les Britanniques associent l’aquarelle à la gouache et utilisent divers procédés comme les gommes, les vernis et le grattage. Soulier lui enseigne également les rudiments de la langue anglaise.
Du 24 avril à la fin août 1825, il voyage en Angleterre. Il découvre le théâtre de Shakespeare en assistant aux représentations de Richard III, Henri IV, Othello, Le Marchand de Venise et La Tempête deux ans avant qu'une troupe anglaise se déplace à Paris. Il assiste également à une adaptation du Faust de Goethe. Delacroix trouvera des sujets dans le théâtre tout au long de sa carrière : Hamlet et Horatio au cimetière (1839, musée du Louvre) et Hamlet et Horatio devant les fossoyeurs avec la tête de mort (1843, Château-Musée de Nemours). Ces sujets se mêleront jusqu’à sa mort aux thèmes orientaux, littéraires, historiques ou religieux. À partir de ce voyage, la technique de l'aquarelle acquiert une importance dans son œuvre. Elle lui sera d'une grande aide lors de son voyage en Afrique du Nord, pour pouvoir en restituer toutes les couleurs.

### Les débuts de carrière

#### Ses débuts en peinture (1819-1821)
En 1819, Delacroix aborde pour la première fois la décoration, avec la salle à manger de l’hôtel particulier de M. Lottin de Saint-Germain, dans l’île de la Cité. Il termine les dessus de porte dans le style pompéien avant mars 1820. De cet ensemble aujourd’hui disparu ne restent que les dessins et les projets, de personnages, de scènes allégoriques et mythologiques, conservés au musée du Louvre.
Le tragédien Talma l'emploie en 1821 pour le décor de la salle à manger de l'hôtel particulier qu'il se fait construire au 9, rue de la Tour-des-Dames, à Montmartre. Il lui confie quatre dessus de portes présentant les quatre saisons dans un style gréco-romain inspiré des fresques d'Herculanum, comme ceux de M. Lottin. Le Louvre possède un certain nombre de ces dessins préparatoires et projets, le reste étant conservé dans une collection particulière à Paris.
Ses premiers tableaux de chevalet sont deux retables inspirés des peintres de la Renaissance :
- La Vierge des moissons (1819, église Saint-Eutrope d'Orcemont, près de Rambouillet), influencé par les Madones florentines de Raphaël, notamment La Belle Jardinière (1507-1508, musée du Louvre)[44] ;
- La Vierge du Sacré-Cœur (1821, musée Eugène Delacroix), rappelle Michel-Ange par l’aspect massif et statique de la figure de la Vierge. Le ministère de l'Intérieur avait commandé ce retable pour la cathédrale Saint-Pierre de Nantes à Géricault, qui, peu intéressé par le sujet, le sous-traita à Delacroix qui avait des besoins pressants d’argent. Batissier révélera la substitution en 1842 dans la Revue du XIXe siècle[45].

#### La révélation d’un talent (1822-1824)
En 1822, Delacroix, désireux de se faire un nom dans la peinture et de trouver une issue à ses difficultés financières, paraît pour la première fois au salon avec La Barque de Dante ou Dante et Virgile aux Enfers que l’État lui achète pour 2 000 francs, pour les 2 400 qu'il en demande. Les réactions de la critique sont vives, voire virulentes. « Une vraie tartouillade », écrit Étienne-Jean Delécluze, un élève de David et un défenseur de l'école davidienne, dans le Moniteur du 18 mai. Cependant, Adolphe Thiers, alors jeune journaliste, évoque « l’avenir d’un grand peintre » dans un article élogieux du Constitutionnel du 11 mai. Quant à Antoine-Jean Gros, qui admire La Barque de Dante, il qualifie le peintre de « Rubens châtié ».
Ayant défini son sujet très tardivement, à la mi-janvier, Delacroix doit travailler dans l'urgence afin d’être prêt pour exposer au Salon Officiel, à partir du 24 avril. Il utilise des vernis qui provoquent un séchage plus rapide des couleurs, mais compromettent la conservation de sa toile. Les couches sombres sous-jacentes en séchant plus vite que les couches claires en surface provoquent d’énormes craquelures et gerçures. Il obtiendra en février 1860 l'autorisation de le restaurer lui-même.
Le thème, tiré du chant VIII de l'Enfer de Dante, est inédit pour l’époque. Les contemporains, n'ayant de l’œuvre de Dante qu'une connaissance superficielle, illustrent toujours les mêmes épisodes : l’histoire d’Ugolin (Enfer, chant XXXIII), Paolo et Francesca (Enfer, chant V), et La Barque de Charon (Enfer, chant III). Le choix de l'anecdote et d'un format jusqu'à ce moment réservé à des sujets religieux, mythologiques ou historiques pour cette peinture à sujet littéraire manifestent la nouveauté de Delacroix, qui veut prouver qu’il est un vrai peintre, et qu’il maîtrise les différentes parties de son art : le nu, le drapé, l’expression.
Pour ce tableau, les influences sont multiples. La critique signale des ressemblances entre La Barque de Dante et Le Radeau de La Méduse (1819, musée du Louvre) de Géricault, une vue de près, une embarcation, des flots déchaînés, pour mieux en diminuer l'importance.
Théodore Géricault a influencé considérablement Delacroix, particulièrement au début de sa carrière. Il lui emprunte sa manière : de forts contrastes d’ombres et de lumières donnant du relief et du modelé. Il utilise également certaines de ses couleurs : des vermillons, du bleu de Prusse, des bruns, des blancs colorés. L’officier turc enlevant sur son cheval l’esclave grecque de la Scène des massacres de Scio (1824, musée du Louvre) s'inspire de l'Officier de chasseurs à cheval de Géricault (1812, musée du Louvre). Quand celui-ci meurt le 26 janvier 1824, Delacroix devient malgré lui le chef de file du Romantisme.
L'influence de Michel-Ange apparaît avec les musculatures imposantes des damnés (rappelant l'un des deux Esclaves du Louvre) et de la femme, dérivée d'un prototype masculin. La figure de Phlégias, le nocher, chargé de conduire Dante et Virgile jusqu’à la ville infernale de Dité, renvoie à l’Antique et au Torse du Belvédère (IVe siècle av. J.-C., musée Pio-Clementino à Rome). Les naïades du Débarquement de Marie de Médicis à Marseille de Rubens (1610, musée du Louvre) inspirent la coloration par petites touches de couleurs pures juxtaposées des gouttes d’eau sur les corps de damnés. Delacroix avait produit une étude : Torse d'une sirène, d'après le Débarquement de Marie de Médicis (1822, Kunstmuseum de Bâle),.
Sous l'influence de Géricault et avec les encouragements de Gros, Delacroix multiplie les études de chevaux d'après nature dans les années 1820. À la date du 15 avril de cette année, il note dans son journal : « Il faut absolument se mettre à faire des chevaux. Aller dans une écurie tous les matins ; se coucher de très bonne heure et se lever de même ». Il s'établit un programme d'étude comprenant des visites dans les écuries ou au manège. La constitution de cette encyclopédie lui servira pour ses futurs tableaux.

#### Scènes des massacres de Scio

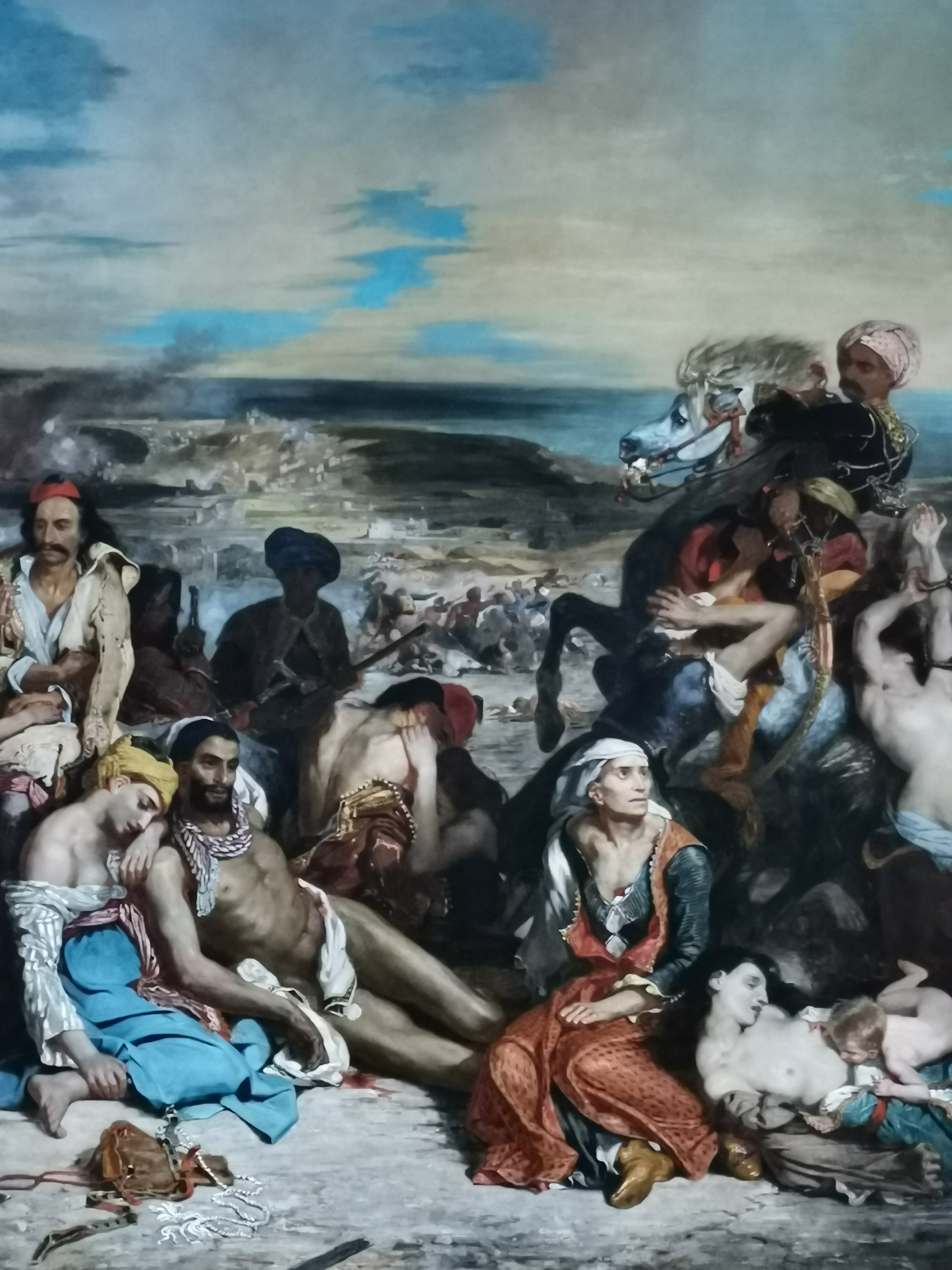
Le tableau après retrait des vernis jaunis en 2020 apparaît bleu et blanc.

Avec la scène des massacres de Scio, que Delacroix présente en 1824 au Salon Officiel, comme avec La Grèce sur les ruines de Missolonghi deux ans plus tard, Delacroix participe au mouvement philhellène. Il obtient la médaille de seconde classe et l’État l'achète 6 000 francs, pour l'exposer ensuite au musée du Luxembourg. La toile s’inspire d’un fait d’actualité : le massacre de la population de l’Île de Chio par les Turcs, survenu en avril 1822. Dès cette date, Delacroix a l’idée de peindre un tableau sur ce thème qu’il abandonne au profit de La Barque de Dante. Il a trouvé son sujet dans l’ouvrage Mémoires du colonel Voutier sur la guerre actuelle des Grecs. Le lundi 12 janvier 1824, il déjeune avec le colonel et note dans son journal : « C’est donc proprement aujourd’hui [...] que je commence mon tableau ».
Pour l’élaboration de son tableau, Delacroix a effectué des recherches iconographiques à La Bibliothèque nationale et obtenu de M. Auguste le prêt de costumes orientaux rapportés de ses voyages en Orient. Un carnet utilisé vers 1820-1825, mentionne la consultation des Lettres sur la Grèce, de Claude-Étienne Savary ainsi que des croquis effectués d’après les Mœurs et coutumes turques et orientales dessinés dans le pays, du dessinateur Rosset (1790).
M. Auguste, ancien sculpteur devenu aquarelliste et pastelliste, a rapporté de ses voyages en Grèce, Égypte, Asie Mineure et Maroc de remarquables études et toute une série d’objets : étoffes, costumes, armes et bibelots divers. Il est considéré comme l’initiateur de l’orientalisme en France. Son influence sur Delacroix et son art est très forte, surtout entre 1824 et 1832, date de son voyage en Afrique du Nord.
Il commence la femme traînée par le cheval le 25 janvier. Le modèle qui a posé pour ce personnage s'appelle Émilie Robert.
La critique, la plupart des artistes et le public accueillent durement le tableau. Les collègues de Delacroix comme Girodet lui reprochent sa manière de peindre, sa négligence vis-à-vis du dessin, comme l'a fait Delécluze en 1822. Gros avait apprécié La barque de Dante ; il réagit à la scène des massacres de Scio, en déclarant qu’il s’agit du « massacre de la peinture ». Un critique, signalant l’influence des Pestiférés de Jaffa de Gros, écrit qu’il a « mal lavé la palette de Gros ». Thiers, cependant, poursuit son soutien indéfectible dans Le Constitutionnel : « M. Delacroix […] a fait preuve d'un grand talent, et a levé des doutes en faisant succéder le tableau des Grecs à celui de Dante », comme Théophile Gautier et Charles Baudelaire qui lui consacre un poème un de ses salons. Ce tableau fait de lui un porte-drapeau des romantiques, ce qu'il déplore, ne voulant être affilié à aucune école.
Le peintre présente en outre trois autres tableaux au Salon : Tête de vieille femme (musée des Beaux-Arts d’Orléans) et Jeune orpheline au cimetière (musée du Louvre), et hors catalogue, Le Tasse dans la maison des fous (collection particulière). Entre 1823 et 1825, il peint plusieurs tableaux de Grecs en costume de palikares (soldats grecs combattant les Turcs pendant la Guerre d’indépendance) et des Turcs, dont certains ont pu être utilisés pour Scène des massacres de Scio. Lors du Salon Officiel, Delacroix a l’occasion de voir des peintures de John Constable que son marchand Arrowsmith présentait, notamment La Charrette à foin (1821, National Gallery de Londres), récompensée par la médaille d’or. Une anecdote veut qu’après avoir vu cette toile, il décida de refaire le ciel de la Scène des massacres de Scio, après en avoir demandé la permission au comte de Forbin, directeur des musées.
Cette année-là, Delacroix partage quelque temps l'atelier de son ami Thales Fielding 20 Rue Jacob. Il avait fait la connaissance des quatre frères Fielding par son grand ami Raymond Soulier, élevé en Angleterre et qui lui donne des leçons d'anglais. C'est avec eux qu'il s'initie à l'aquarelle, une spécialité anglaise. Il ira avec Thalès en Angleterre l'année suivante.

### La période de maturité

#### Les années romantiques (1825-1831)

Eugène Delacroix, La Grèce sur les ruines de Missolonghi (1826), musée des Beaux-Arts de Bordeaux.

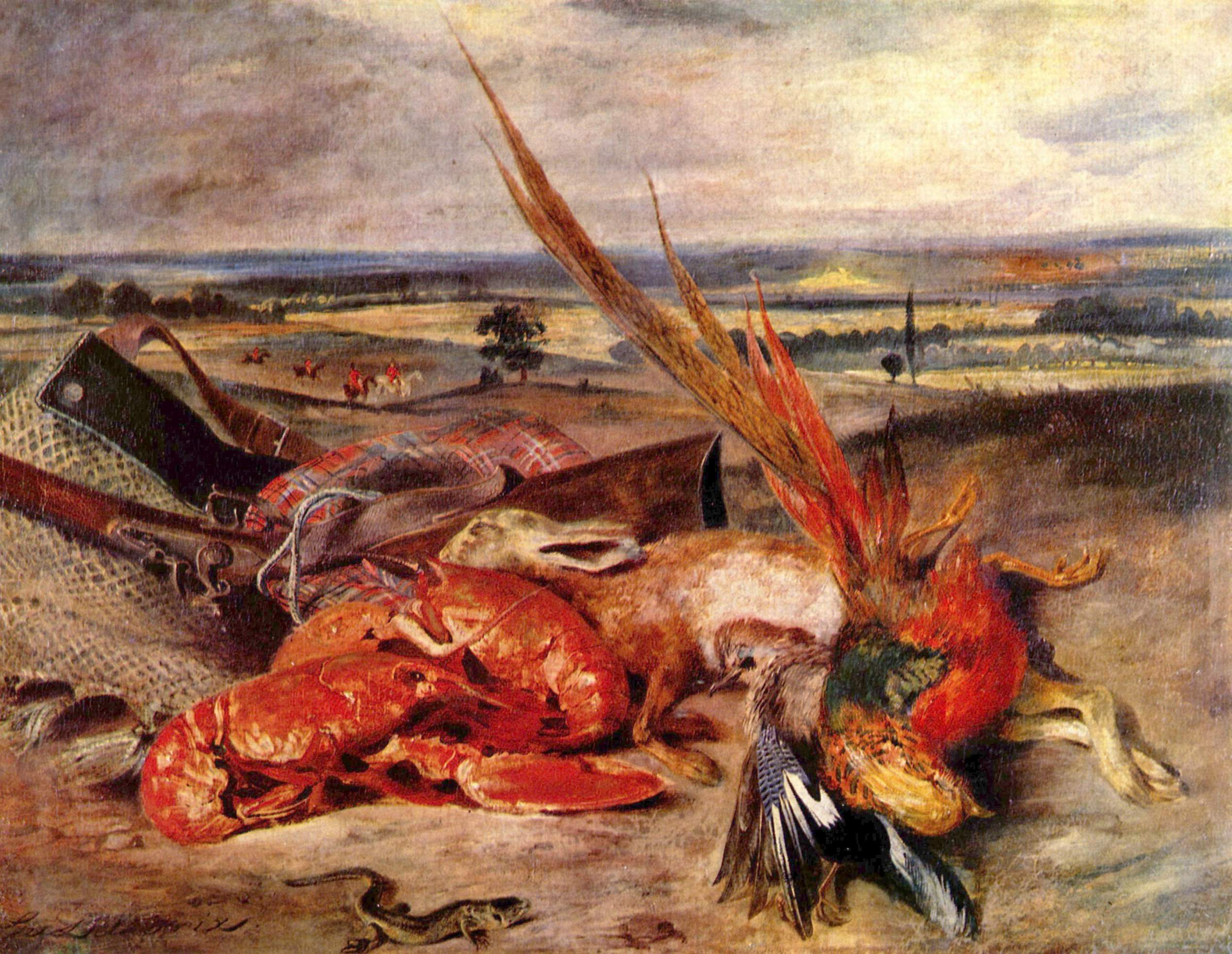
Eugène Delacroix, Nature morte aux Homards (1826-1827), Paris, musée du Louvre.

Durant son voyage en Angleterre, de mai à août 1825, Delacroix visite Hampstead et l’abbaye de Westminster, dont il s’est inspiré pour L'assassinat de l'évêque de Liège (1831, musée du Louvre). Il rencontre Sir David Wilkie, peintre d’histoire, de genre et de portrait ainsi que Thomas Lawrence, qu’il peut voir dans son atelier. Il admire beaucoup son style et ses portraits, et s'inspire de son portrait de David Lyon (vers 1825, musée Thyssen-Bornemisza) pour celui du baron de Schwiter (1826-1830, National Gallery de Londres).
Dans les années 1820, Delacroix, de sept ans son aîné, croise pour la première fois, chez son ami Jean-Baptiste Pierret, Louis-Auguste Schwiter (1805-1889). Ils deviennent des amis très proches et tous deux de grands admirateurs du portraitiste anglais. Il rend également visite au Dr Samuel Rush Meyrick, un antiquaire connu pour sa collection d’armes et d'armures, dont il fait des études, en compagnie de Richard Parkes Bonington qu’il avait revu à Londres. Les deux hommes partagent les mêmes goûts pour le Moyen Âge, d'où les études communes qu'ils firent ensemble : plusieurs feuilles leur ayant été successivement imputées l'un à l'autre.
À partir de 1826, Delacroix fréquente Victor Hugo et son cénacle. Dans un premier temps, un groupe se constitue autour de Charles Nodier et Alexandre Soumet. Ce premier cénacle se réunit tout d’abord dans l'appartement de Nodier, rue de Provence puis à la Bibliothèque de l'Arsenal où il avait été nommé bibliothécaire. Leur intérêt commun pour le Moyen Âge donnera naissance au « style troubadour » : Ingres et Delacroix ont l'un et l'autre réalisé des peintures de petit format dans ce style.
En parallèle et dès 1823, les amis de Victor Hugo forment une sorte d'école autour du poète. De plus en plus nombreux, ce second groupe constitue à partir de 1828 et en 1829 le second cénacle : Hugo devenant le chef de file du mouvement romantique auquel se rallieront les membres du premier cénacle. En 1830, les rapports entre Delacroix et Hugo se détériorent ; le poète lui reprochant son manque d’engagement vis-à-vis du romantisme.
Le redresse, les Ottomans prennent Missolonghi, bastion des indépendantistes grecs. Le 24 mai, Lebrun accueille dans sa galerie une exposition afin de récolter des fonds pour soutenir la cause grecque. Il s’agit d’alerter l’opinion publique alors que le gouvernement français prône la neutralité. Delacroix y présente d'abord Le Doge Marino Faliero (Wallace collection de Londres), Don Juan et Un officier tué dans les montagnes, qu'il remplace en juin, par Le Combat du Giaour et d'Hassan et en août, par La Grèce sur les ruines de Missolonghi (musée des beaux-arts de Bordeaux). Pour cette allégorie de La Grèce, il s’inspire des Victoires antiques et de la figure mariale, avec son manteau bleu et sa tunique blanche. Cette interprétation du sujet déroute les critiques, sauf Victor Hugo.
À cette époque de sa vie, Delacroix entretient des liaisons amoureuses avec des femmes mariées : Eugènie Dalton, Alberthe de Rubempré, Elisa Boulanger et Joséphine Forget. « Delacroix est amoureux par-dessus les oreilles » sera le mot de Mérimée. Le peintre séjourne au Château de Beffes chez son ami le général Coëtlosquet. Il y décore la chambre de Louise Pron, dite Sarah, de fresques en arabesque de style pompéien. Il y peint la nature morte aux homards. Selon Michèle Hannoosh, le sens de cette œuvre est à trouver dans les caricatures anticléricales que le peintre a réalisées à cette occasion de son ami le général Coëtlosquet en homard (breton) et en Omar (déguisé en turc) : « L'abbé Casse, missionnaire, prêchant devant le calife Homard ».

#### La mort de Sardanapale

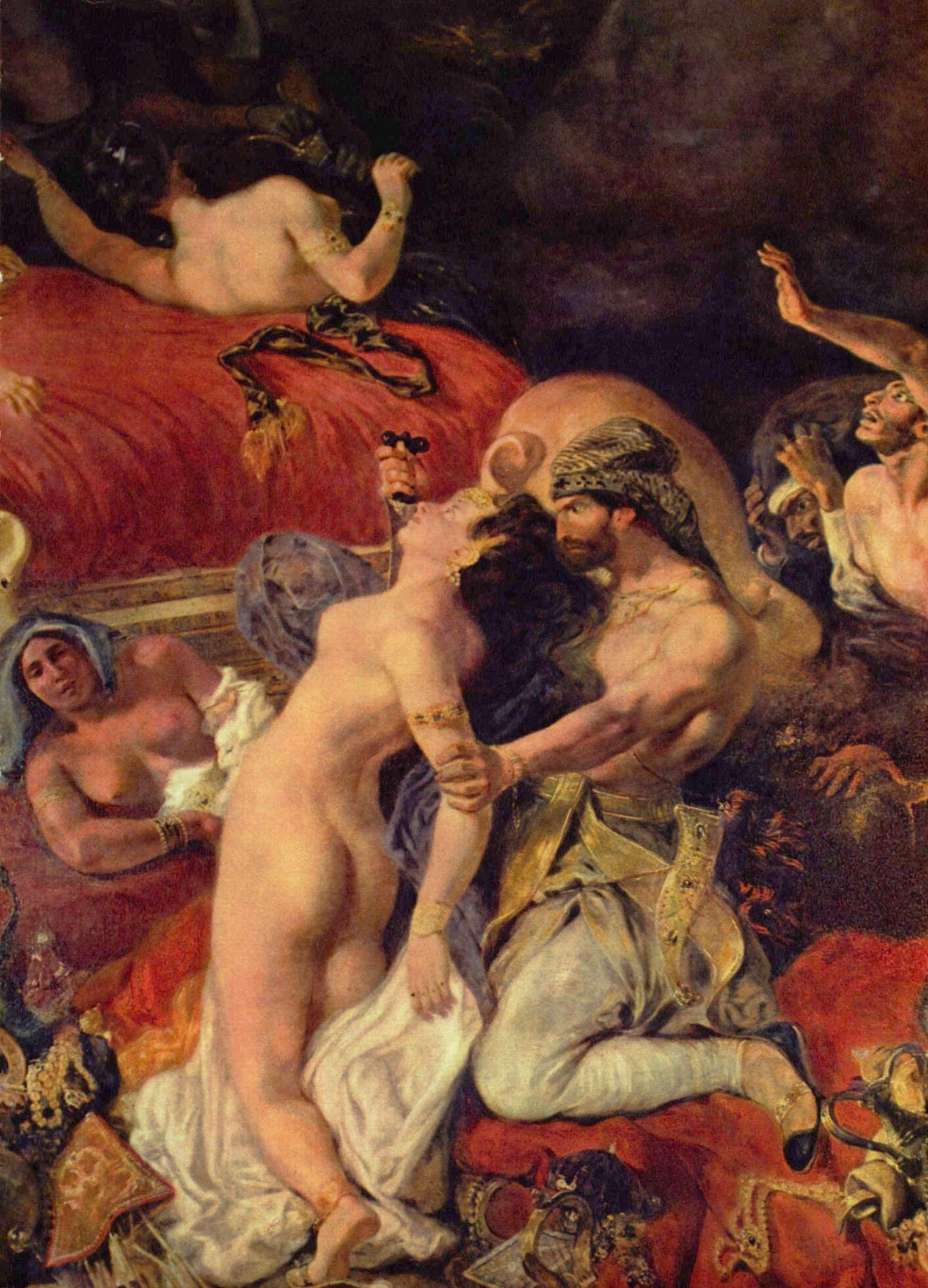
Eugène Delacroix, La Mort de Sardanapale (détails) (1827-1828), Paris, musée du Louvre.

Au Salon de 1827-1828, Delacroix expose plusieurs œuvres. La critique rejette unanimement La mort de Sardanapale (musée du Louvre). Le 21 mars, Étienne-Jean Delécluze affirme dans le Journal des débats qu’il s’agit d’une erreur : « L'œil ne peut y débrouiller la confusion des lignes et des couleurs… le Sardanapale est une erreur de peintre », il ajoute que Delacroix devrait prendre des cours de perspective, cet art étant à la peinture ce qu'est l'orthographe pour tout le monde. Le lendemain, pour La Gazette de France, c’est le « plus mauvais tableau du Salon ». Le Quotidien met en question un « ouvrage bizarre » le 24 avril. Pour le critique Vitet, « Eugène Delacroix est devenu la pierre de scandale des expositions ». Charles Chauvin, dans le Moniteur universel, reconnait une exécution franche et hardie et la couleur chaude et vivante de Rubens, mais ne comprend pas : « Où sommes-nous ? Sur quel sol la scène est-elle assise ? Où cet esclave prétend-il monter ce cheval ? […] La majeure partie du public trouve ce tableau ridicule. Que M. Delacroix se rappelle que le goût français est noble et pur et qu'il cultive Racine plutôt que Shakespeare. »
Pourtant, Delacroix n’a nullement voulu choquer ses pairs, mais plutôt les convaincre de son génie par ses références à l’art du passé, par la multiplicité de ses sources d’inspiration et par le choix de son thème pris dans l’Orient ancien.
Le déchaînement de passions que suscite le tableau embarrasse ses amis, qui n’interviennent pas pour le défendre. Victor Hugo ne prend pas publiquement parti, bien qu'il manifeste son enthousiasme dans une lettre à Victor Pavis du 3 avril 1828 en écrivant : « Ne croyez pas que Delacroix ait failli. Son Sardanapale est une chose magnifique et si gigantesque qu’elle échappe aux petites vues ». Le peintre est également victime des bons mots des humoristes, qu’il n’apprécie pas, malgré son goût pour les calembours. Cette fois-ci, le tableau n’est pas acheté, et le surintendant des Beaux-Arts, Sosthène de La Rochefoucauld (1785-1864) l’invite à « changer de manière », ce qu’il refuse catégoriquement. La violence des attaques va précipiter sa brouille avec le mouvement romantique. Il écrit qu'on l’éloigne pendant cinq ans des commandes publiques, mais il n'en est rien, dès l'année suivante il en obtient.
Ingres, peintre néo-classique, présente cette année-là au Salon L'Apothéose d'Homère. Il représente la peinture classique, comme Delacroix représente la peinture romantique, et sera perçu comme le principal rival de Delacroix, pendant toute sa vie. À travers ces deux artistes, deux conceptions opposées de la peinture s’affrontent : le disegno (dessin) et l'effacement de l'artiste derrière le sujet, pour les classiques, le colorito (couleur) et l'affirmation de l'expression et de la touche individuelle, pour les romantiques. Avec L'Apothéose d'Homère et La Mort de Sardanapale, les deux artistes affirment leurs doctrines. La querelle du coloris qui opposait poussinistes et rubénistes dans les années 1670 se renouvelle au XIXe siècle avec de nouvelles oppositions, en plus de celle entre la couleur et la ligne. La critique considèrera Delacroix comme le chef de file des coloristes jusqu'au XXe siècle.
Après cet échec, Delacroix conserve son tableau dans son atelier. En 1844, il se décide à le mettre en vente ; en 1845, un collectionneur américain, John Wilson l'achète pour 6 000 francs. La toile est restaurée par Haro et présentée au public en 1861. Elle est finalement acquise par le Louvre en 1921.

#### Le Salon de 1827-1828

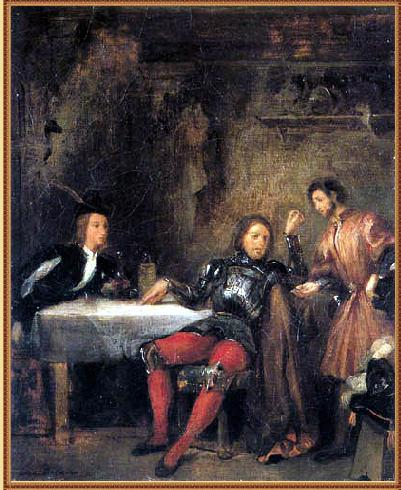
Eugène Delacroix, Quentin Durward et le Balafré (vers 1828-1829), musée des Beaux-Arts de Caen.

Le Salon de 1827-1828 est avec l’Exposition universelle de 1855, la manifestation la plus importante pour Delacroix par le nombre de toiles présentées. En deux envois, il expose tout d’abord :
- Le Christ au jardin des Oliviers (1824-1827, Église Saint-Paul-Saint-Louis) ;
- Le Doge Marino Faliero (Wallace Collection de Londres) ;
- Deux chevaux de ferme anglais (1825, Brame et Lorenceau) ;
- Jeune turc caressant son cheval ;
- Un pâtre de la campagne de Rome, blessé mortellement ;
- Tête d’une indienne ;
- Scène de la guerre actuelle des Turcs et des Grecs ;
- Nature morte aux homards (1826-1827, musée du Louvre)[92],[93] ;
- L’Empereur Justinien composant ses lois (tableau aujourd’hui détruit).

Puis ce sera :
- Le Docteur Faust dans son cabinet ;
- Milton et ses filles.

En 1828, Charles Motte, éditeur rue des Marais, publie Faust, la tragédie de Goethe traduite par Philipp Albert Stapfer, illustrée d’une suite de 17 lithographies par Delacroix. Goethe témoigne de son enthousiasme dans une lettre adressée de Weimar à son ami Johann Peter Eckermann et estime qu’il a bien su traduire les scènes qu’il avait imaginées.
Après la visite de Charles X à Nancy, Delacroix reçoit le 28 août 1828 commande du ministre de l’Intérieur d'un tableau que le roi veut offrir à la ville. Terminé en 1831, La Mort de Charles le hardi ou Le Téméraire, plus couramment appelé La Bataille de Nancy (Musée des beaux-arts de Nancy) ne sera exposé au Salon qu’en 1834. Suit en décembre 1828 ou en janvier 1829 la commande de deux peintures pour la duchesse de Berry, veuve du fils cadet du roi : Quentin Durward et le Balafré (Musée des beaux-arts de Caen) et La Bataille de Poitiers, dit aussi Le Roi Jean à la bataille de Poitiers (musée du Louvre), achevés en 1830.

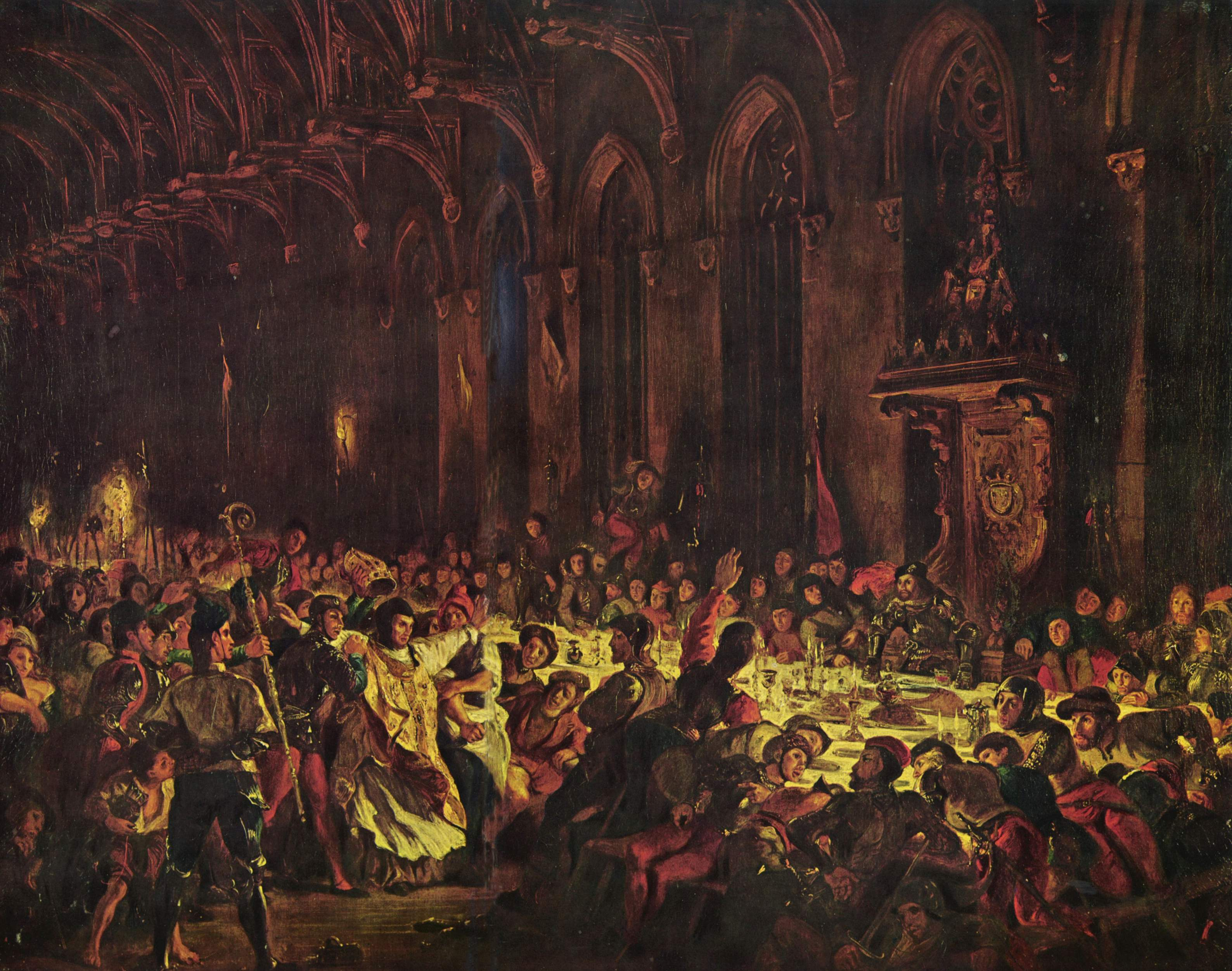
Eugène Delacroix, L'Assassinat de l'évêque de Liège (1830), Paris, musée du Louvre.

À la demande du duc Louis-Philippe d'Orléans, Delacroix peint un tableau de grandes dimensions (420 × 300 cm) pour sa galerie historique, au Palais-Royal : Richelieu disant sa messe (1828) ou Le cardinal de Richelieu dans sa chapelle au Palais-Royal. Il est détruit durant La Révolution de 1848 et il n'en reste qu’une lithographie de Ligny dans l’histoire du Palais Royal par Jean Vatout (1830 ?).
En janvier, le duc d'Orléans le sollicite de nouveau pour un autre tableau inspiré de Walter Scott, L'assassinat de l'évêque de Liège (musée du Louvre). Il est présenté d’abord à la Royal Academy en 1830, puis au salon de 1831 et enfin à l’Exposition universelle de 1855 à Paris et à celle de Londres en 1862. Une anecdote circule au sujet de ce tableau, concernant une nappe blanche, point capital de cette scène, que Delacroix a du mal à peindre. En dessinant un soir chez son ami Frédéric Villot, le peintre se serait fixé un ultimatum, en déclarant : « Demain j’attaque cette maudite nappe qui sera pour moi Austerlitz ou Waterloo ». Et c'est Austerlitz. Pour la charpente de la voûte, il s’inspire de croquis faits au palais de justice de Rouen et du vieux hall de Westminster qu’il a visité durant son séjour à Londres.
Delacroix écrit à partir de 1830 cinq articles de critique d’art pour la Revue de Paris, fondée par Louis Véron l'année précédente. Le premier, consacré à Raphaël, paraît en mai et le deuxième, à Michel-Ange, en juillet. Il y exprime ses convictions esthétiques et son admiration pour ces deux artistes, qui ont eu une grande influence sur son œuvre.
Les Trois Glorieuses, les 27, 28 et 29 juillet 1830, entraînent la chute de Charles X et portent au pouvoir Louis-Philippe. Le nouveau gouvernement organise le 30 septembre trois concours pour la décoration de la salle des séances de la nouvelle chambre des députés qui sera reconstruite au palais Bourbon. Delacroix se présente aux deux derniers. Les sujets proposés sont :
- le serment de Louis-Philippe Ier à la chambre des députés en août 1830 ;
- la protestation de Mirabeau contre le congé signifié par Louis XVI aux États généraux par la bouche du marquis de Dreux-Brézé (1766-1829) ;
- Boissy d’Anglas tenant tête à l’émeute.

Le jury composé de Guérin (1774-1833), de Gros et d'Ingres donne le Mirabeau à Hesse, élève de Gros et le Boissy d’Anglas à Vinchon, prix de Rome 1814. Achille Ricourt, écrivain, journaliste et fondateur de la revue L'artiste, fera de cette décision une injustice à l'égard de la cause romantique. Le peintre Louis Boulanger écrit : « Mon peintre, c’est Delacroix. Tout cela vit, tout cela se meut, se tord et accélère le mouvement du sang dans vos artères … C’est l’accent de la nature saisi dans ce qu’il a de plus inattendu, qualités précieuses, qui seules révèlent le grand peintre, mais qui malheureusement le révèlent trop souvent à un trop petit nombre ».
La revue publie également la longue « Lettre sur les concours » que Delacroix avait adressée le 1er mars 1831, afin d’accentuer la controverse. C’est un violent réquisitoire contre les concours, opposant les médiocres, aux Rubens, aux Raphaël, aux Hoffmann, sur un ton plein d’ironie. L’esquisse qu’il avait réalisée pour le deuxième sujet, Mirabeau devant Dreux-Brézé, est aujourd’hui exposée au musée national Eugène-Delacroix. Celle du troisième sujet, Boissy d’Anglas tenant tête à l’émeute, se trouve au musée des beaux arts de Bordeaux.

#### La Liberté guidant le peuple

La Liberté guidant le peuple (1830), Paris, musée du Louvre.

En 1831, Delacroix présente au salon, qui avait ouvert ses portes cette année-là le 14 avril, La Liberté guidant le peuple. Le tableau, répertorié au no 511 du catalogue du salon, est intitulé Le 28 juillet ou La Liberté guidant le peuple, titre qu’il conservera par la suite. Delacroix a peint ce tableau pour deux raisons. La première tient à son échec au salon de 1827. Il souhaite l'effacer et s'attirer les faveurs du pouvoir en place, en créant une œuvre d'art qui exprime les idées libérales, qu'il partage avec le nouveau roi des français Louis-Philippe Ier. En effet, Delacroix n'est pas républicain, mais il aspire à une monarchie modérée respectant les libertés et le droit des peuples à disposer d'eux-mêmes.
Par ailleurs, lors de la révolution des Trois Glorieuses, Delacroix est enrôlé dans les gardes de la collection du musée du Louvre. Il ne peut pas participer à cette révolution. Dans une lettre datant du 28 octobre 1830 qu'il adresse à son frère Charles Delacroix, il écrit : « J'ai entrepris un sujet moderne, une barricade, et si je n'ai pas vaincu pour la patrie, au moins peindrai-je pour elle. Cela m'a remis de belle humeur ». Dans cette lettre, il indique donc qu'il regrette de ne pas avoir participé à cette glorieuse révolution et qu'il entend glorifier ceux qui l'ont fait. Le terme « patrie » montre que pour lui la réalisation de ce tableau est un acte patriotique, et donc que son objectif premier n'est pas tellement de plaire au nouveau roi avec lequel il entretenait précédemment des liens d'amitié, mais en réalité de glorifier ceux qui ont permis cette révolution. Il veut donc glorifier dans ce tableau le peuple, c'est-à-dire les classes populaires qui ont établi des barricades et qui se sont battus pour mettre un terme au règne du monarque Charles X voulant rétablir une monarchie absolue de droit divin. La composition de son tableau révèle en elle-même cette volonté de glorification du peuple. En effet, l'ensemble des personnages à l'exception de la figure féminine allégorique de la liberté est issu de la classe populaire, c'est-à-dire du peuple. La présence d'un enfant à ses côtés révèle également que l'ensemble des citoyens a eu le courage de se battre pour renverser Charles X. Il fait ainsi apparaître ce peuple comme un grand peuple dont les idéaux doivent susciter le respect. Les idées libérales étant aussi celles du roi Louis Philippe, ce dernier achète ce tableau pour 3 000 francs dans le but de l'exposer au palais du Luxembourg.

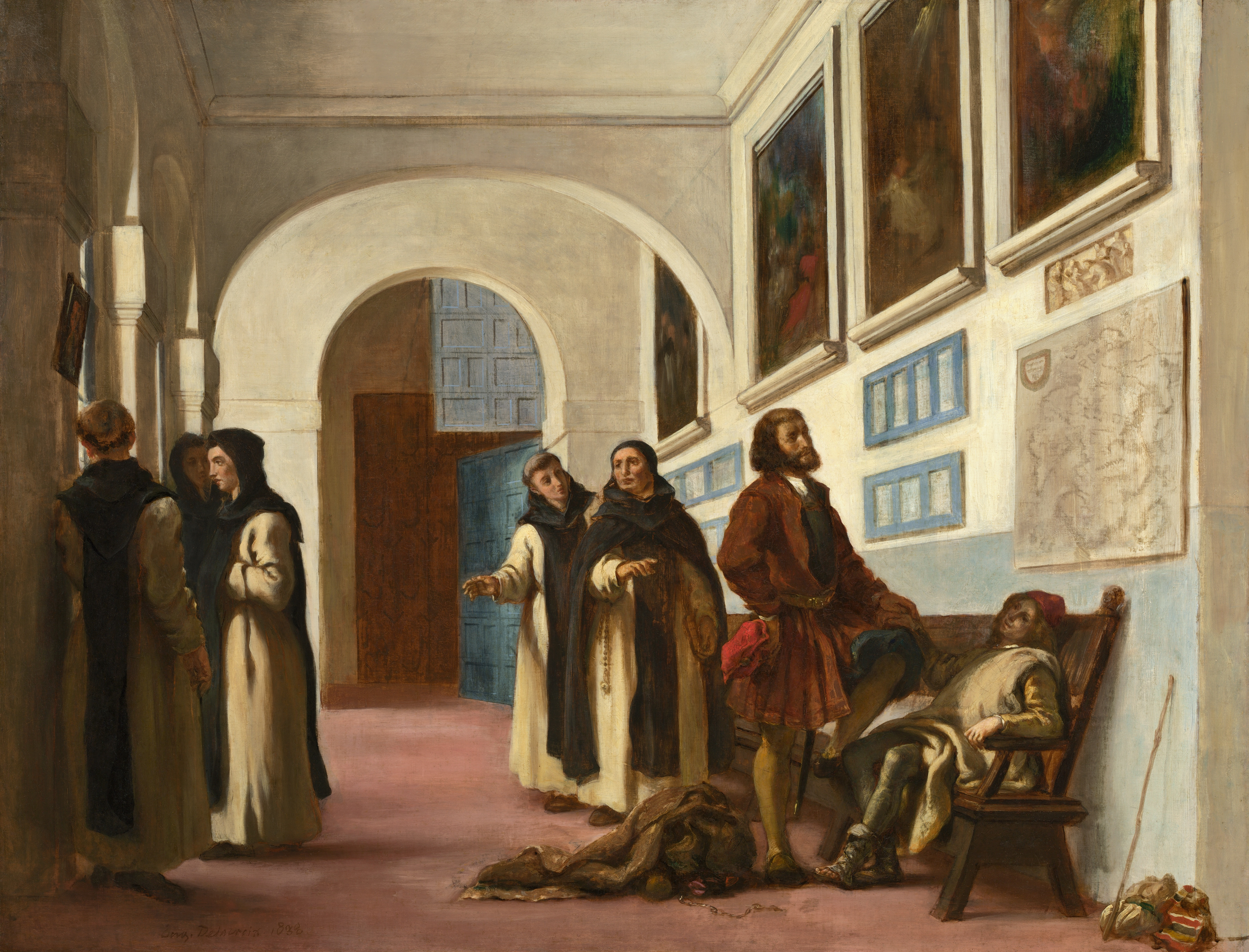
Christophe Colomb et son fils à la Ràbida, 1838, National Gallery of Art de Washington

Sa peinture n’y est présentée que quelques mois. Hippolyte Royer-Collard, directeur des Beaux-Arts, la fait mettre dans les réserves, de peur que son sujet encourage les émeutes. Edmond Cavé, son successeur, permet à Delacroix de la reprendre en 1839. Elle est exposée de nouveau en 1848 ; cependant, quelques semaines plus tard, le peintre est invité à la reprendre. Grâce à Jeanron, directeur des musées et à Frédéric Villot, conservateur au musée du Louvre, La Liberté guidant le peuple rejoint les réserves du musée du Luxembourg. Avec l’accord de Napoléon III, elle sera présentée à l’exposition universelle de 1855. Le musée du Louvre l'expose en permanence à partir de novembre 1874.
Son sujet évoque les combats de rue qui se sont déroulés durant les journées révolutionnaires des 27, 28 et 29 juillet, dites aussi « Les Trois Glorieuses ». Une jeune femme à la poitrine nue, coiffée du bonnet phrygien, tient un drapeau tricolore, figure allégorique de la liberté. Elle marche armée, accompagnée d'un enfant des rues brandissant des pistolets. À gauche du tableau, un jeune homme en redingote et coiffé d’un haut de forme tient une espingole (fusil tromblon à deux canons parallèles. Une légende veut que ce jeune homme soit Delacroix et qu’il ait participé à l'insurrection. Plusieurs éléments permettent d'en douter, comme le témoignage peu fiable d’Alexandre Dumas. Le peintre, d'opinions bonapartistes, aurait tout au plus été enrôlé dans la garde nationale, restaurée le 30 juillet 1830 après avoir été supprimée en 1827, afin de garder le trésor de la Couronne, d’ailleurs déjà au Louvre.
Lee Johnson, spécialiste britannique de Delacroix, identifie plutôt le jeune homme à Étienne Arago, ardent républicain et directeur du théâtre du Vaudeville de 1830 à 1840. C'était aussi l'opinion de Jules Claregie en 1880. Quant à l’enfant des rues, il aurait inspiré Victor Hugo (1802-1885) pour créer son personnage de Gavroche dans les Misérables, publiés en 1862.
La critique accueille le tableau avec modération. Delécluze écrit dans le Journal des débats du 7 mai : « […] Ce tableau peint avec verve, coloré dans plusieurs de ses parties avec un rare talent, rappelle tout à fait la manière de Jouvenet […] ». D'autres critiques trouvent inacceptable la figure de la Liberté, qu'ils la qualifient de « poissarde, fille publique, faubourienne ». Son réalisme dérange : la nudité de son torse, la pilosité des aisselles.
Son absence du musée pendant des années en fait une icône républicaine. Le sculpteur François Rude s’en inspirera pour son Départ des volontaires sur l'Arc de triomphe de l'Étoile. En 1924, le peintre, Maurice Denis, reprendra ce sujet pour orner la coupole du Petit Palais. Elle sert d’affiche à la réouverture en 1945 du musée du Louvre et orne ensuite l’ancien billet de 100 francs.
Les querelles qui opposent les classiques et les romantiques ou modernes agacent Delacroix. Le 27 juin 1831, il écrit au peintre Henri Decaisne (1799-1852), membre comme lui de la Société libre de peinture et de sculpture, fondée le 18 octobre 1830, afin d’adopter une stratégie commune face à l’influence puissante de la Société des Amis des Arts, proche de Institut de France (créée en 1789 et ressuscitée en 1817). Sur les conseils de Decaisne, il contacte Auguste Jal, un important critique d’art, pour qu’il défende leur cause dans Le Constitutionnel. Dans une longue lettre qu’il adresse alors à M. d’Agoult, ministre de l’intérieur, afin d’exposer leurs griefs, il signale les dangers de séparer les artistes « officiels », des autres, d’un talent bien souvent plus grand. La reconnaissance officielle se manifeste en septembre 1831 par l'octroi de la Légion d’honneur.

#### Le voyage en Afrique du Nord (fin janvier à juillet 1832)
En 1832, Eugène Delacroix accompagne pendant sept mois la mission diplomatique que Louis-Philippe a confié à Charles-Edgar, comte de Mornay (1803-1878) auprès du sultan du Maroc Moulay Abd er-Rahman (1778-1859). Mornay doit porter un message de paix et rassurer le Sultan et les Britanniques, inquiets après la conquête de l'Algérie par la France.
Ce voyage allait marquer profondément le peintre. Delacroix découvre l'Andalousie espagnole et l'Afrique du Nord, le Maroc, et l'Algérie : leurs paysages, leurs architectures, leurs populations tant musulmanes que juives, leurs mœurs, leurs arts de vivre et costumes. Le peintre note inlassablement, réalise des dessins et aquarelles, qui constituent un des premiers carnets de voyage où il décrit ce qu'il découvre. Ce voyage est primordial pour sa technique et son esthétique. Il en rapporte sept carnets constituant son journal de voyage, dont seulement quatre sont conservés.
Par la suite tout au long de sa vie, il reviendra régulièrement au thème marocain dans plus de quatre-vingts peintures sur des thèmes « orientaux », notamment Les Femmes d'Alger dans leur appartement (1834, musée du Louvre), Noce juive dans le Maroc (1841, musée du Louvre), Le Sultan du Maroc (1845, musée des Augustins de Toulouse).
Ce voyage qu'il a entrepris à ses frais permet à Delacroix, qui n'a jamais été en Italie, de retrouver « l’Antiquité vivante ». La lettre qu’il adresse à Jean-Baptiste Pierret le 29 janvier est très éloquente à ce sujet : « Imagine mon ami ce que c’est que de voir couchés au soleil, se promenant dans les rues, raccommodant des savates, des personnages consulaires, des Caton, des Brutus, auxquels il ne manque même pas l’air dédaigneux que devaient avoir les maîtres du monde »…

voyage en Afrique du Nord
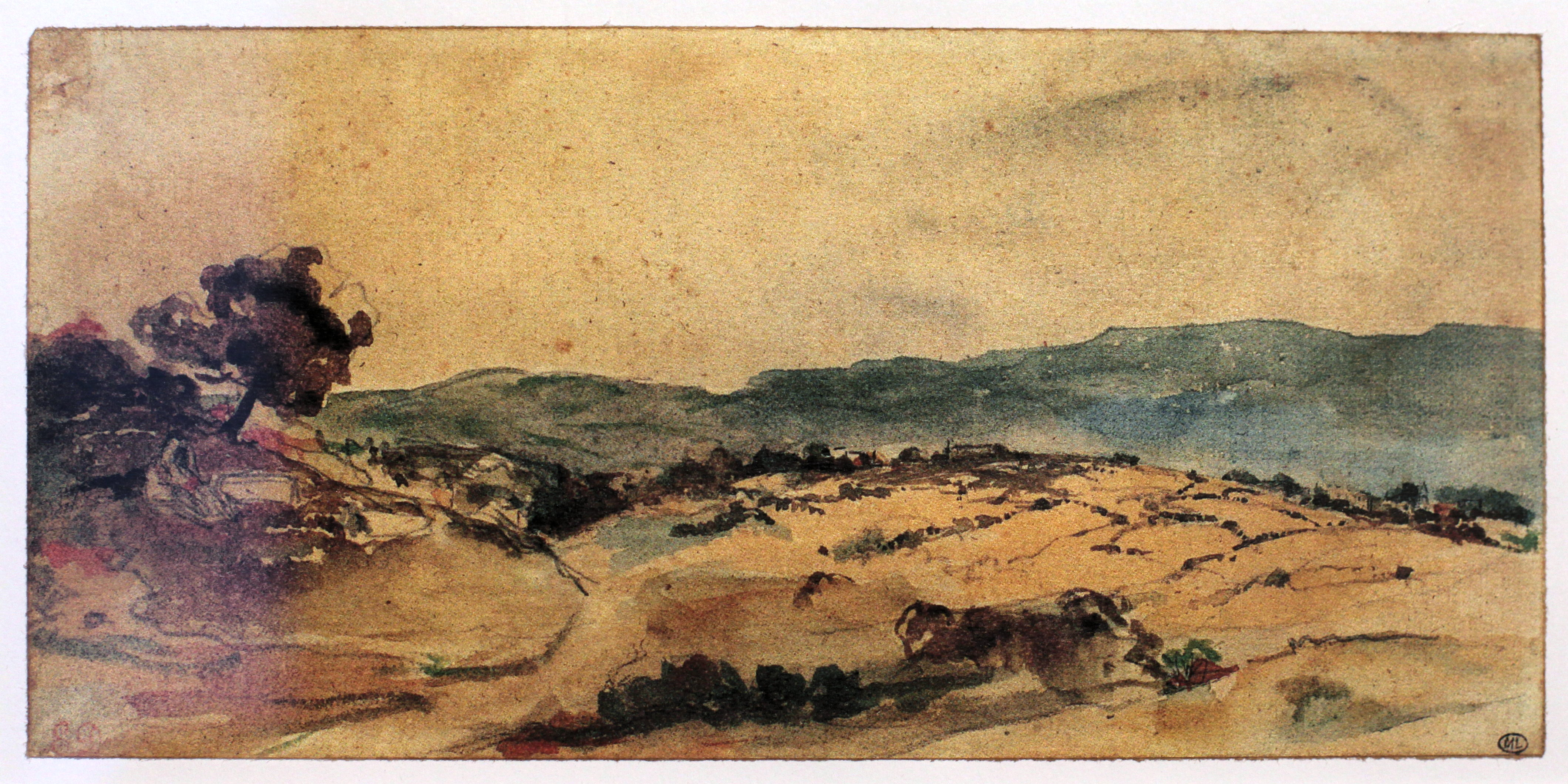
Paysage.
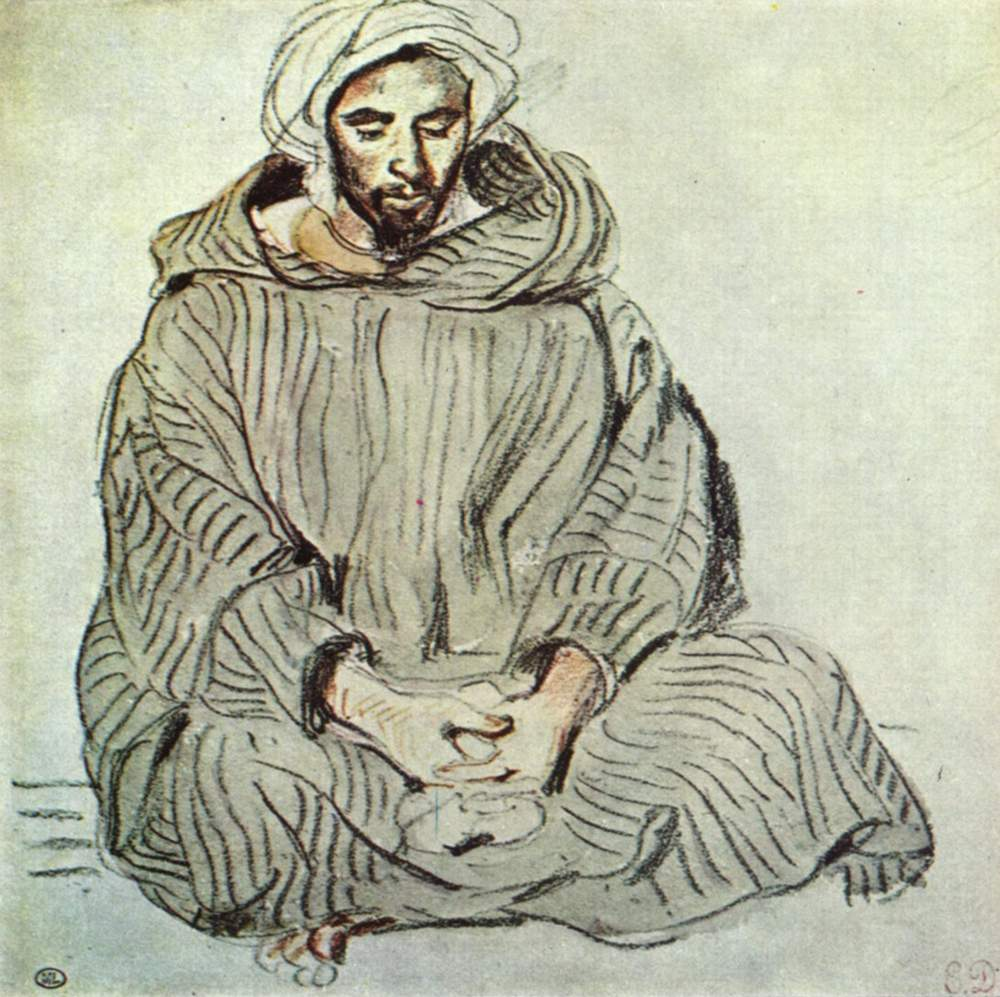
Eugène Delacroix, Étude d’arabe assis.
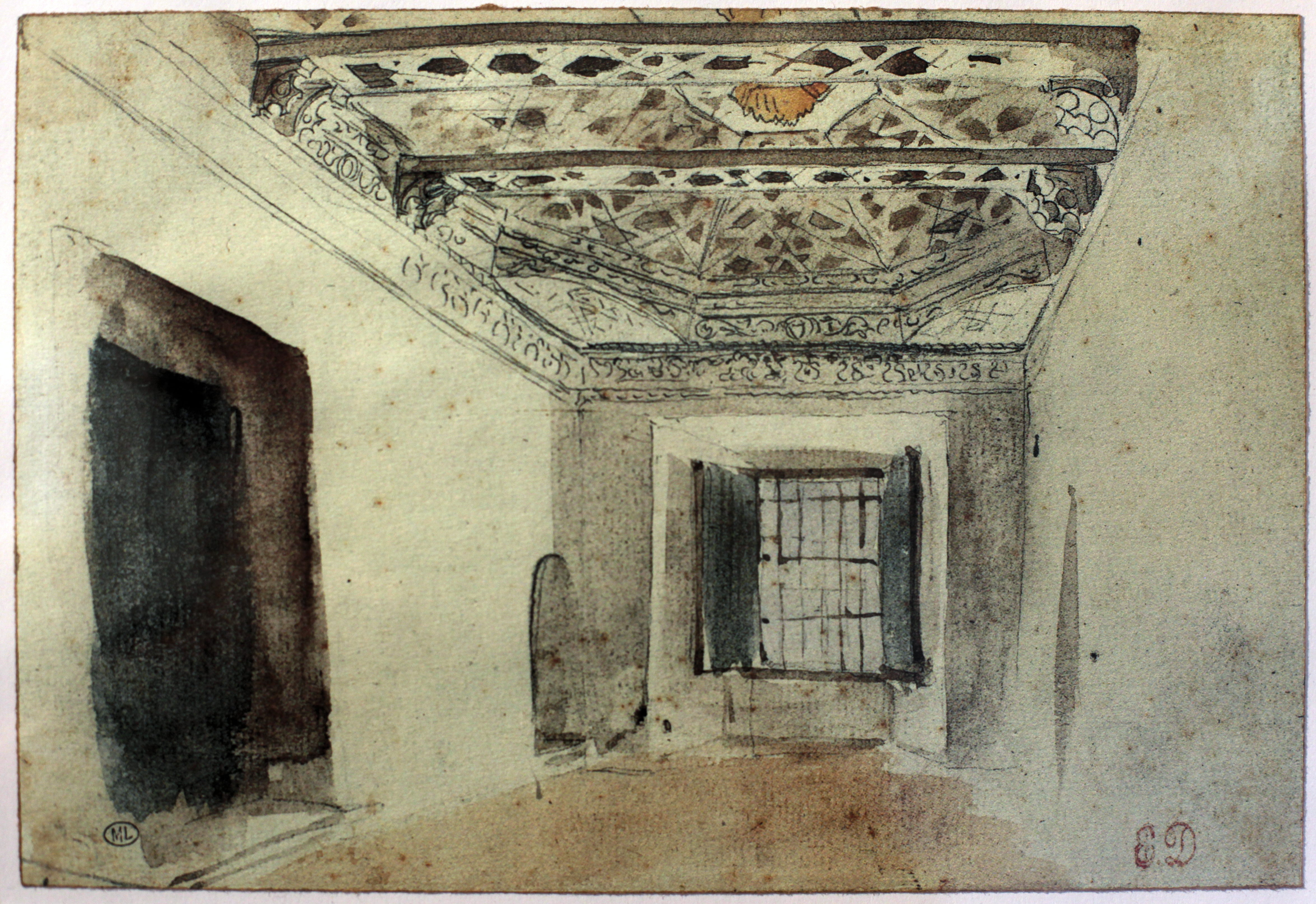
Aquarelle de voyage.

#### Les années de synthèse
Grâce à ce voyage en Afrique du Nord et à son séjour en Algérie du lundi 18 au jeudi 28 juin 1832, Delacroix aurait alors visité le harem d'un ancien reis du Dey qu'il évoquera dans sa peinture des femmes d'Alger dans leur appartement, du Salon de 1834. (Louvre, cat. no 163) scène qu'il reproduit de mémoire dans son atelier dès son retour. Poirel, ingénieur au port d'Alger, lui a présenté un ancien corsaire qui a accepté d'ouvrir les portes de sa maison au jeune français. Delacroix est transporté par ce qu'il voit : « C'est comme au temps d'Homère, la femme dans la gynécée, brodant de merveilleux tissus. C'est la femme comme je la comprends ».
Grâce à ce voyage, il fut l'un des premiers artistes à aller peindre l'« Orient » d'après nature, ce qui valut, outre de très nombreux croquis et aquarelles, quelques belles toiles de la veine des Femmes d'Alger dans leur appartement, tableau à la fois orientaliste et romantique, l'orientalisme étant caractéristique des artistes et écrivains au XIXe siècle.

#### Les premiers grands ensembles décoratifs
C’est le 31 août 1833 que Thiers, ministre des Travaux publics de l’époque, confia à Delacroix, sa première grande décoration : la « peinture sur muraille » du salon du Roi ou salle du Trône, au palais Bourbon (actuelle Assemblée nationale). Cet ensemble composé d’un plafond, avec une verrière centrale entourée de huit caissons (quatre grands et quatre petits), de quatre frises situées au-dessus des portes et fenêtres, et de huit pilastres, lui fut payé 35 000 francs. Il le peignit à l’huile sur toiles marouflées, et les frises à l’huile et à la cire directement sur le mur afin d’obtenir une matité plus proche de la détrempe. Il adopta la même technique pour les pilastres peints sur les murs, mais en grisaille. Il termina cette commande sans collaborateurs, excepté des ornemanistes pour les décors dorés, en particulier Charles Cicéri.
Dans les quatre caissons principaux, il a représenté quatre figures allégoriques symbolisant pour lui, les forces vives de l’État : la Justice, l’Agriculture, l’Industrie et le Commerce, et la Guerre. Les quatre plus petits, disposés aux quatre angles de la pièce, entre les caissons principaux, sont couverts de figures d’enfants, avec des attributs, comme :
- la chouette de Minerve pour la Sagesse ;
- la massue d’Hercule pour la Force ;
- le ciseau et le marteau pour les Arts.

Dans les trumeaux allongés, séparant les fenêtres et les portes, il représenta en grisaille les principaux fleuves de France la Loire, le Rhin, la Seine, le Rhône, la Garonne et la Saône). Il plaça L’océan et la Méditerranée, cadre naturel du pays, des deux côtés du trône. Son travail fut bien accueilli par les critiques, qui, dans leur ensemble, lui reconnurent les talents d’un grand décorateur, à l’égal d’un Primatice ou d’un Medardo Rosso. Pour eux, Delacroix avait su allier intelligence et culture, en choisissant des thèmes adaptés à l’espace et au volume du lieu à décorer. La salle du Trône (aujourd’hui appelé salon Delacroix), où le roi se rendait pour inaugurer les sessions parlementaires, était effectivement une pièce ingrate à décorer, de format carré, d’environ 11 mètres de côté et qu’il dut faire aménager.

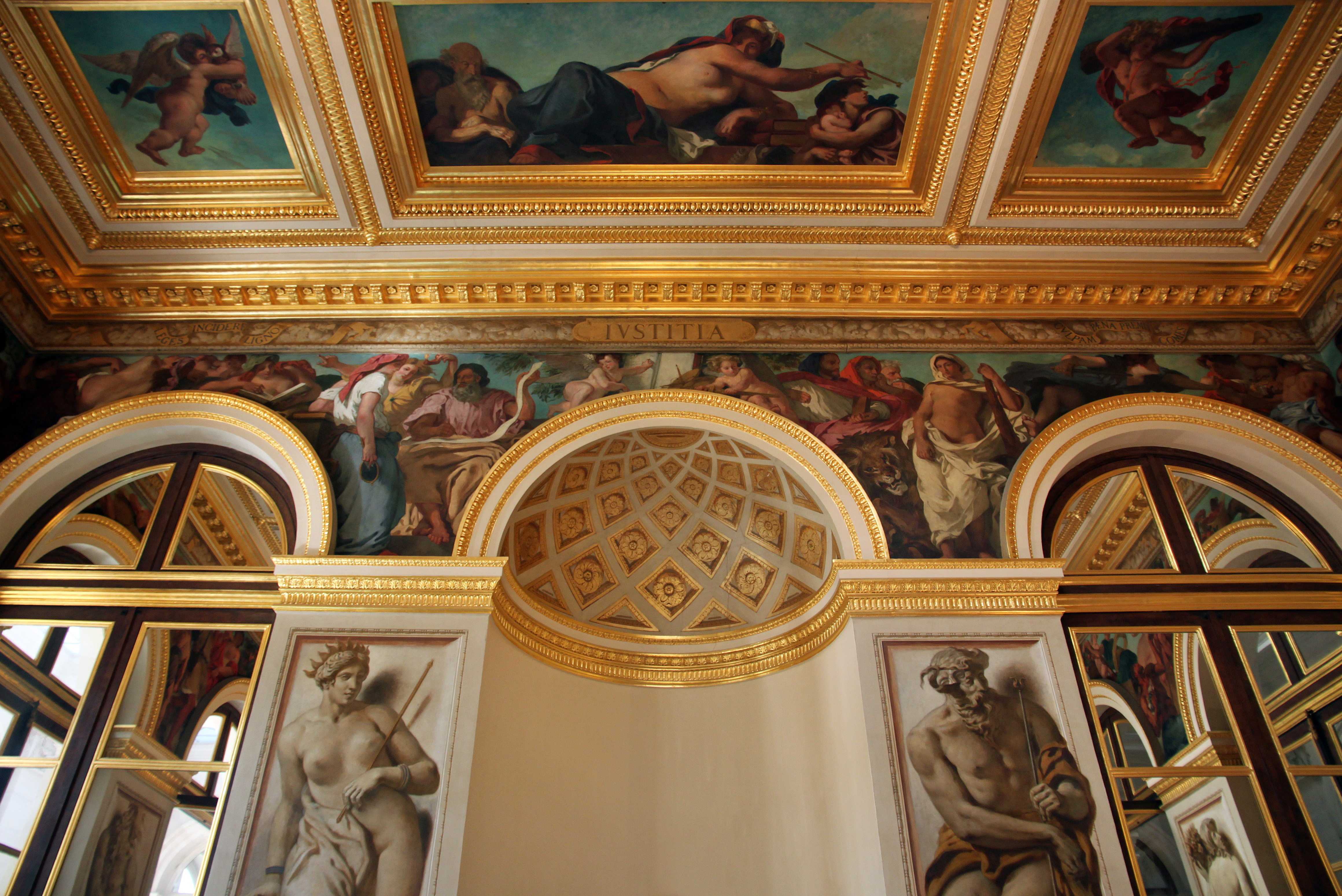
Détail du salon du Roi : Les Forces vives de l'État : la Justice.

### Les dernières années

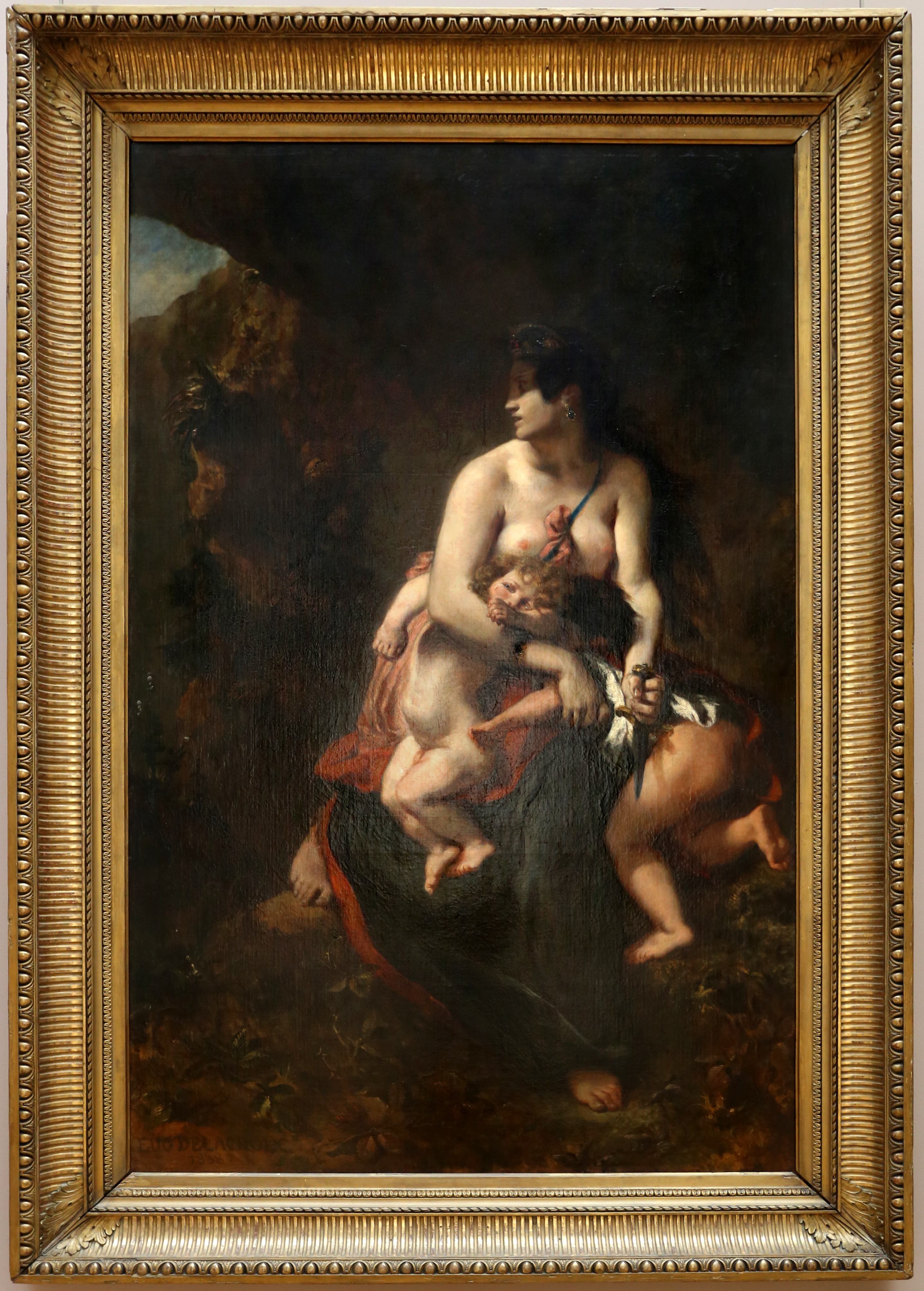
Médée (1838), musée des Beaux-Arts de Lille.

En 1838, il présente au Salon la toile Médée qui est achetée par l'État et attribuée au musée des Beaux-Arts de Lille. En 1839, Delacroix part en Flandres voir les peintures de Rubens avec Elisa Boulanger avec qui une idylle s'est nouée et qu'il connait depuis un bal chez Alexandre Dumas en 1833. En 1840, il présente l'Entrée des Croisés à Constantinople, aujourd'hui au musée du Louvre.

#### Les derniers grands ensembles décoratifs

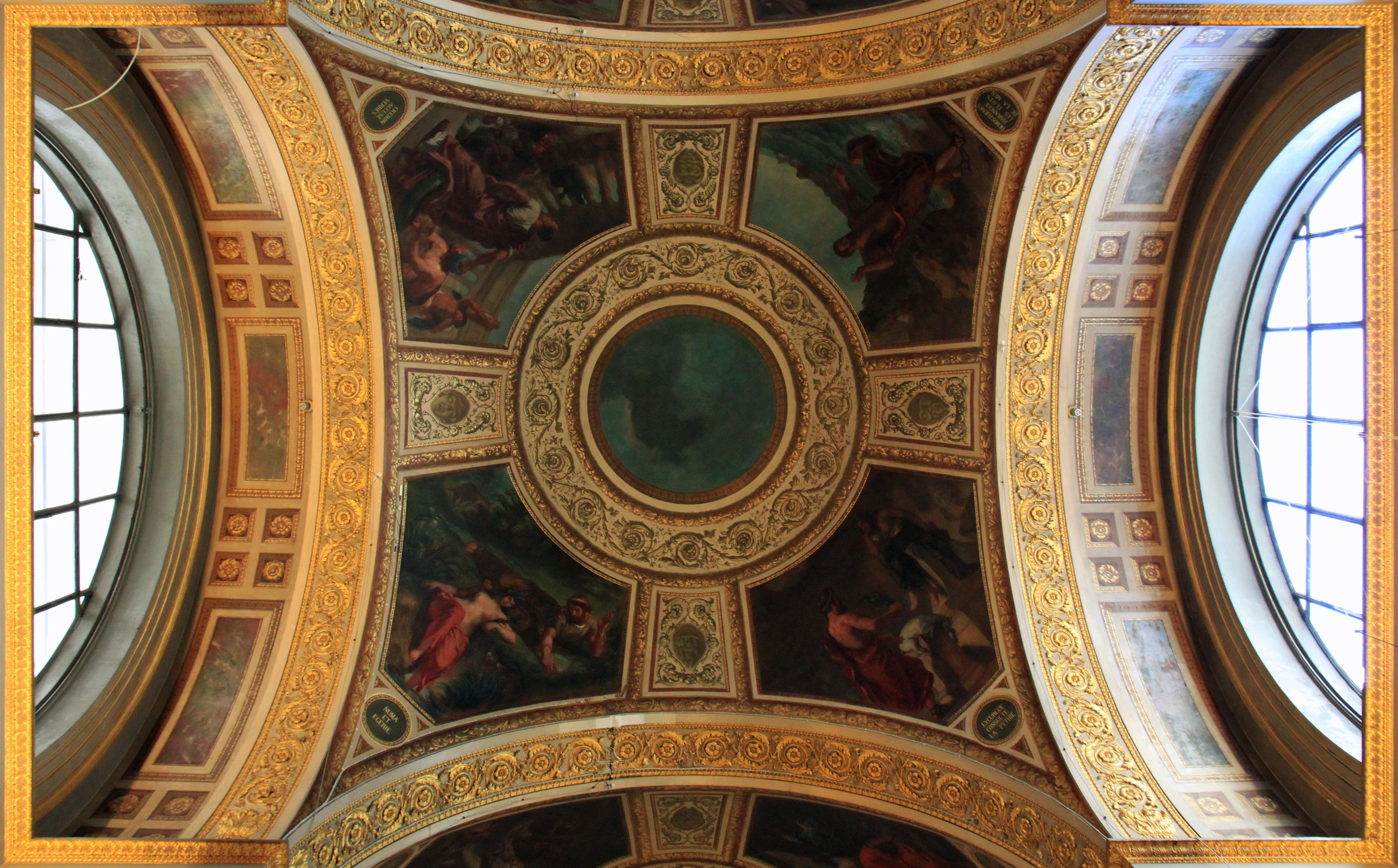
La coupole centrale de la bibliothèque représentant la Législation.

À peine son œuvre fut-elle achevée dans le salon du Roi, qu'en septembre 1838 le ministre de l'Intérieur Camille de Montalivet lui confie le décor de la bibliothèque de l'Assemblée nationale, toujours dans le palais Bourbon. Pour ce projet d'une grande ampleur, Delacroix peindra les cinq coupoles, ainsi que les deux culs-de-four de la salle de lecture.
Chacune des cinq coupoles est consacrée à une discipline, évoquée dans les pendentifs par des scènes ou des évènements qui l'ont illustrée : la Législation au centre, la Théologie et la Poésie d'un côté, la Philosophie et les Sciences de l'autre.
Les deux culs-de-four qui les encadrent représentent quant à eux la Paix, berceau du savoir, et la Guerre, qui en est l'anéantissement :
- Attila, suivi de ses hordes, foule aux pieds l'Italie et les Arts (cul-de-four de la guerre) ;
- Orphée vient policer les Grecs encore sauvages et leur enseigner les Arts de la Paix (cul-de-four de la paix).

Ce travail durera jusqu'à la fin de l'année 1847, le chantier ayant pris du retard pour divers problèmes de santé et d'autres travaux en parallèle. L'ensemble est accueilli avec enthousiasme par la critique, et a participé à sa reconnaissance en tant qu'artiste complet, se situant dans la tradition de la renaissance italienne.
Il fut également sollicité dans le même temps pour la décoration de la salle de lecture de la bibliothèque du Sénat au palais du Luxembourg à Paris, entre 1840 et 1846 :
- coupole La Rencontre de Dante et Homère : Homère, les Grecs, Orphée, les Romains ;
- quatre médaillons hexagonaux La Philosophie, La Théologie, L'Éloquence, et La Poésie ;
- un dessus de fenêtre Alexandre après la bataille d'Arbelles.

Pour réaliser ces grandes commandes Delacroix ouvre, en 1841, un atelier avec des élèves, assistants qui doivent adopter l'écriture du peintre dans une abnégation totale. Ils sont chargés de la réalisation des fonds et des grisailles ainsi que le racontent Lasalle-Borde et Louis de Planet.
En 1850, Delacroix reçoit la commande du décor central de la Galerie d'Apollon au Louvre où il présente Apollon vainqueur du serpent Python. En 1851 la ville de Paris lui passe commande des décorations du Salon de la Paix de l’Hôtel de Ville, aujourd'hui disparues dans l'incendie de 1871.

### Champrosay

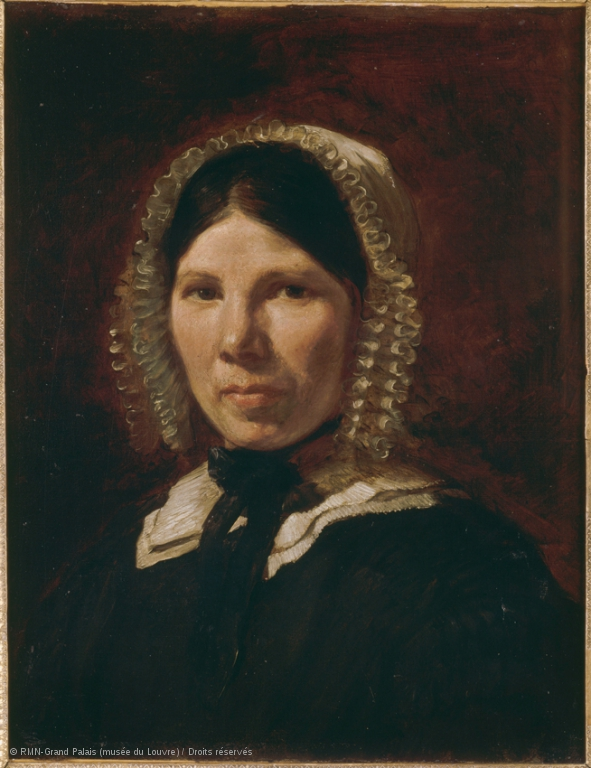
Portrait de Jeanne-Marie
dite Jenny le Guillou, vers 1840
Musée national Eugène-Delacroix, Paris

À partir de 1844, Delacroix loue à Draveil au lieu-dit Champrosay, une « bicoque » ou un chalet où il se fait installer un atelier de 10 m2. En pleine campagne accessible par le train directement Delacroix vient s'y reposer à l'écart de Paris, où sévit le choléra. Là il peut, accompagné de sa gouvernante Jenny, entrée à son service vers 1835, faire de longues promenades dans la campagne pour soigner sa tuberculose. Il achète la maison en 1858.
Il travaille de nombreux paysages, plusieurs vues de Champrosay tant au pastel (musée du Louvre) qu'à la peinture à l'huile (musée du Havre). Il réalise de nombreux tableaux de mémoire suivant ses notes et carnets du Maroc, interprétant des scènes antiques à la mode orientale. Son travail se fait plus intimiste, les tableaux de petite taille sont vendus par les marchands parisiens. Il fait régulièrement des séjours sur la côte normande à Étretat, à Fécamp mais surtout à Dieppe où il peint aquarelles et pastels. Il peint également des natures mortes, souvent des fleurs imaginaires, comme des lys jaunes à cinq pétales. Les relations avec George Sand quoique suivies, se distendent. Après avoir réalisé le portrait de l'écrivain en 1834, Delacroix vient régulièrement à Nohant-Vic où il peint pour l'église de Nohant une Éducation de la Vierge. Il offre un Bouquet de fleurs dans un vase à l'écrivain, qui l'accroche au-dessus de son lit, mais quand celle-ci tombe amoureuse du graveur et élève de Delacroix, Alexandre Manceau, Delacroix en prend ombrage d'autant qu'il est opposé à la révolution de 1848 dont Sand a été une des figures.
En 1844, le préfet Rambuteau lui commande une Pietà pour l'église Saint-Denys-du-Saint-Sacrement à Paris. Il réalise en 17 jours son chef-d'œuvre qui laisse « un profond sillon de mélancolie » suivant le mot de Baudelaire.

#### Delacroix et la photographie

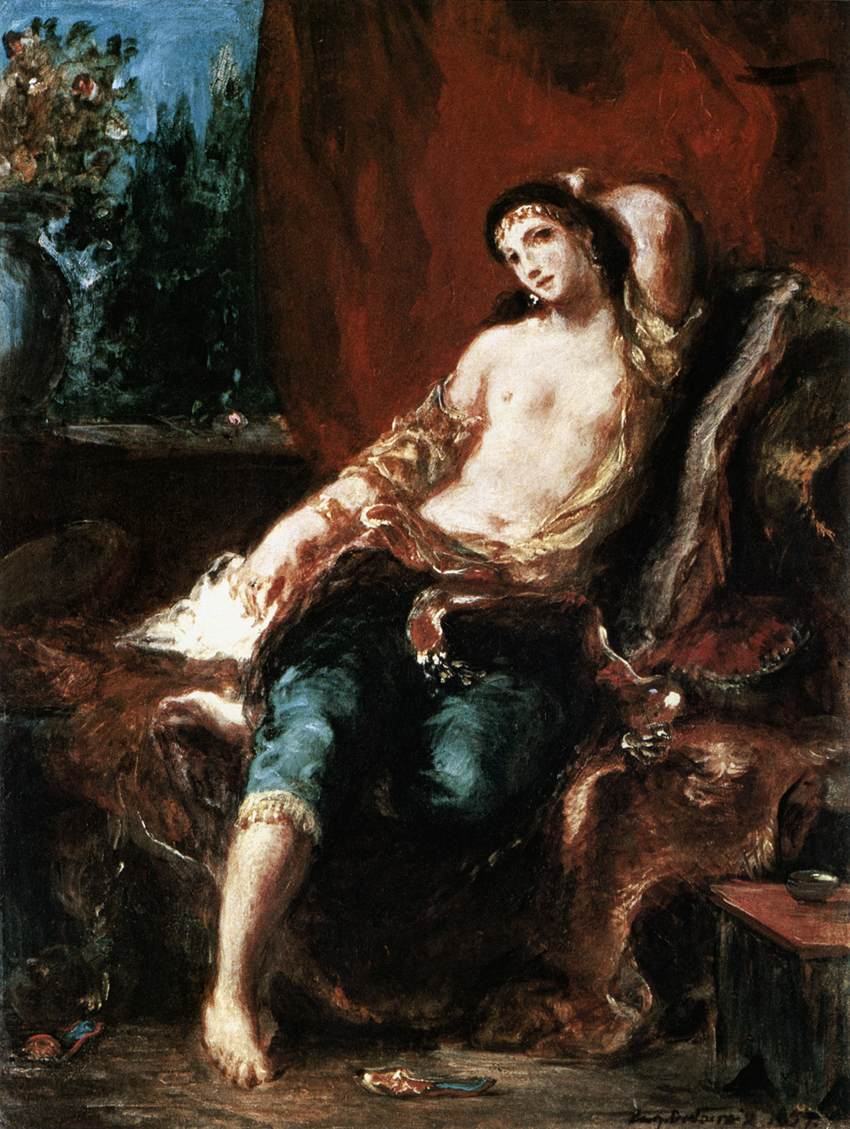
Eugène Delacroix - Odalisque vers 1857.
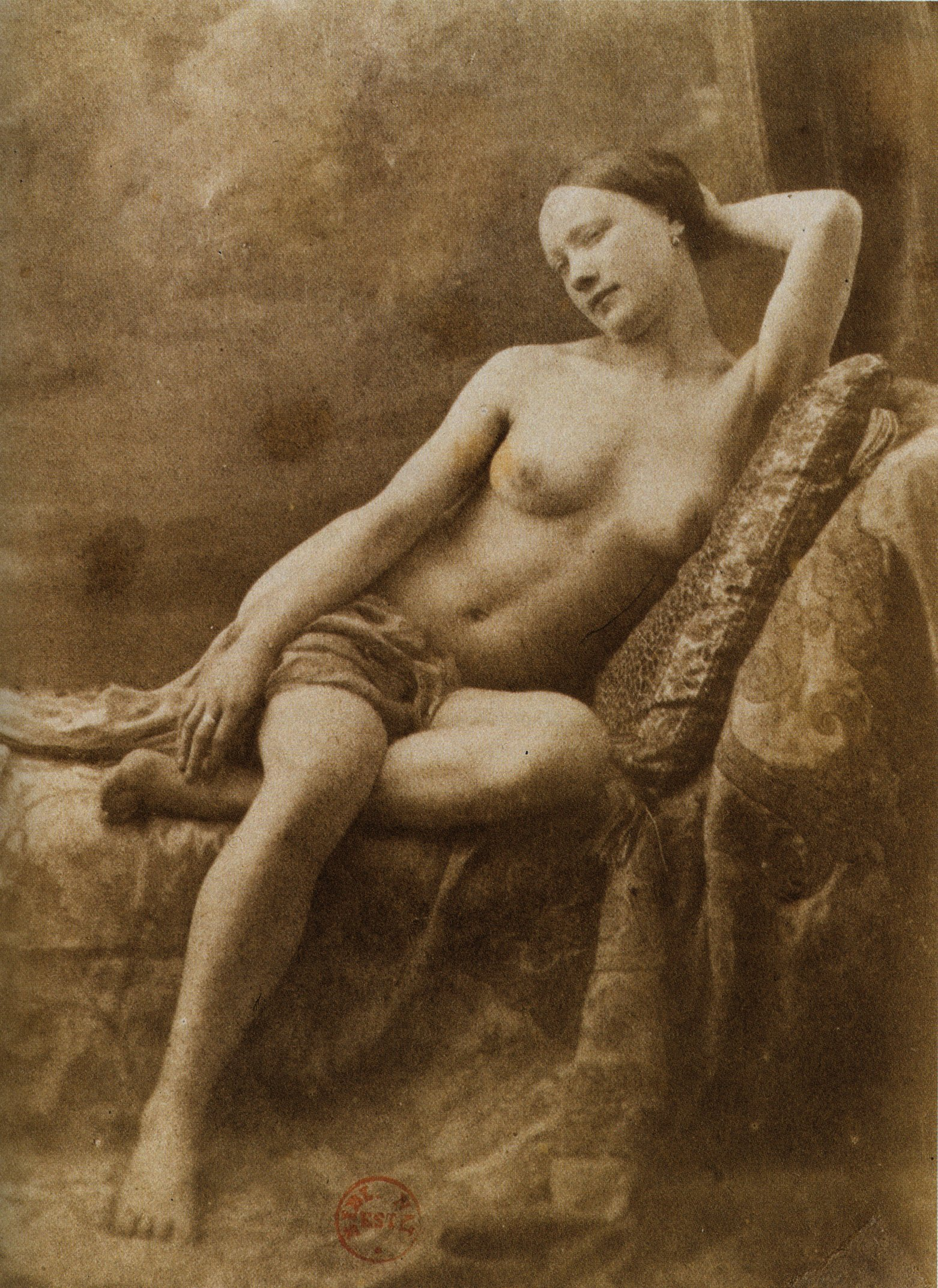
Durieu, étude de nu pour Delacroix vers 1855.
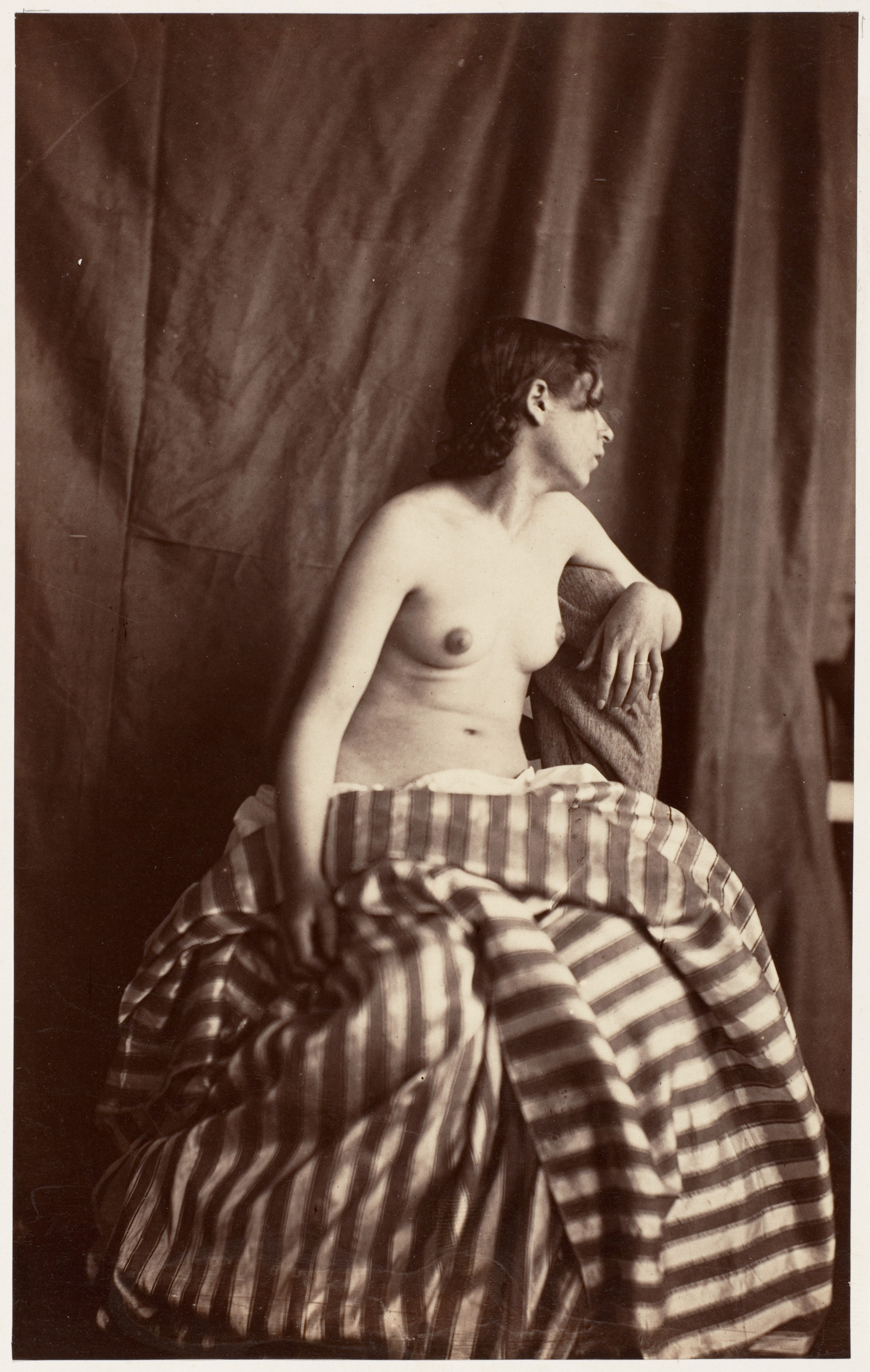
Étude de nu féminin d'Eugène Durieu pour Delacroix.
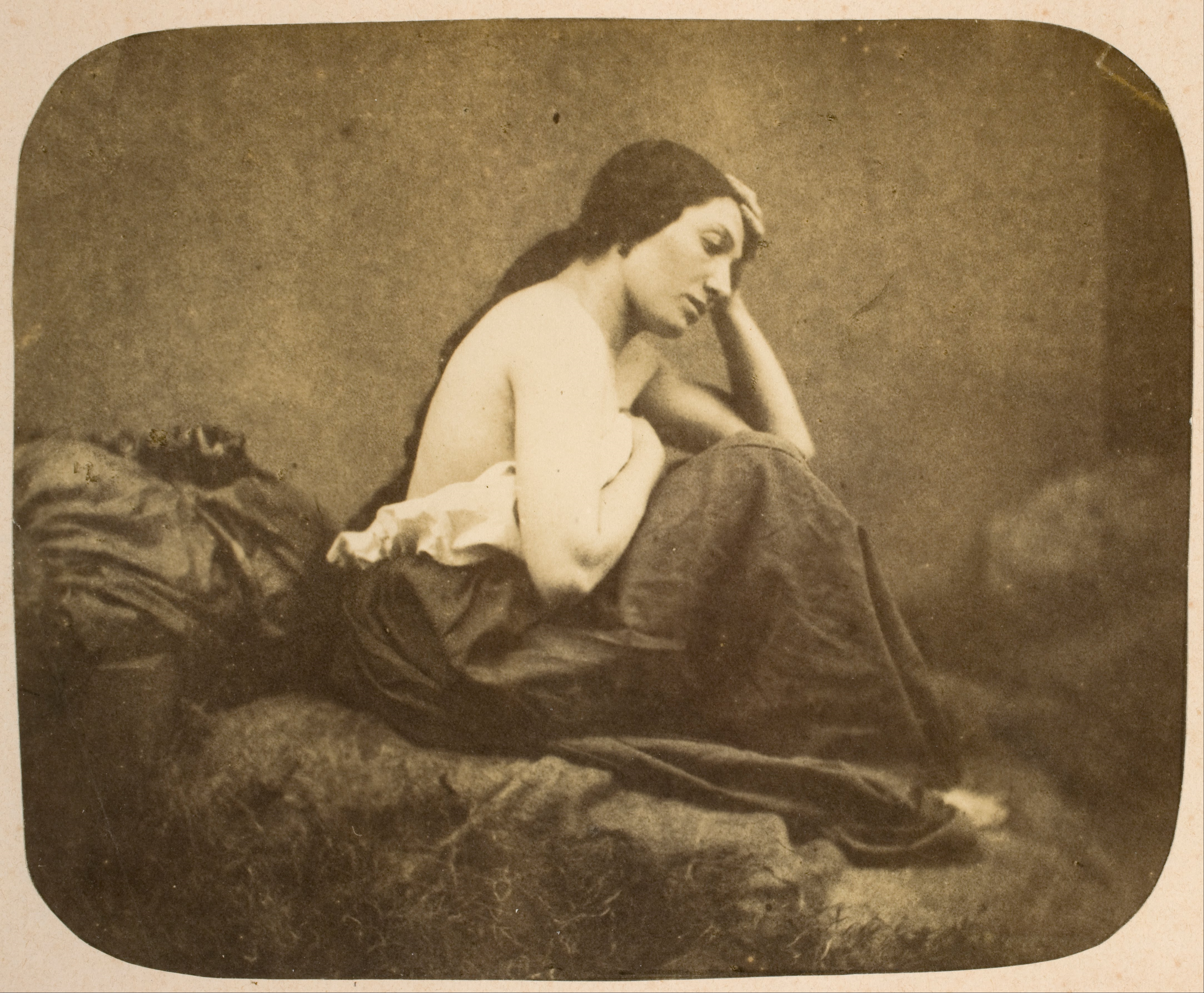
Eugène Durieu, Portrait de Femme, Jenny(?).
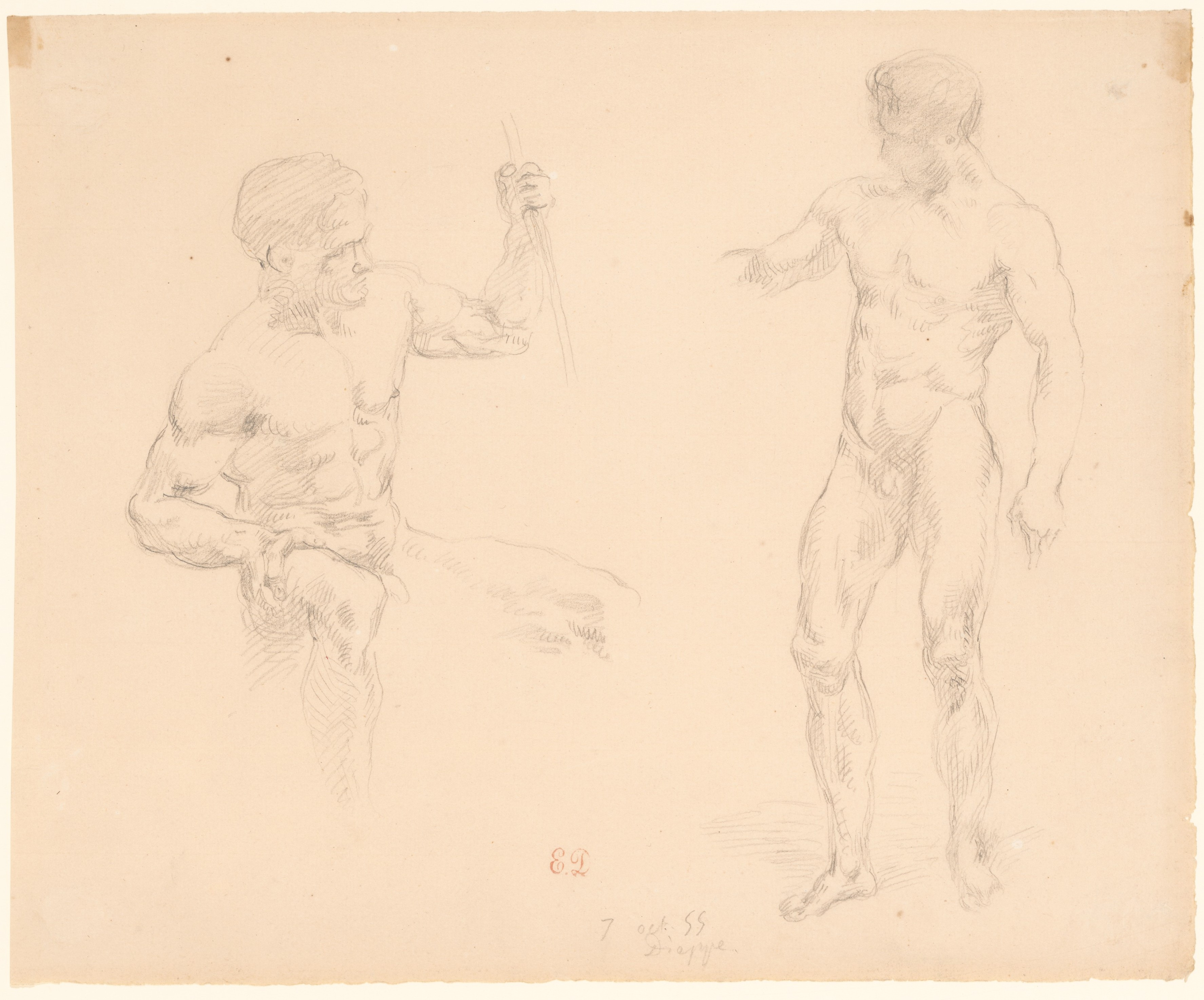
Dessin de Delacroix d'après les photographies de Durieu.
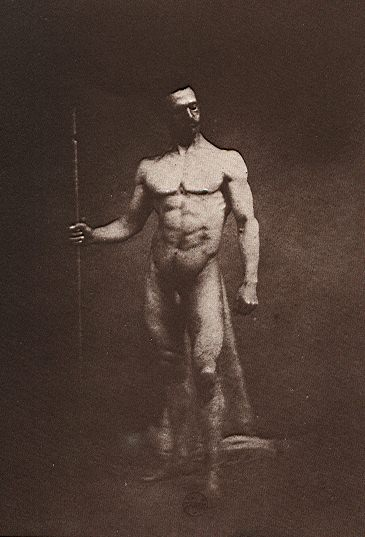
Étude de nu masculin d'Eugène Durieu pour Delacroix.

À partir des années 1850, Delacroix s'intéresse à la photographie. En 1851, il est membre fondateur de la Société héliographique. Il pratique les cliché-verres et en 1854, commande au photographe Eugène Durieu une série de photographies de modèles nus masculins et féminins. Delacroix impose pour la prise de ces clichés des critères particuliers en vue de leur réutilisation, notamment des images volontairement un peu floues ainsi qu'un dépouillement le plus total[réf. nécessaire]. Fasciné par l'anatomie humaine Delacroix écrit dans son journal « Je regarde avec passion et sans fatigue ces photographies d'hommes nus, ce poème admirable, ce corps humain sur lequel j'apprends à lire et dont la vue m'en dit plus que les inventions des écrivassiers ».
Ces clichés commandés par Delacroix à Durieu, ainsi que la quasi-intégralité des dessins réalisés à partir de ceux-ci, ont par ailleurs pu être exposés au musée national Eugène-Delacroix avec le concours de la Bibliothèque nationale de France. La réunion de ces clichés et des dessins qu'ils ont inspiré apparaît fondamentale pour comprendre la tension de l'utilisation du médium photographique dans l'œuvre de Delacroix, à mi-chemin entre l'exaltation de la découverte d'un outil précieux et le scepticisme du peintre qui n'y perçoit qu'un élément à valeur instrumentale, loin de pouvoir rivaliser avec la peinture.

#### La consécration

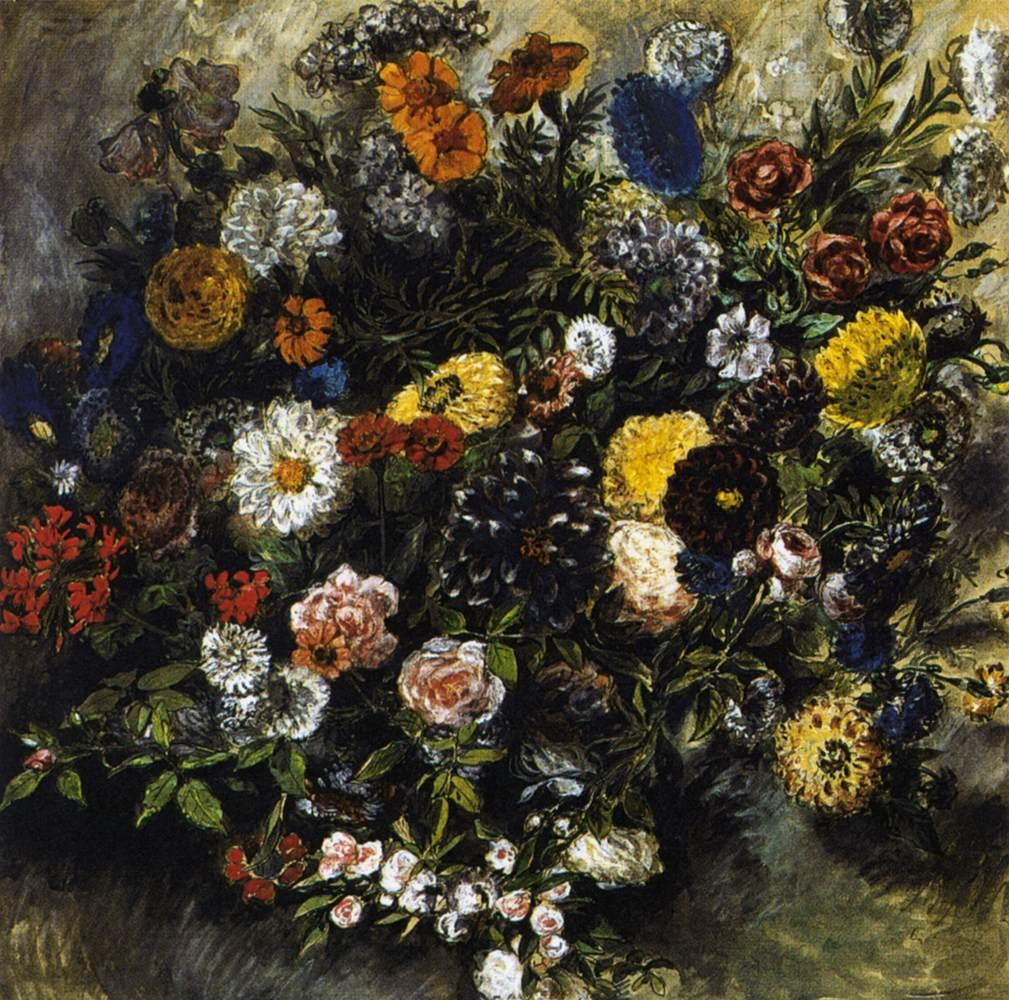
Bouquets de fleurs vers 1849, pastel, Musée Delacroix, Paris.

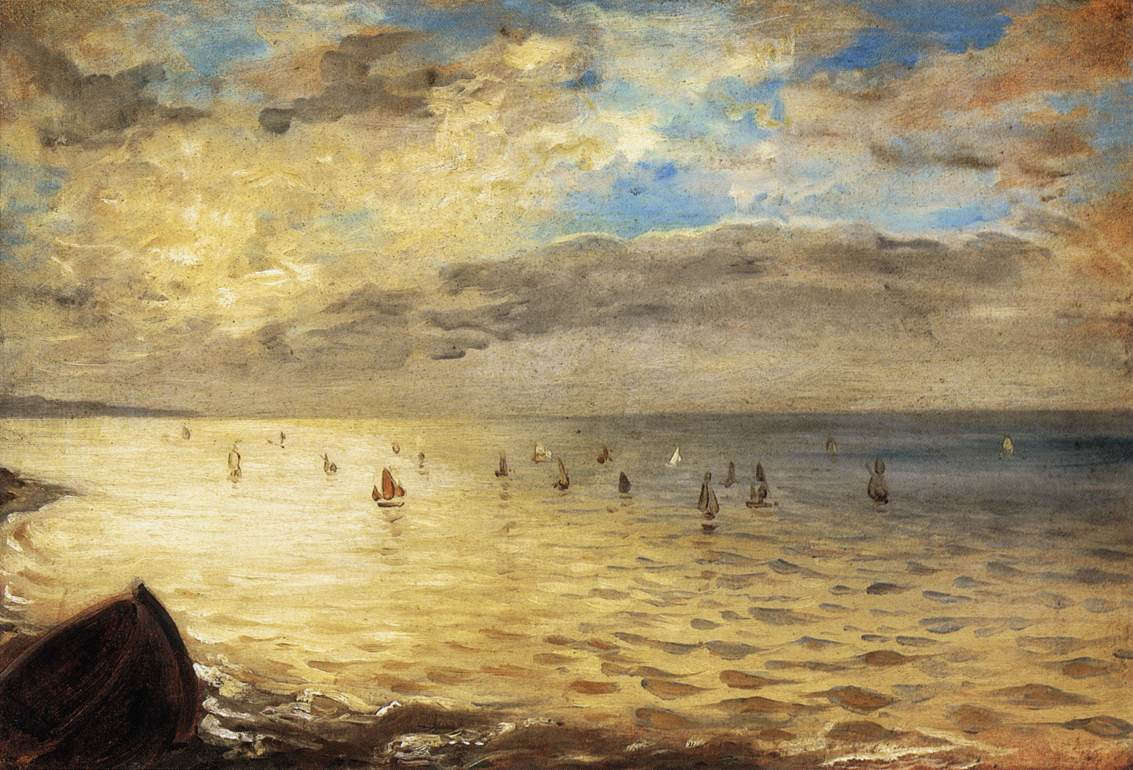
La Manche depuis les hauteurs de Dieppe, 1852, huile sur toile.

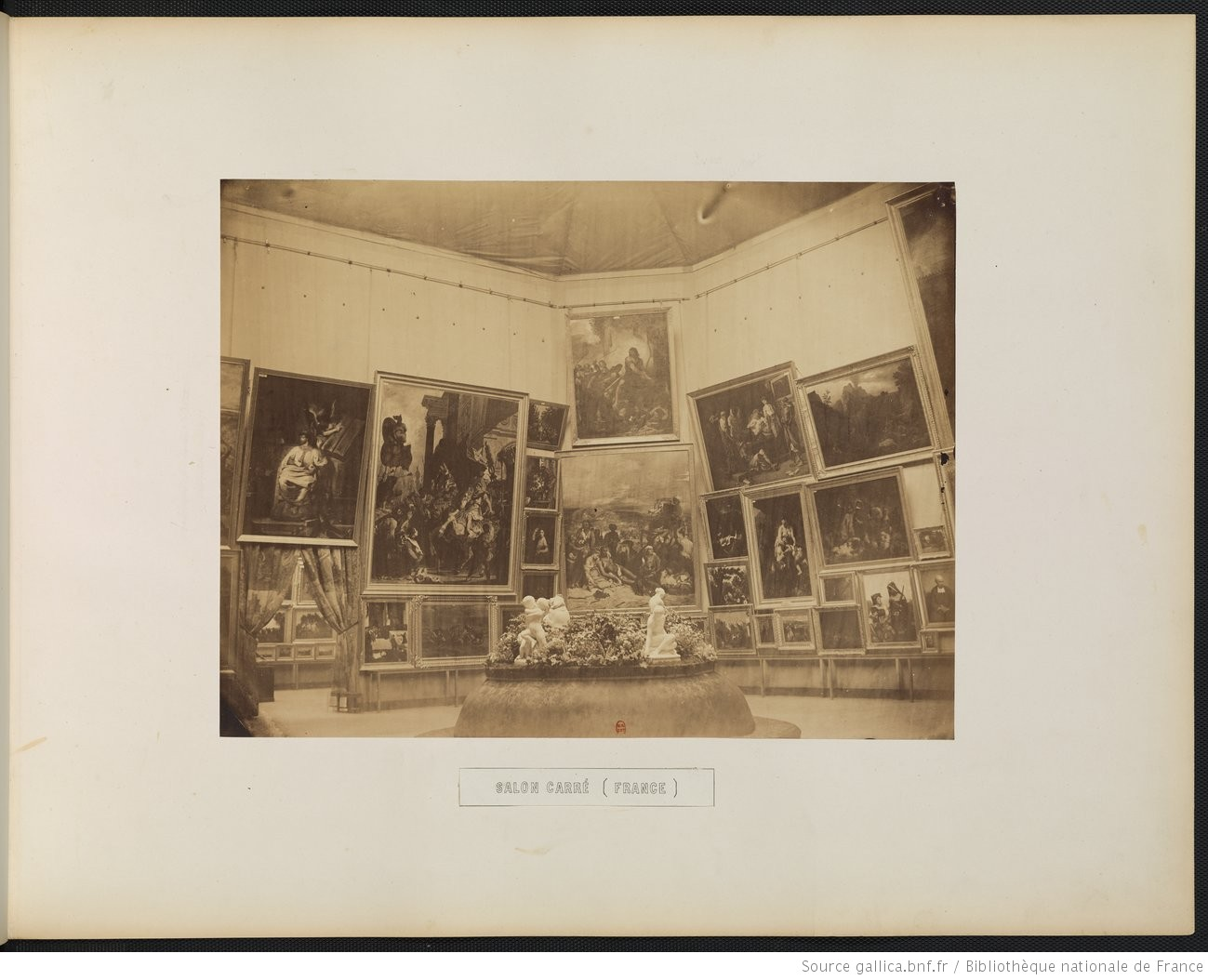
Accrochage d'Eugène Delacroix à l'Exposition universelle de 1855 - Album Disdéri - bnf - Paris.

Tant que la demande des collectionneurs reste faible, sa carrière dépend des commandes officielles. Pour se concilier les faveurs du pouvoir, il fréquente tous les cercles politiques à la mode et ne refuse jamais une visite pouvant s’avérer fructueuse. Durant toute sa vie, à l'exception des dernières années marquées par la maladie, Delacroix a une vie mondaine intense mais en souffre, se pliant à ces obligations afin d'obtenir des commandes. Il pratique aussi régulièrement pour se soigner les cures thermales à Bad-Ems en 1861 ou à Eaux-Bonnes en 1845, où il réalise un carnet de voyage. Il aime se retirer dans sa maison de campagne à Champrosay, tout près de la forêt de Sénart, surtout à partir des années 1840.
En 1851, il est élu conseiller municipal de Paris. Il garde cette fonction jusqu'en 1861. Il approuve la méthode d'apprentissage du dessin « pour apprendre à dessiner juste et de mémoire » de Madame Marie-Elisabeth Cavé.
Delacroix trouve des appuis auprès de la presse, des revues d’art et de certains critiques de l’époque.
Ainsi Baudelaire considère que le peintre n’est pas seulement « excellent dessinateur, prodigieux coloriste, compositeur ardent et fécond, tout cela est évident », mais qu’il « exprime surtout l’intime du cerveau, l’aspect étonnant des choses. » Un tableau de Delacroix « c’est l’infini dans le fini. » Il est « le plus suggestif de tous les peintres » en traduisant « avec la couleur ce qu’on pourrait appeler l’atmosphère du drame humain.»
Adolphe Thiers écrit plusieurs articles louangeurs dans le Constitutionnel, notamment lors de l’exposition des Massacres de Scio.
Théophile Gautier n’hésite pas à critiquer certaines toiles mais au fil des ans son admiration ne se dément jamais. « M. Delacroix comprend parfaitement la portée de son art, car c’est un poète en même temps qu’un homme d’exécution. Il ne fait retourner la peinture ni aux puérilités gothiques ni aux radoteries pseudo-grecques. Son style est moderne et répond à celui de Victor Hugo dans Les Orientales : c’est la même fougue et le même tempérament.»
Victor Hugo est beaucoup moins convaincu. Il dit un jour, comme cela est rapporté par son fils Charles : Delacroix « a toutes [les qualités] moins une ; il lui manque ce qu’ont toujours cherché et trouvé les artistes suprêmes, peintres ou poètes – la beauté. » Il ajoutait que dans toute son œuvre, on ne trouvait pas une seule femme vraiment belle, à l’exception des anges que Hugo voyait féminins dans le Christ au Jardin des Oliviers et d’une femme en buste (sans préciser laquelle) des Scènes des massacres de Scio. Selon lui, les personnages féminins de Delacroix se caractérisent par ce qu’il qualifie, en un oxymore osé, de « laideur exquise », comme l'illustre en particulier les Femmes d'Alger dans leur appartement ».
Alexandre Dumas rejoint Hugo quand il écrit à propos du peintre : « il voit plutôt laid que beau, mais sa laideur est toujours poétisée par un profond sentiment. » Il voit en lui « un peintre dans toute la force du terme [...] plein de défauts impossibles à défendre, plein de qualités impossibles à contester. » D’où la virulence d’opinions irréconciliables à son sujet car, ajoute-t-il « Delacroix est un fait de guerre et un cas de guerre. » « Comme Hugo en littérature, [il] ne devait avoir que des fanatiques aveugles ou des détracteurs acharnés ».
Ainsi son génie ne sera-t-il que tardivement reconnu par les milieux officiels de la peinture. Il ne triomphera qu’en 1855 à l’Exposition universelle. À cette occasion Ingres expose quarante toiles, Delacroix trente-cinq, sorte de rétrospective comprenant quelques-uns de ses plus grands chefs-d'œuvre prêtés par différents musées. Il est présenté comme l'homme qui sait dépasser la formation classique pour renouveler la peinture. Le 14 novembre 1855, il est fait commandeur de la Légion d'honneur et reçoit la grande médaille d'honneur de l'Exposition universelle. Il ne sera élu à l’Institut de France que le 10 janvier 1857 au siège de Paul Delaroche, après sept candidatures infructueuses, Ingres s'opposant à son élection. Il n'est pas entièrement satisfait, car l'Académie ne lui donne pas le poste de professeur aux Beaux-Arts qu'il espérait. Il se lance alors dans un Dictionnaire des Beaux-Arts qu'il n'achève pas.
Pourtant la critique est toujours aussi sévère avec lui ; ainsi Maxime Du Camp écrit-il dans son compte-rendu de l'Exposition Universelle :
« M. Decamps est un démocrate sage, révolutionnaire avec conviction, qui, en faisant une large part au présent, nous montre dans l'avenir des splendeurs consolantes et fortifiantes. M. Eugène Delacroix est un démagogue sans but et sans cause qui aime la couleur pour la couleur, c'est-à-dire le bruiteur le bruit. Nous admirons respectueusement M.Ingres ; nous croyons M. Decamps, qui a toutes nos sympathies ; nous n'aimons pas M.Delacroix. » En 1859, il participe à son dernier Salon. Il y expose notamment la Montée au Calvaire, L'Enlèvement de Rébecca et Hamlet. Le salon est le Waterloo du peintre selon Philippe Burty. En défense du peintre, Baudelaire écrit un article apologétique pour la Revue française, « Salon de 1859 » qui se termine par ses mots : « Excellent dessinateur, prodigieux coloriste, compositeur ardent et fécond, tout cela est évident, tout cela a été dit. Mais d’où vient qu’il produit la sensation de nouveauté ? Que nous donne-t-il de plus que le passé ? Aussi grand que les grands, aussi habile que les habiles, pourquoi nous plaît-il davantage ? On pourrait dire que, doué d’une plus riche imagination, il exprime surtout l’intime du cerveau, l’aspect étonnant des choses, tant son ouvrage garde fidèlement la marque et l’humeur de sa conception. C’est l’infini dans le fini. C’est le rêve ! et je n’entends pas par ce mot les capharnaüms de la nuit, mais la vision produite par une intense méditation, ou, dans les cerveaux moins fertiles, par un excitant artificiel. En un mot, Eugène Delacroix peint surtout l’âme dans ses belles heures. ». Delacroix répond au poète par une lettre restée célèbre : « Comment vous remercier dignement pour cette nouvelle preuve de votre amitié ? […] Vous me traitez comme on ne traite que les grands morts ; vous me faites rougir tout en me plaisant beaucoup ; nous sommes faits comme cela. »

#### Le combat avec l'Ange

Combat avec l'Ange
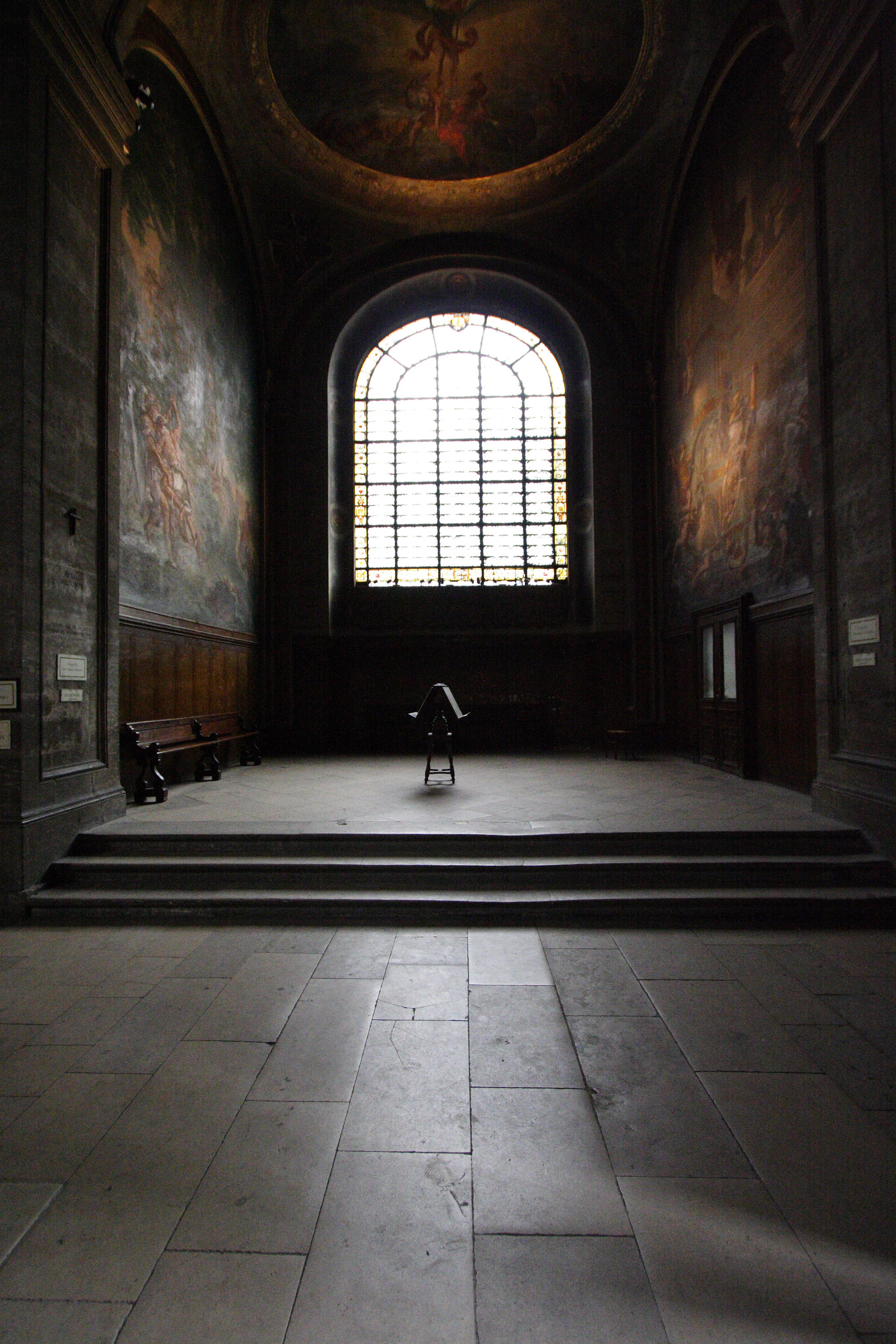
Église Saint-Sulpice - La Chapelle des Anges.
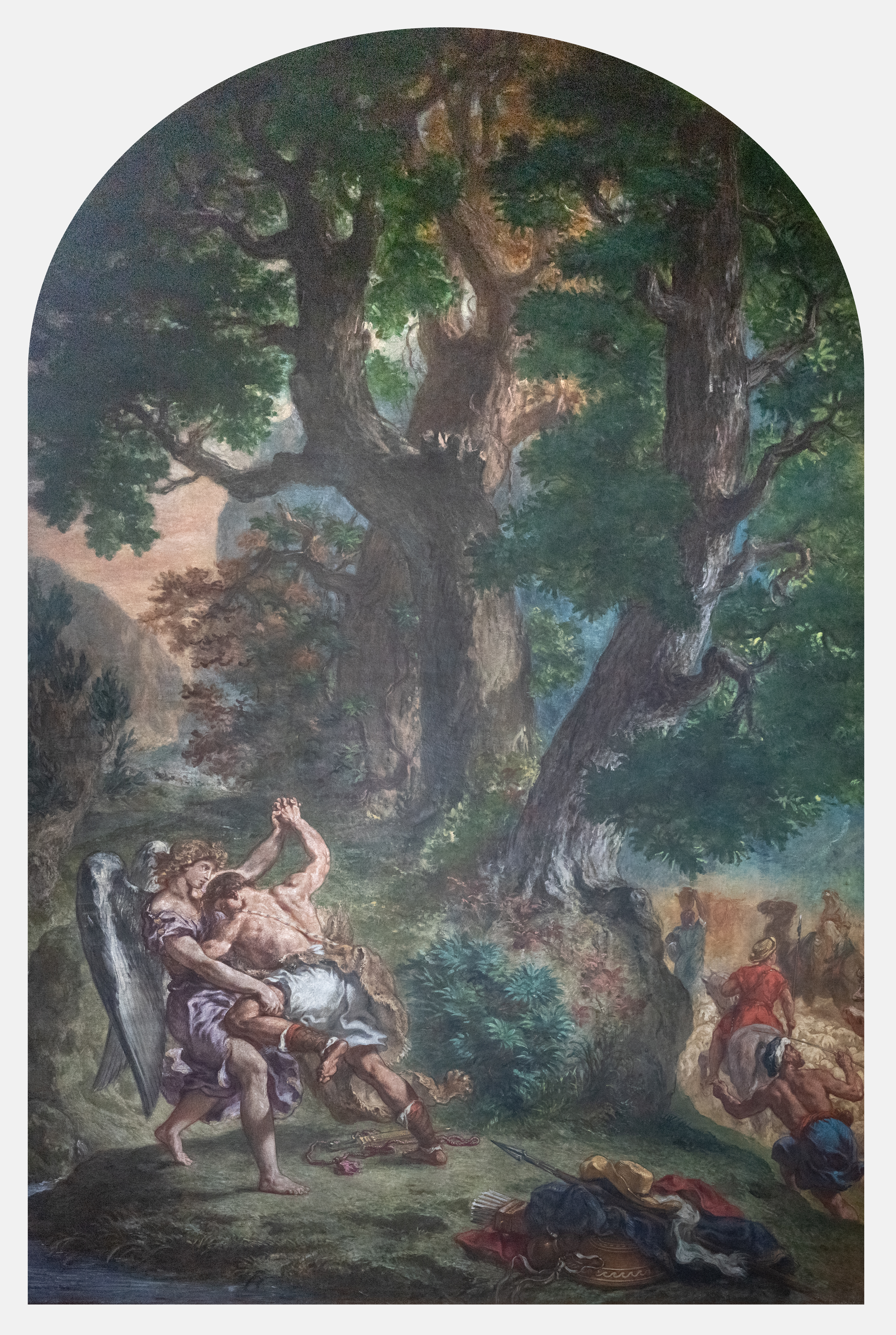
Le combat de Jacob avec l'Ange.
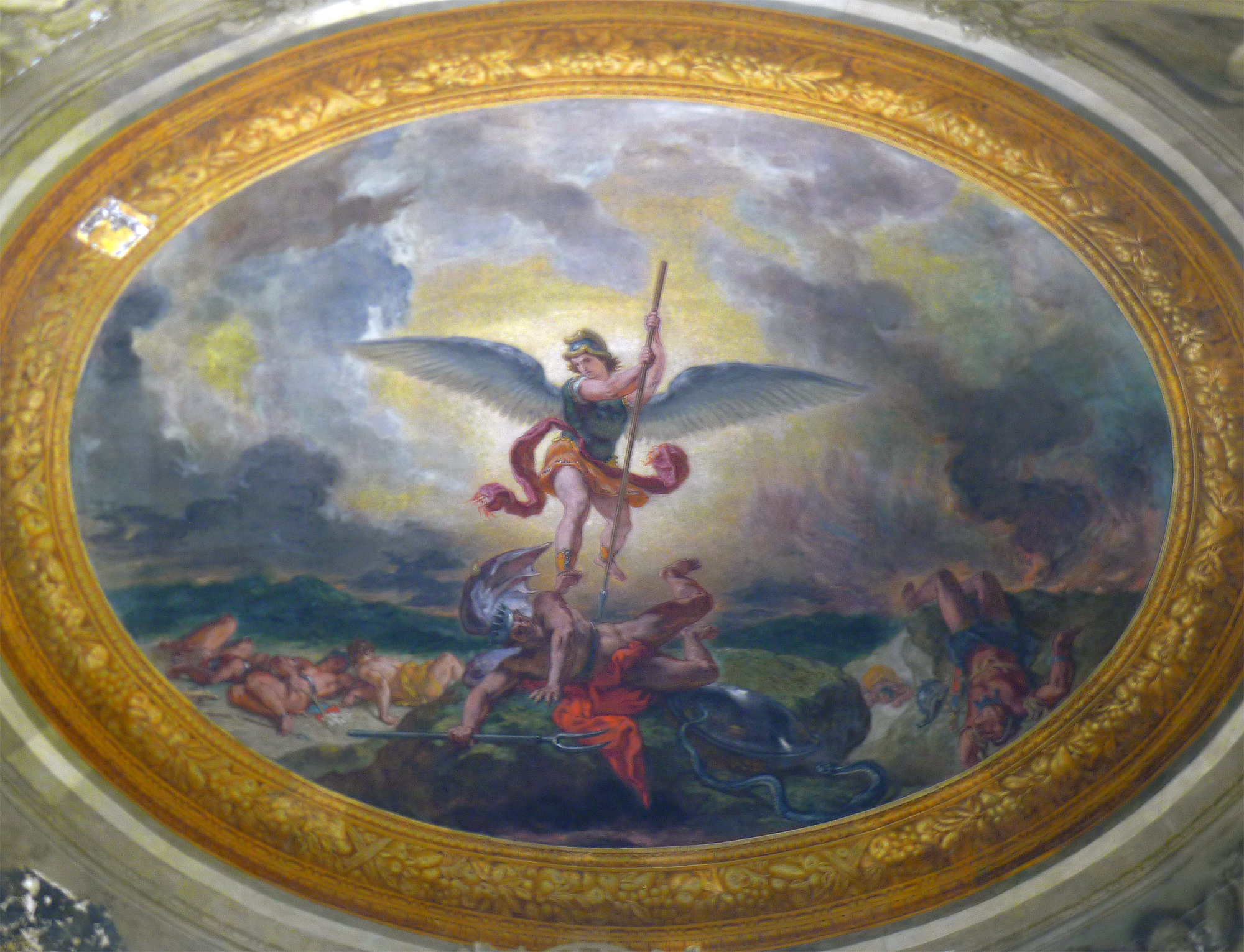
Saint Michel terrassant le dragon.
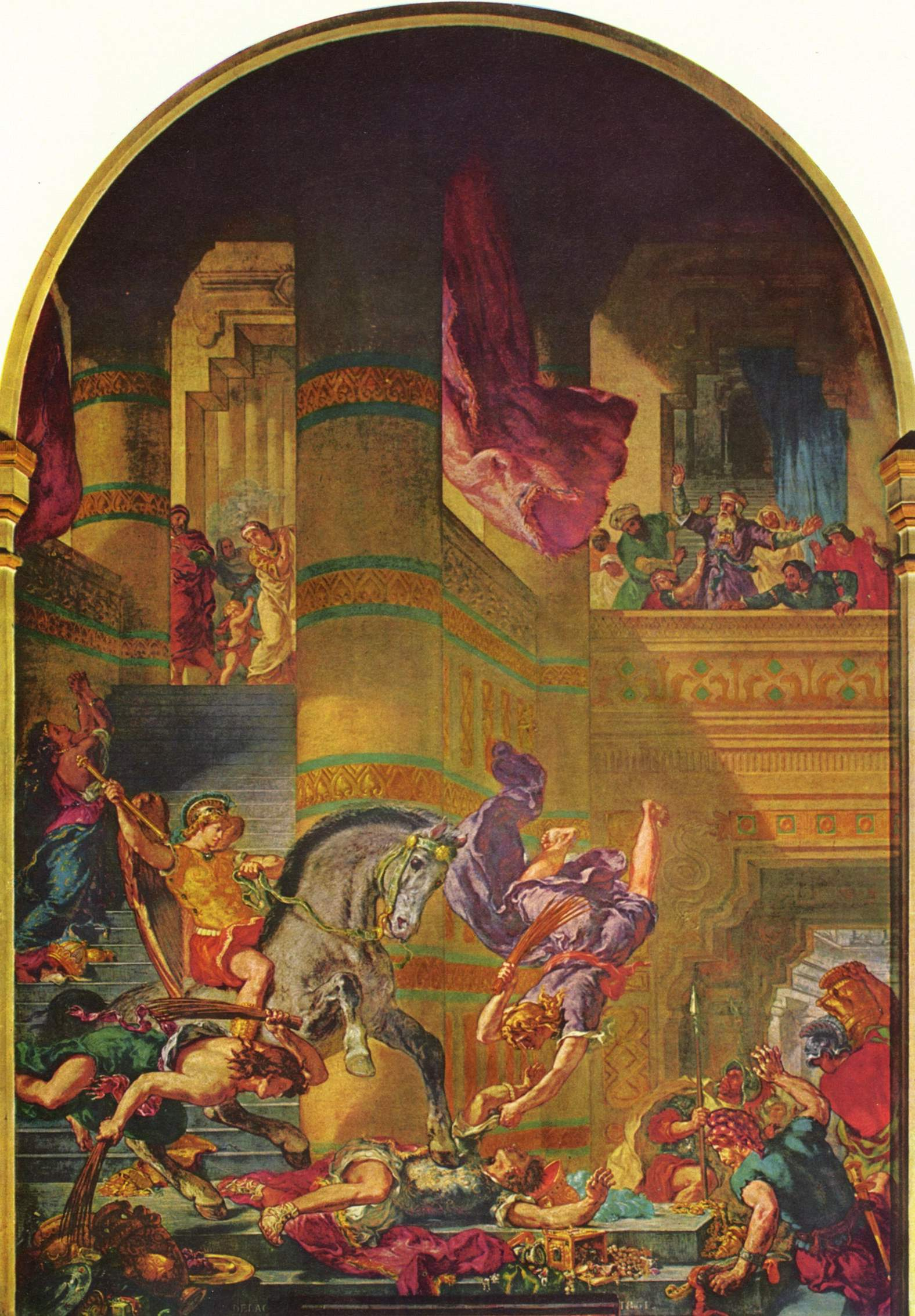
Héliodore chassé du temple.

Delacroix reçoit la commande de trois fresques pour la chapelle des Anges l’église Saint-Sulpice de Paris en 1849, travail qu'il conduira jusqu'en 1861. Ces fresques Le Combat de Jacob et l'Ange et Héliodore chassé du temple accompagné de la lanterne du plafond Saint Michel terrassant le Dragon sont le testament spirituel du peintre. Pour les réaliser le peintre s'installe rue Furstemberg à deux pas. Il met au point un procédé à base de cire et de peinture l'huile pour peindre ses fresques dans une église à l'humidité endémique qui provoque la destruction des fresques par le salpêtre. Malade, il est épuisé par le travail dans le froid et les conditions difficiles. À l'inauguration des fresques, aucun officiel ne sera présent.
La fresque de la lutte de l'ange et de Jacob, illustre le combat entre le patriarche de la Bible et l'ange au centre gauche de la fresque au pied de trois arbres, et comporte de nombreuses allusions à son voyage au Maroc de 1832, à droite des personnages enturbannées sont cités avec des moutons et un chameau. À droite en bas des objets marocains et sur l'herbe au pied de Jacob, le sabre Marocain Nimcha qu'il avait rapporté de son voyage.
Terminé en 1860, la fresque de l'Héliodore chassé du temple, prend pour motif le moment où le général Séleucide, venu voler le trésor du Temple en est chassé par des anges cavaliers suivant le récit biblique du second Livre des Maccabées (3, 24-27). Delacroix associe dans une même vision le monde de l'Orient au monde biblique. Il puise son inspiration aussi dans l'histoire de la peinture dans la version de 1725 de Francesco Solimena du Louvre ou de celle de Raphaël.
Le plafond présente le combat victorieux de saint Michel contre le dragon, trois combats qui font écho à celui de Delacroix avec la peinture : « La peinture me harcèle et me tourmente de mille manières à la vérité, comme la maîtresse la plus exigeante ; depuis quatre mois, je fuis dès le petit jour et je cours à ce travail enchanteur, comme aux pieds de la maîtresse la plus chérie ; ce qui me paraissait de loin facile à surmonter me présente d’horribles et incessantes difficultés. Mais d’où vient que ce combat éternel, au lieu de m’abattre, me relève, au lieu de me décourager, me console et remplit mes moments, quand je l’ai quitté ? »
En 1861, Baudelaire publie un article élogieux sur les peintures de Saint-Sulpice, auquel Delacroix répond par une lettre chaleureuse au poète. Baudelaire publie en 1863 l'œuvre et la vie d'Eugène Delacroix où il rend hommage au génie du peintre.

### Fin de vie
En 1862, il reprend le thème de Médée.
Mais ses dernières années sont ruinées par une santé défaillante, qui le plonge dans une grande solitude. Ses amis accusent Jenny d'avoir eu un sentiment affectif, jaloux et exclusif voire intéressé, renforçant sa méfiance et son caractère ombrageux.

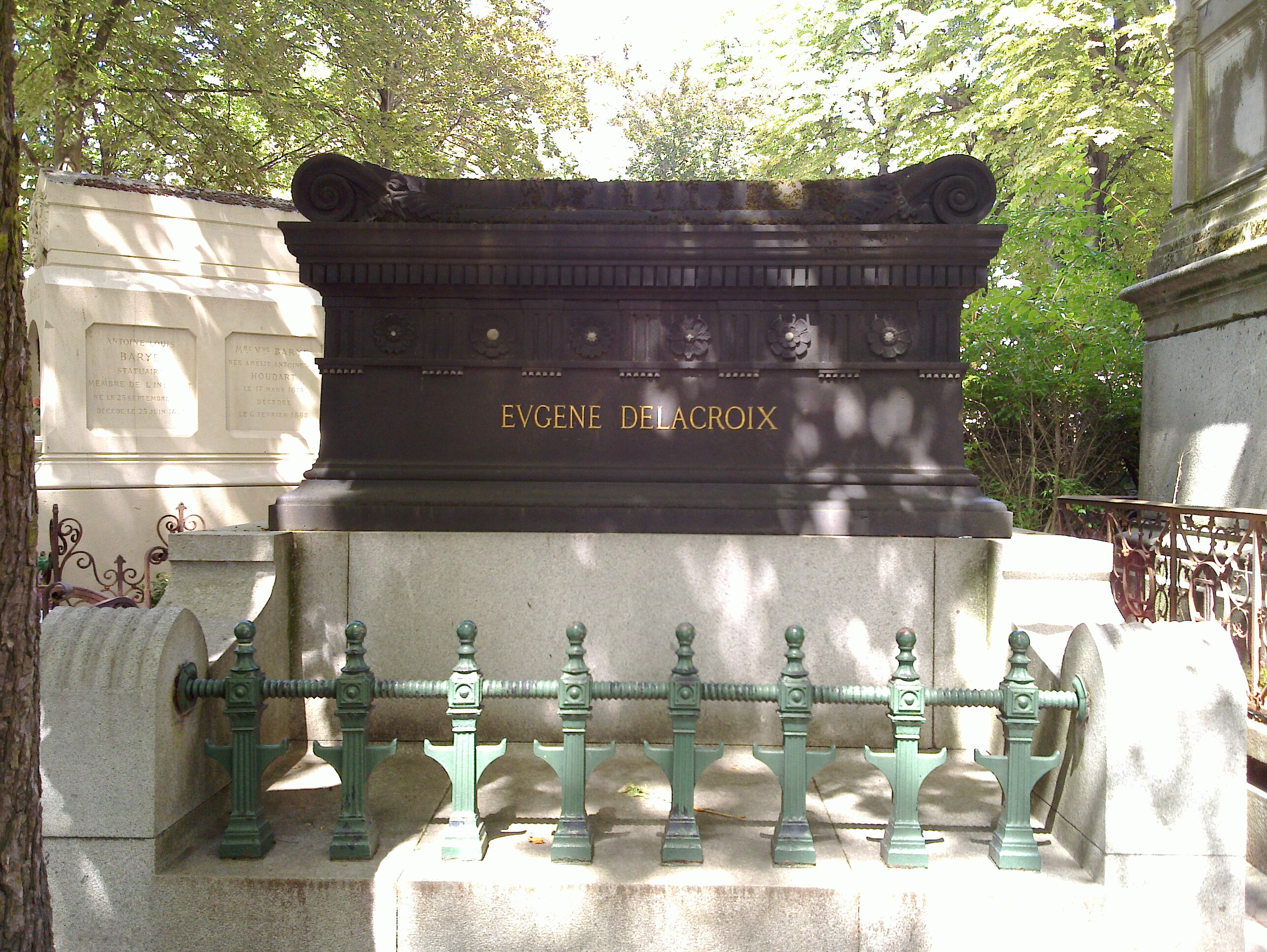
Tombe au Père-Lachaise.

Il meurt « tenant la main de Jenny » à 7 h du soir d'une crise d'hémoptysie des suites d'une tuberculose le 13 août 1863, au 6 rue de Furstemberg à Paris, appartement-atelier où il s'est installé en 1857. Il repose au cimetière du Père-Lachaise, division 49. Sa tombe, un sarcophage en pierre de Volvic, est, selon son désir, copiée de l'antique puisque sa forme reproduit fidèlement le modèle antique de tombeau dit de Scipion. Elle est réalisée par l'architecte Denis Darcy.
Son ami le peintre Paul Huet prononce son éloge funèbre qu'il ouvre par les mots de Goethe : « Messieurs. Les morts vont vite », que Delacroix aimait citer. Désigné héritier par Delacroix, il reçoit la collection de lithographies de Charlet, des peintures de Monsieur Auguste et des esquisses de Portelet, mais ne recevant aucun souvenir de Delacroix, dessin ou peintures, il participe à la vente de l'atelier en 1864 où il achète entre autres une tête de cheval, une figure académique.
D'autres artistes contemporains lui rendirent de vibrants hommages, notamment Gustave Courbet. Dans ses Principes de l'art publiés en 1865, Pierre-Joseph Proudhon résume : « chef de l'école romantique, comme David l'avait été de l'école classique, Eugène Delacroix est un des plus grands artistes de la première moitié du dix-neuvième siècle. Il n'eût pas eu d'égaux, et son nom aurait atteint le plus haut degré de la célébrité, si, à la passion de l'art et à la grandeur du talent, il avait joint la netteté de l'idée ».

## Après sa mort
À sa mort, il laisse 50 000 francs à Jenny mais également deux montres, les portraits en miniature de son père et de ses deux frères, et il a même précisé qu'elle devrait choisir parmi les meubles qui se trouvaient dans l'appartement de quoi «se composer le mobilier d'un petit appartement convenable». Elle met les carnets du Journal « de côté » à l'écart de l'exécuteur testamentaire A. Piron et fait préparer leur édition. Elle meurt le 13 novembre 1869 rue Mabillon à Paris, et est enterrée au côté du peintre suivant la volonté de ce dernier.
Eugène Delacroix avait participé à la création, en 1862, de la Société nationale des beaux-arts, laissant son ami l'écrivain Théophile Gautier, qui l'avait fait connaître dans le cénacle romantique, en devenir le président avec le peintre Aimé Millet comme vice-président. En plus de Delacroix, le comité était composé des peintres Albert-Ernest Carrier-Belleuse, Pierre Puvis de Chavannes et parmi les exposants se trouvaient Léon Bonnat, Jean-Baptiste Carpeaux, Charles-François Daubigny, Gustave Doré et Édouard Manet. Après sa mort, la société nationale des Beaux-Arts organisa en 1864 une exposition rétrospective de l'œuvre de Delacroix. La même année, Henri-Fantin Latour réalise son Hommage à Delacroix, portrait de groupe réunissant dix artistes de l'avant-garde parisienne (dont Charles Baudelaire, James Whistler ou encore Edouard Manet). Pour ces artistes de la modernité, ce tableau est une façon de revendiquer avec Delacroix un certain lien de parenté (dans la mesure où son style affirmait déjà une certaine liberté par rapport aux préceptes de l'académie).
Authentique génie, il a laissé de nombreuses œuvres engagées qui étaient souvent en rapport avec l'actualité (Les Massacres de Scio ou La Liberté guidant le peuple). Il exécuta aussi nombre de tableaux à thèmes religieux (La Crucifixion, La Lutte de Jacob avec l'Ange, Le Christ sur le lac de Génésareth, etc.), bien qu'il se soit parfois déclaré athée. Sur tous les terrains de son époque, il reste le symbole le plus éclatant de la peinture romantique.
L'atelier et les collections du peintre sont vendus en trois jours en février 1864 avec un succès retentissant.
En 1930, pour le centenaire du romantisme, Élie Faure apporte cependant des mises au point sur ce terme attribué à Delacroix. Delacroix est, selon lui, plus classique qu'Ingres : « Il est aisé de montrer qu'Ingres, par ses déformations plus arbitraires qu'expressives et son peu d'intelligence de l'ordre rationnel d'une composition, est à la fois plus romantique et moins classique en dépit de ses qualités réalistes et sensuelles que Delacroix, Barye ou Daumier ». La définition du mot « romantique » en peinture devant être élargie, toujours selon Élie Faure : « Les plus grands de nos classiques sont des romantiques avant la lettre, comme les bâtisseurs de cathédrales l'étaient quatre ou cinq siècles auparavant. Et à mesure que les temps s'éloignent, on s'aperçoit que Stendhal, Charles Baudelaire, Barye, Balzac, Delacroix prennent naturellement place auprès d'eux. Le romantisme, en vérité, pourrait n'être réduit à se définir que par l'excès de la saillie, qui est le principe de l'art-même et de la peinture avant tout. Mais où commence cet excès, où cesse-t-il ? Avec le génie justement. Ce serait donc les mauvais romantiques qui définiraient le romantisme. »

## L'influence de Delacroix
L'œuvre de Delacroix inspirera nombre de peintres, tels le pointilliste Paul Signac ou Vincent van Gogh. Ses tableaux témoignent en effet d'une grande maîtrise de la couleur.
Édouard Manet copie plusieurs tableaux de Delacroix, dont la Barque de Dante.
Dès 1864, Henri Fantin-Latour présente au Salon, un Hommage à Delacroix, toile où l'on peut voir Baudelaire, Édouard Manet, James Whistler… réunis autour d'un portrait du peintre.
Paul Signac publie en 1911, De Delacroix au néo-impressionnisme dans lequel il fait de Delacroix le père et l'inventeur des techniques par divisionnisme de la couleur propre à l'Impressionnisme.
De nombreux peintres vont se réclamer de Delacroix, parmi les plus importants Paul Cézanne, qui va copier Bouquets de Fleurs et Médée. Il peindra même une Apothéose de Delacroix (1890-94) où des peintres paysagistes prient le maître au ciel. Il déclare à Gasquet devant les femmes d'Alger dans leur appartement : « Nous y sommes tous dans ce Delacroix ». Degas qui déclare vouloir combiner Ingres et Delacroix, copie entre autres les Bouquets de fleurs de Delacroix en sa possession. Degas possédait 250 tableaux et dessins de Delacroix. Claude Monet, qui s'inspire des Vues sur la Manche depuis Dieppe pour sa peinture, possédait Falaises près de Dieppe.

Influence de Delacroix
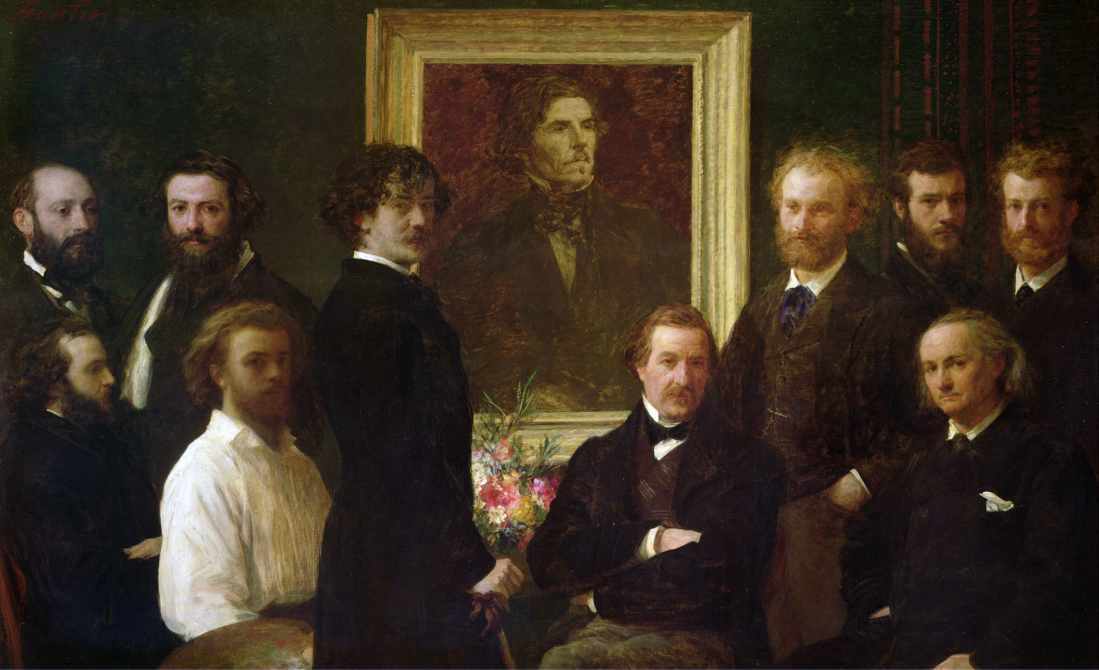
Fantin-Latour - Hommage à Delacroix - Musée d'Orsay.
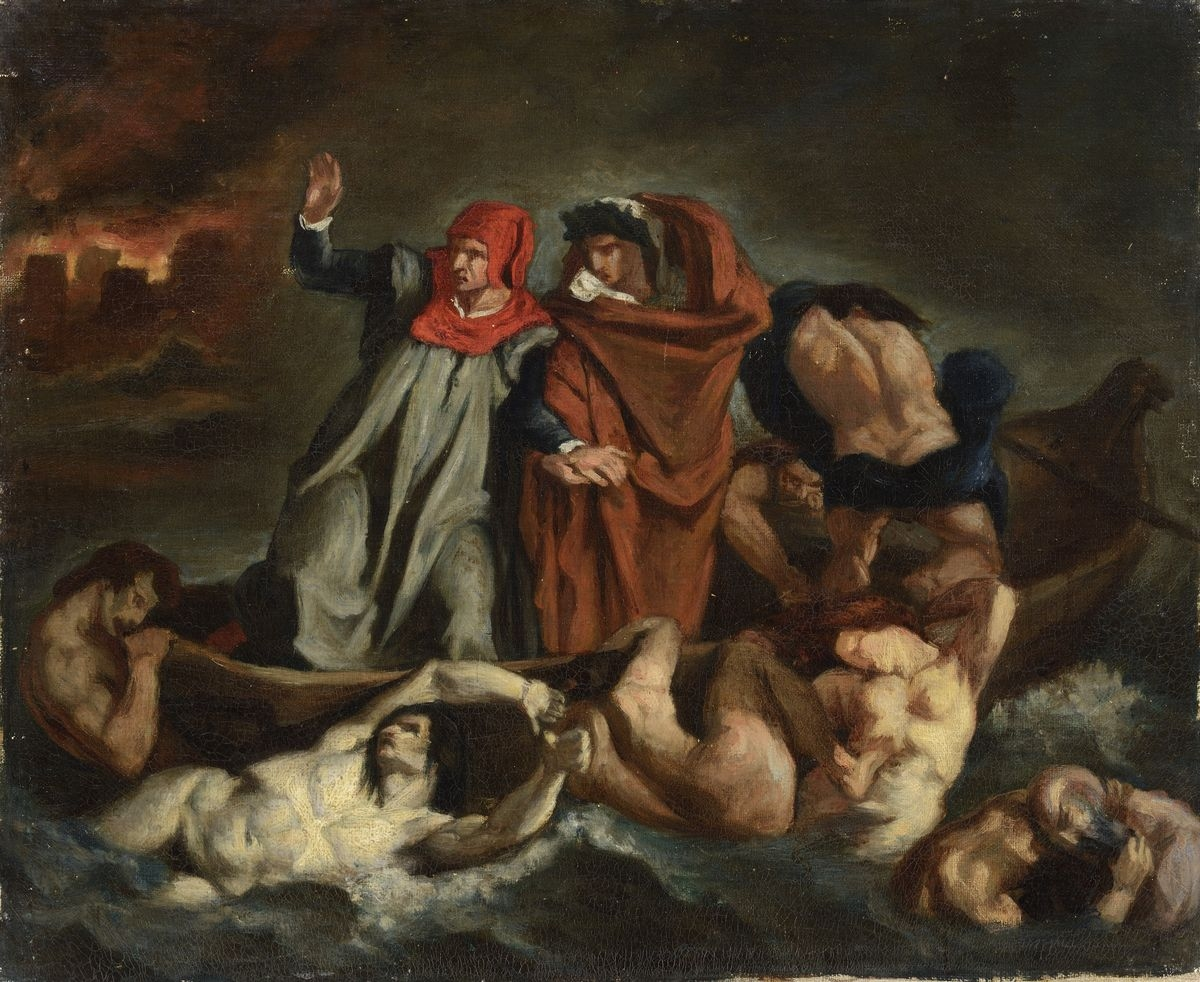
Copie d'après La Barque de Dante de Delacroix par Édouard Manet. Musée des Beaux-Arts de Lyon.
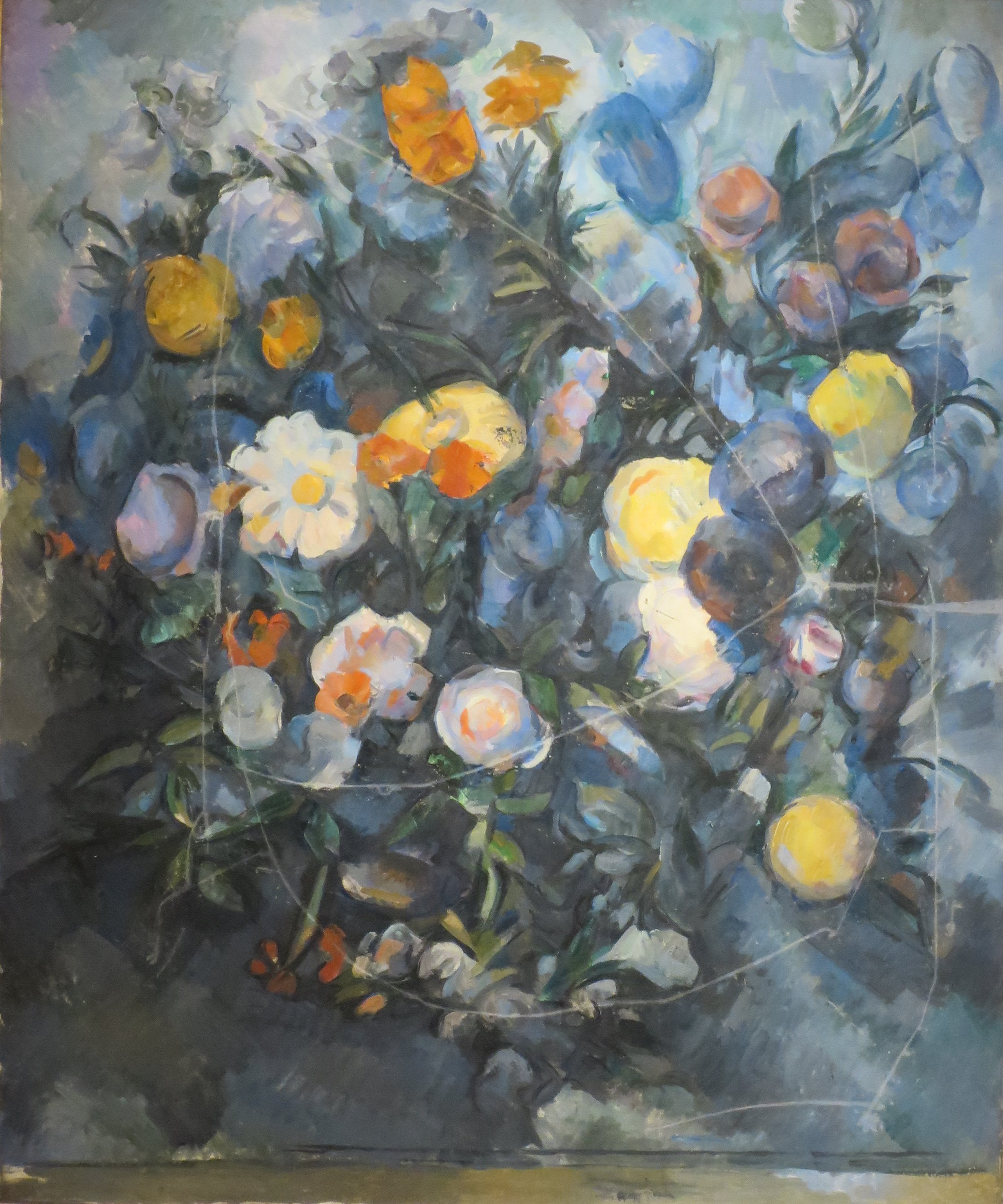
Cézanne - Fleurs d'après Delacroix - Musée Pouchkine - Moscou.
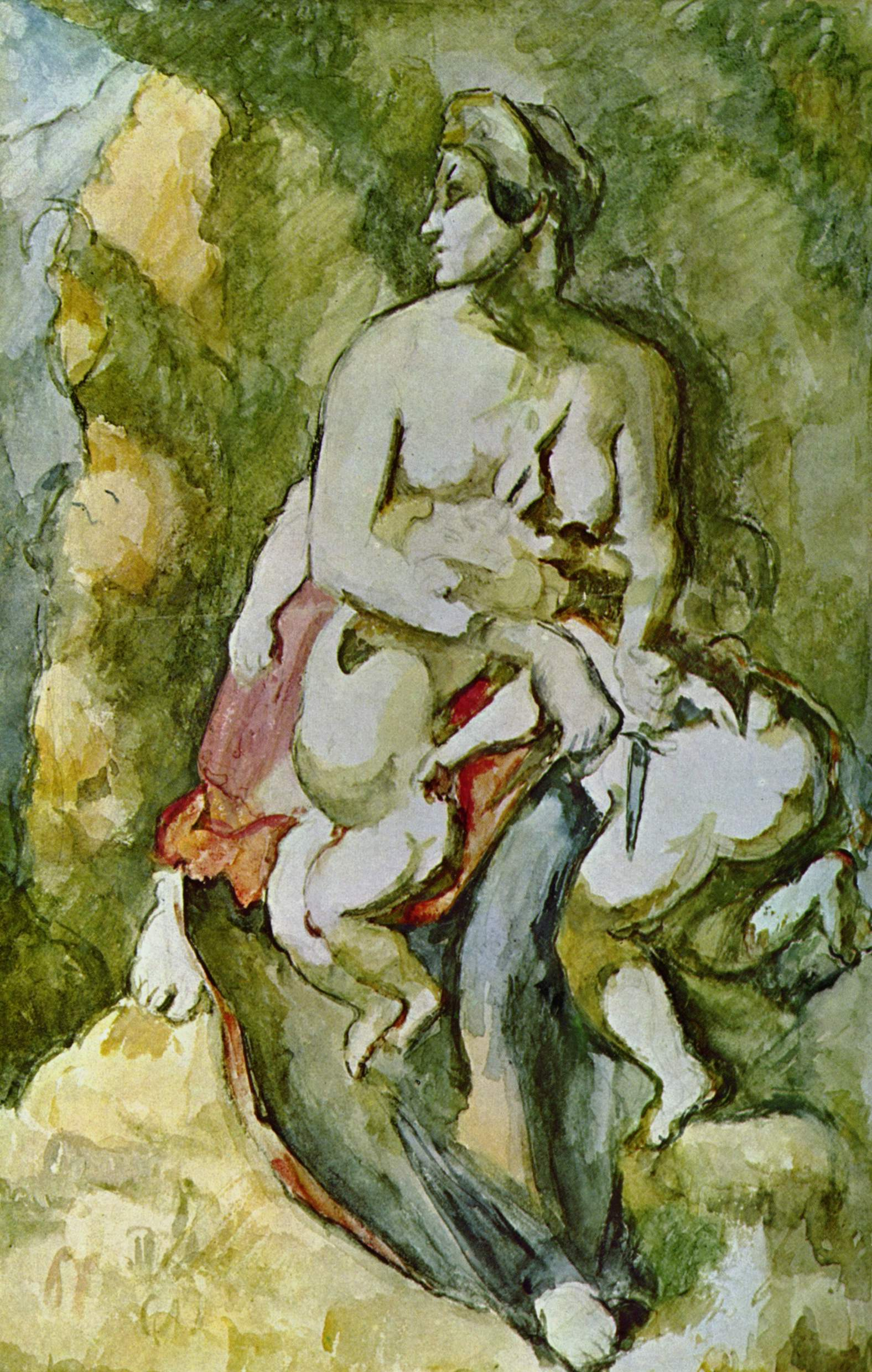
Paul Cézanne - Aquarelle d'après Médée - vers 1879-1880.
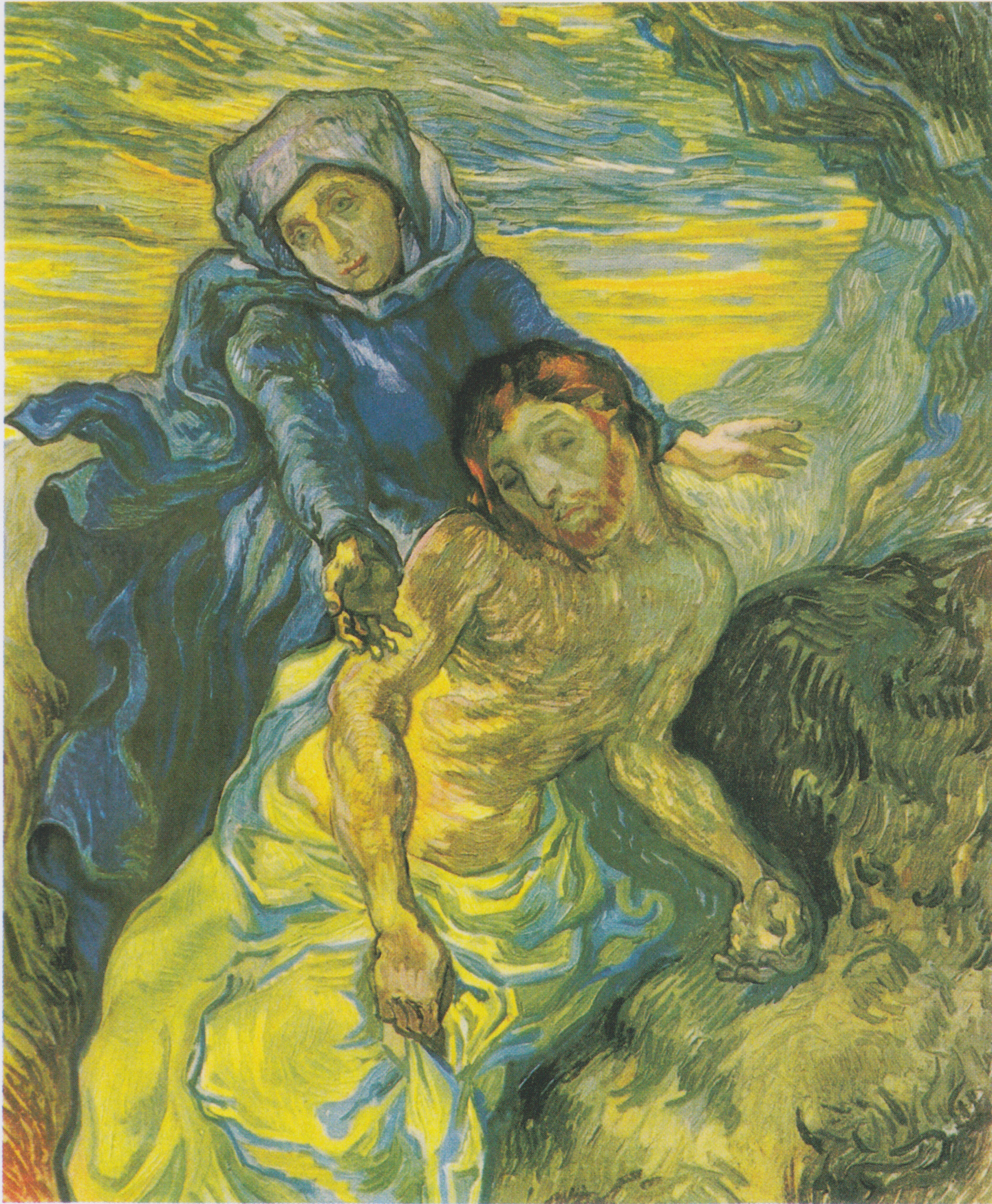
Van Gogh - Pietà d'après Delacroix - 1888.
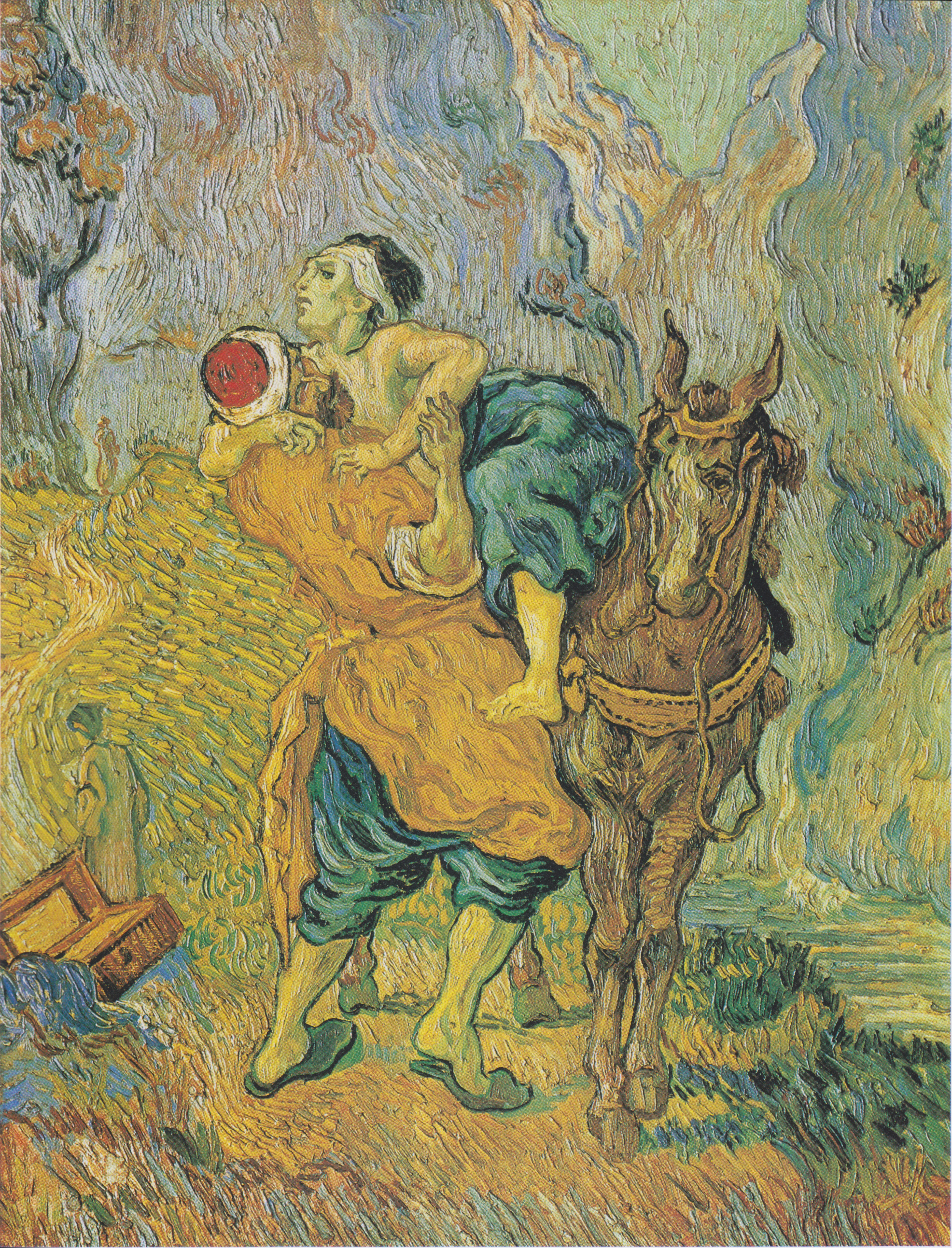
Van Gogh - Le Bon Samaritain d'après Delacroix - 1890.

Maurice Denis et les Nabis vouaient une grande admiration à Delacroix, autant à son œuvre qu'à son attitude dans la vie que donne à lire son journal. Maurice Denis participe de manière décisive au sauvetage de l'Atelier du peintre.
Picasso réalise dans les années 1950 une série de peintures et dessins à partir Des femmes d'Alger dans leur appartement.
Cette influence sur les générations suivantes en fait un des pères de l'art moderne et des recherches contemporaines alors que Robert Motherwell traduit le journal en anglais.
Delacroix occupe le premier plan du tableau George Sand dans l'atelier de Delacroix avec Musset, Balzac et Chopin réalisé par le peintre péruvien Herman Braun-Vega à la demande des Musées de Châteauroux, en 2004, à l'occasion du bicentenaire de la naissance de George Sand. Au-delà de l'hommage à George Sand, ce tableau est pour Braun-Vega, l'occasion de souligner la filiation artistique entre Goya et Delacroix. Le tableau est exposé pour la première fois en 2004-2005 au Couvent des Cordeliers de Châteauroux.

## Hommages

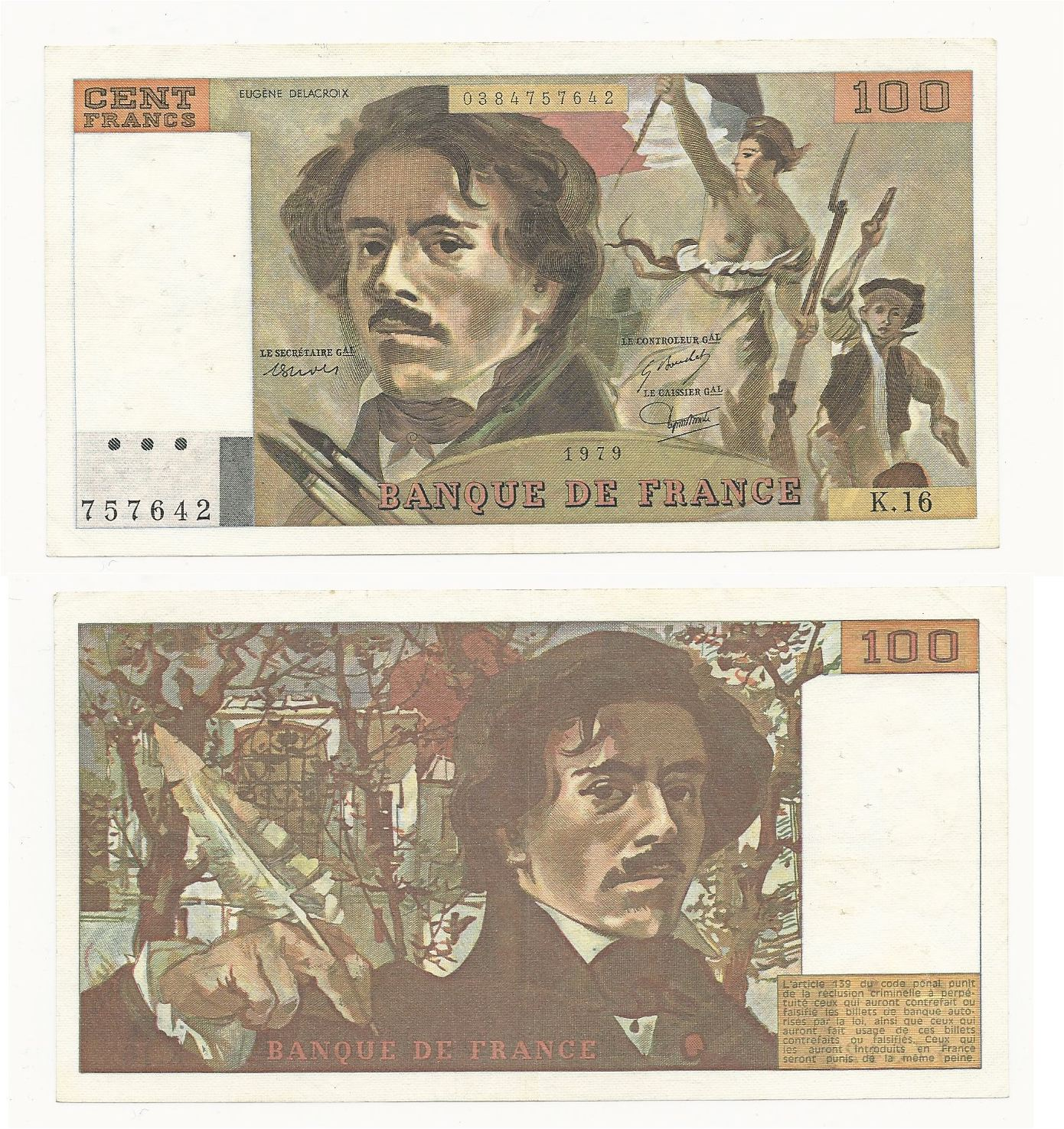
Eugène Delacroix sur le billet de 100 francs 1979 de la Banque de France.

Une souscription publique permit l'installation d'un monument dû à Jules Dalou dans le jardin du Luxembourg à Paris.
Plusieurs œuvres d'Eugène Delacroix ont servi à des objets français d'usage courant :
- dans les années 1980, une série de timbres postaux représenta des détails du tableau suivant : La Liberté guidant le peuple ;
- à la fin du XXe siècle, le billet de banque de cent francs commémorait Delacroix et son tableau La Liberté guidant le peuple. Il s'agissait alors du seul billet de banque au monde représentant une femme aux seins nus. Il était impossible de le changer en monnaie locale dans certains pays islamiques.

En astronomie, sont nommés en son honneur (10310) Delacroix, un astéroïde de la ceinture principale d'astéroïdes, et Delacroix, un cratère de la planète Mercure.

## Delacroix et la peinture d'histoire

### Les thèmes littéraires
La plupart des œuvres de Delacroix sont d'inspiration littéraire. Il en était déjà ainsi de sa La Barque de Dante. Il en sera de même de son Sardanapale, inspiré d'un poème de Byron ; il en sera également ainsi de sa Barque de don Juan, tiré d'un autre poème de Byron, et il en sera encore ainsi de quantité d'autres peintures qui sortent tout droit des œuvres de Shakespeare, de Goethe ou d'autres écrivains, notamment Walter Scott, Dante et Victor Hugo. Les Pirates africains enlevant une jeune femme au Louvre, seraient vraisemblablement inspirés par une de ses Orientales (la Chanson du Pirate).

Thèmes littéraires
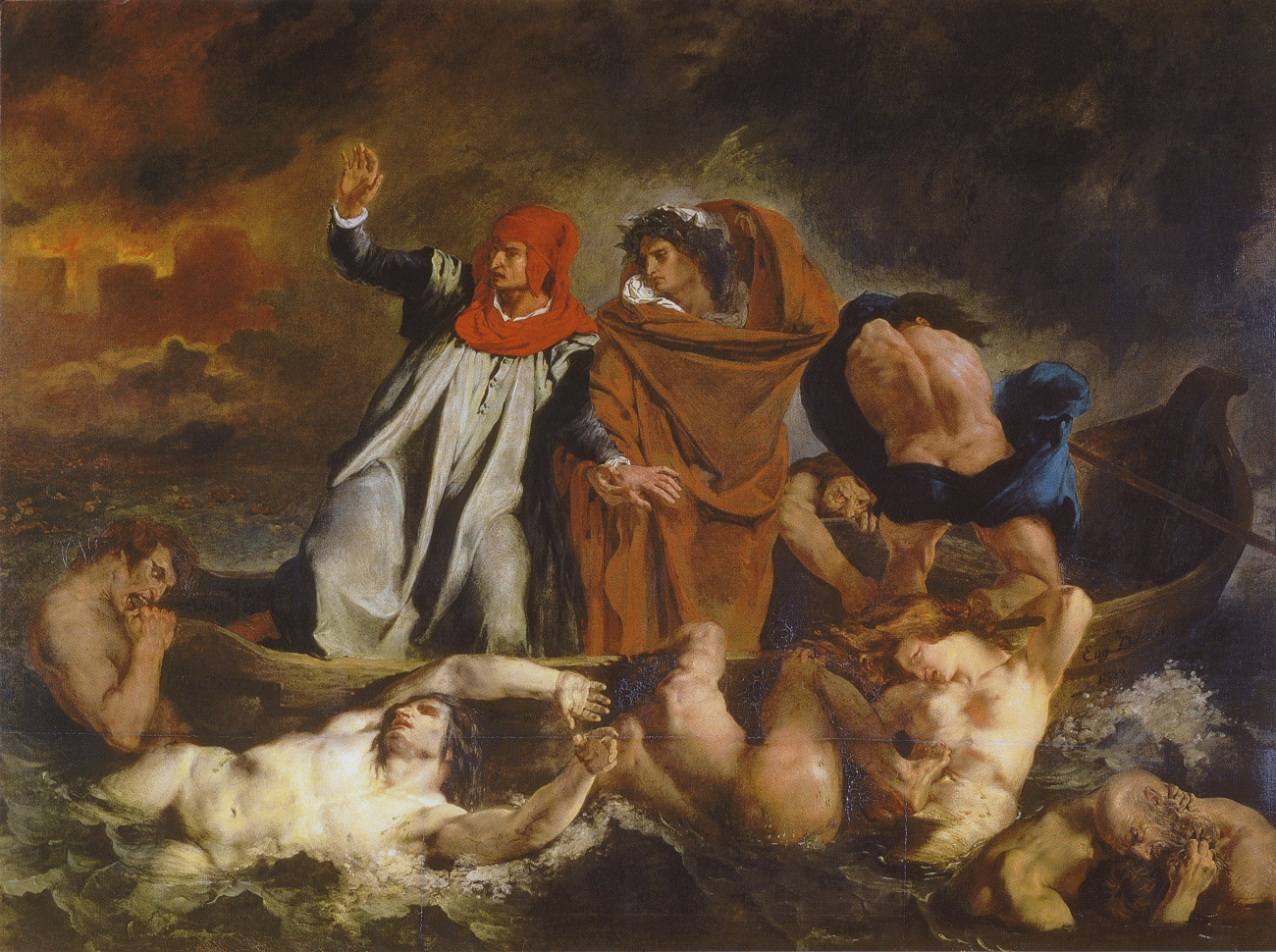
Dante et Virgile en Enfer, aussi connu comme La Barque de Dante, huile sur toile, 189 × 241 cm, musée du Louvre (1822).
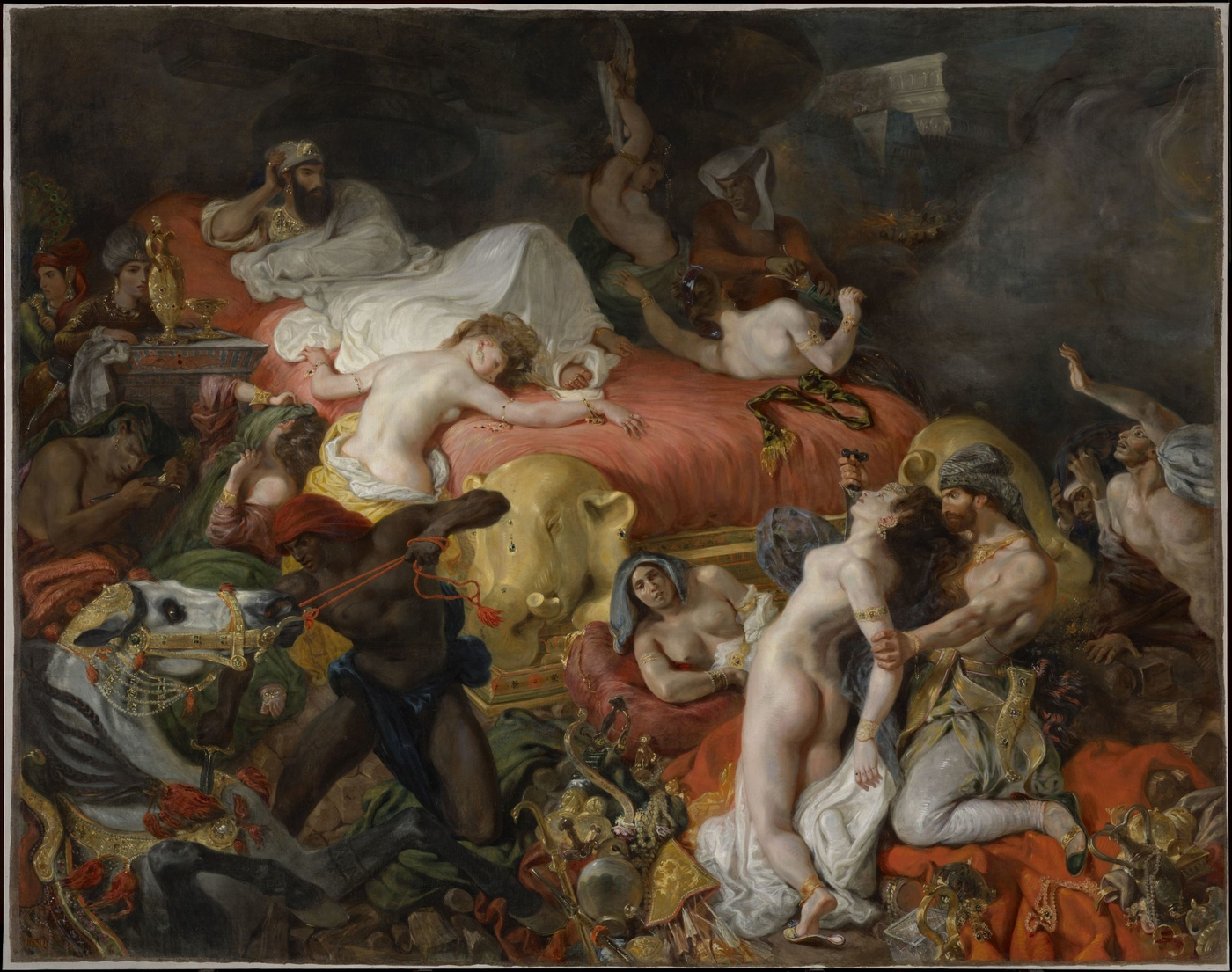
La Mort de Sardanapale, huile sur toile, 390 × 490 cm, musée du Louvre (1827).
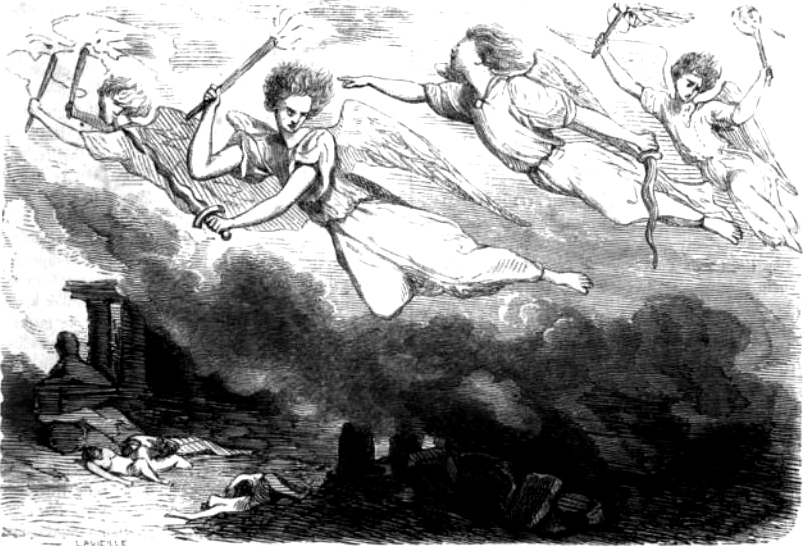
Les Orientales. Œuvres illustrées de Victor Hugo, vers 1853 et 1854.

### Les thèmes religieux
Il exécuta aussi nombre de tableaux à thème religieux tout au long de sa carrière :
- La Vierge du Sacré-Cœur (1821), Musée national Eugène-Delacroix[190];
- Le Christ au Jardin des Oliviers (1827), église Saint-Paul-Saint-Louis, Paris;
- Sainte Marie Madeleine au pied de la croix (1829), musée des beaux-arts de Houston;
- Le Christ sur la croix (1835) également connu sous le nom de Le Christ entre les deux larrons ou Le Calvaire, musée de la Cohue de Vannes;
- Saint Sébastien secouru par les saintes femmes (1836) Église Saint-Michel de Nantua[191];
- L'Annonciation (1841), musée national Eugène-Delacroix;
- Pietà (vers 1842-1843), musée national Eugène-Delacroix;
- L'Éducation de la Vierge (1842), musée national Eugène-Delacroix;
- La Crucifixion (1845), Musée Boijmans Van Beuningen;
- La Madeleine dans le désert (1845), Musée national Eugène-Delacroix[192];
- La Résurrection de Lazare (1850), Kunstmuseum (Bâle)[193];
- Lutte de Jacob avec l'Ange (1850-1861), Saint Michel terrassant le dragon, Héliodore chassé du temple, chapelle des Saints-Anges de l'église Saint-Sulpice, Paris;
- Le Christ sur le lac de Génésareth (vers 1853), Portland Art Museum, Oregon;
- Le Christ sur le lac de Génésareth (1854), Walters Art Museum;
- La lamentation sur le corps du Christ (1857), Staatliche Kunsthalle Karlsruhe.

Œuvres religieuses
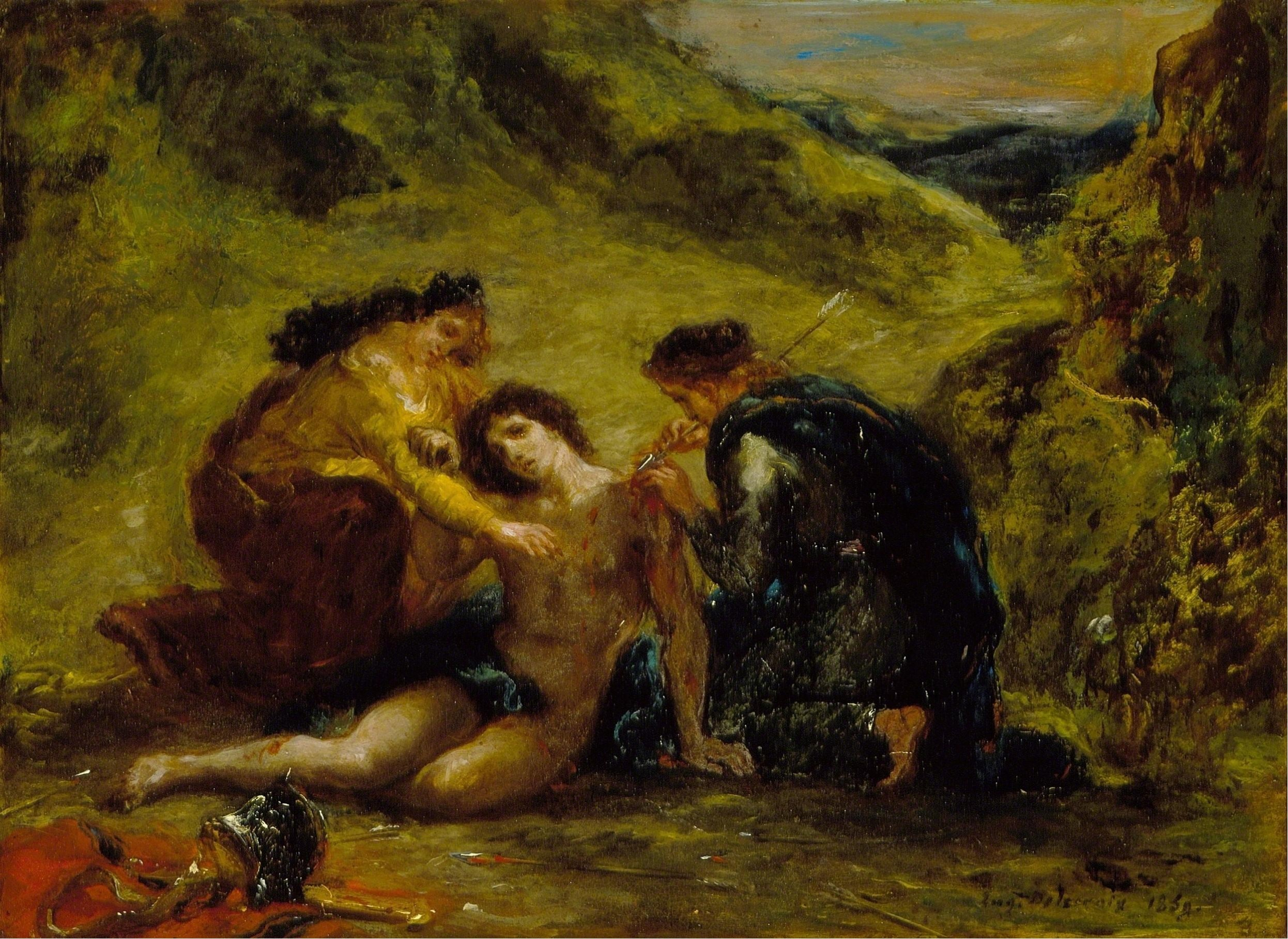
Saint-Sébastien avec sainte Irène et un accompagnant (1858)
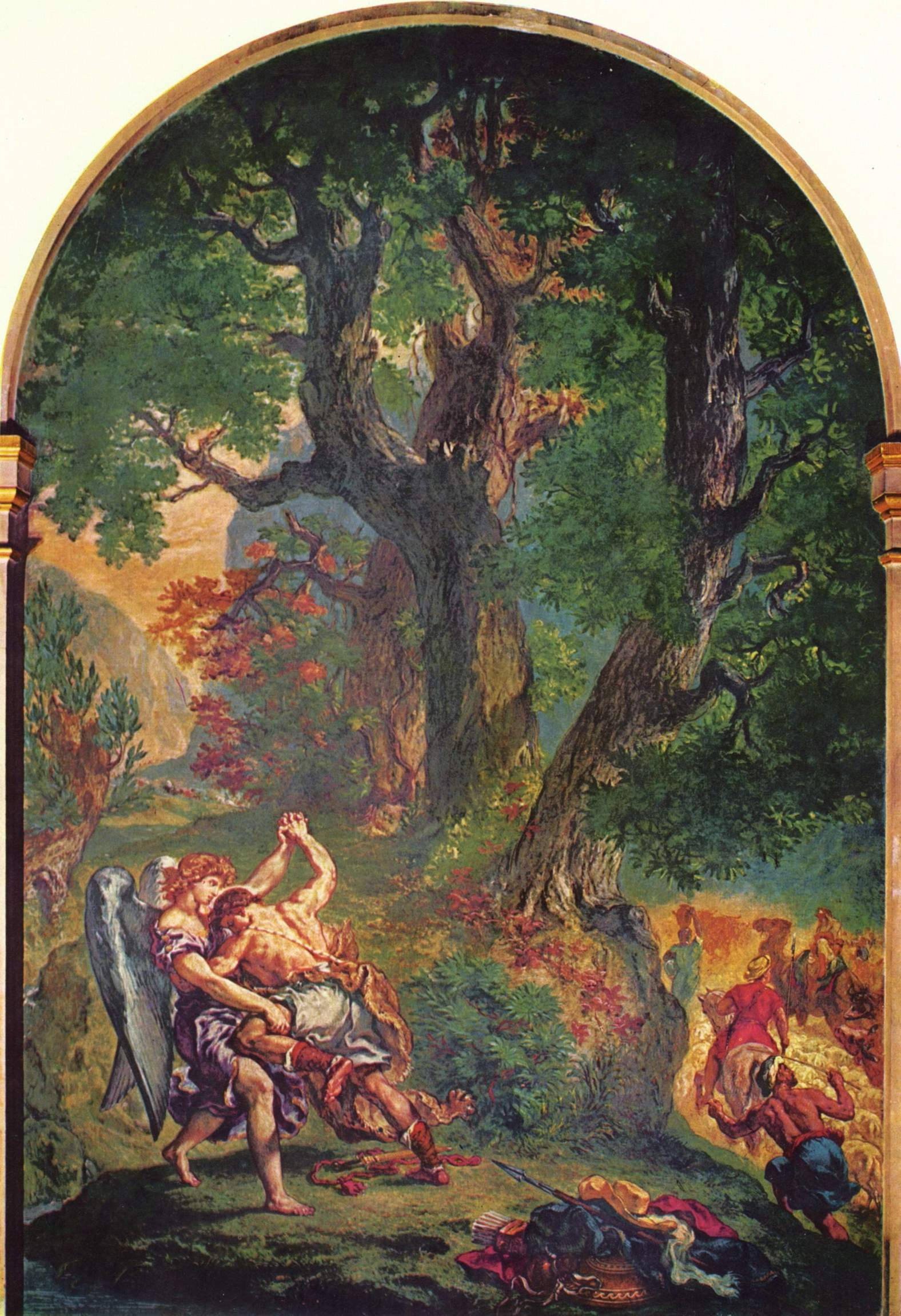
Lutte de Jacob avec l'ange, chapelle des Saints-Anges de l'église Saint-Sulpice de Paris.
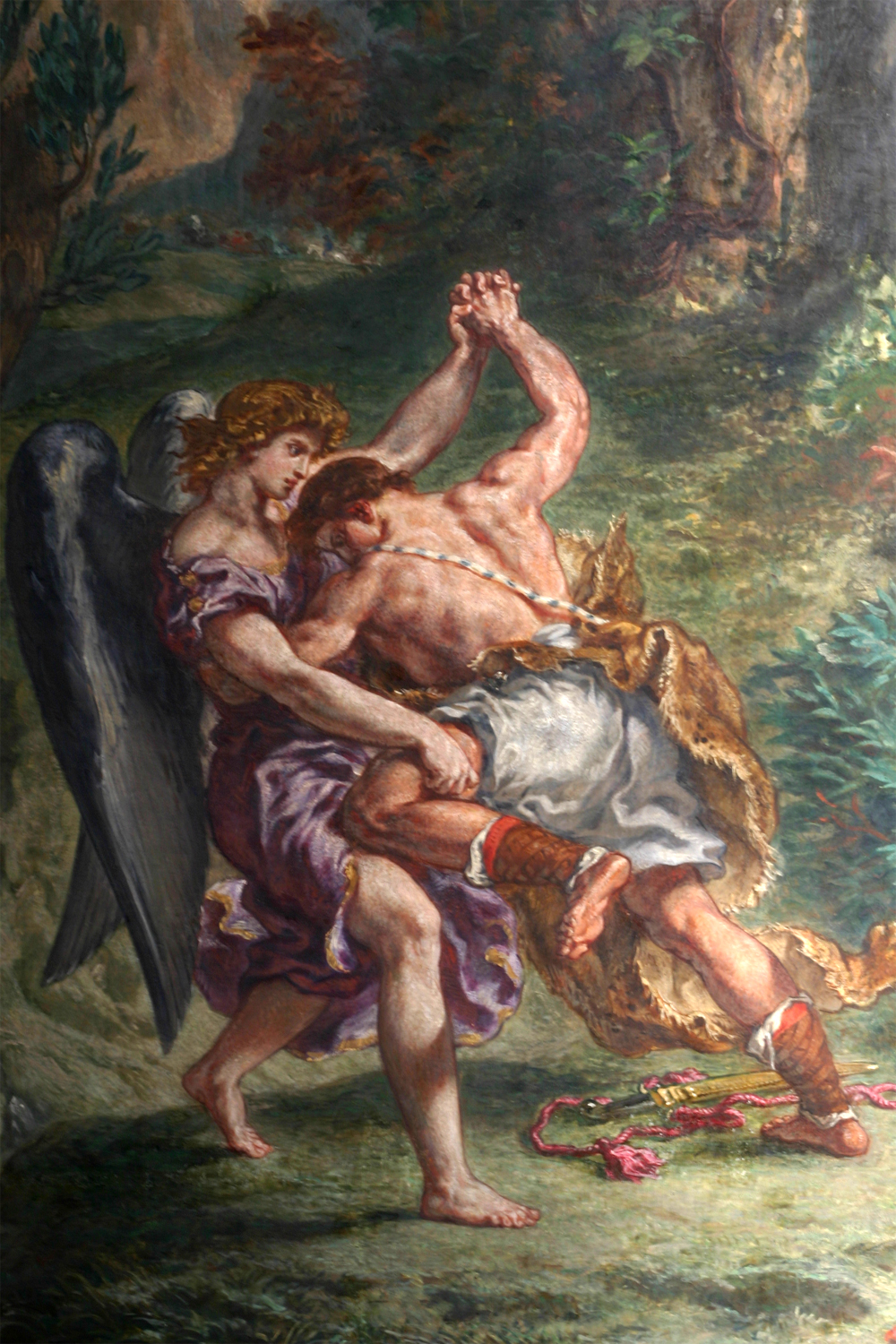
Lutte de Jacob avec l'ange (détail).
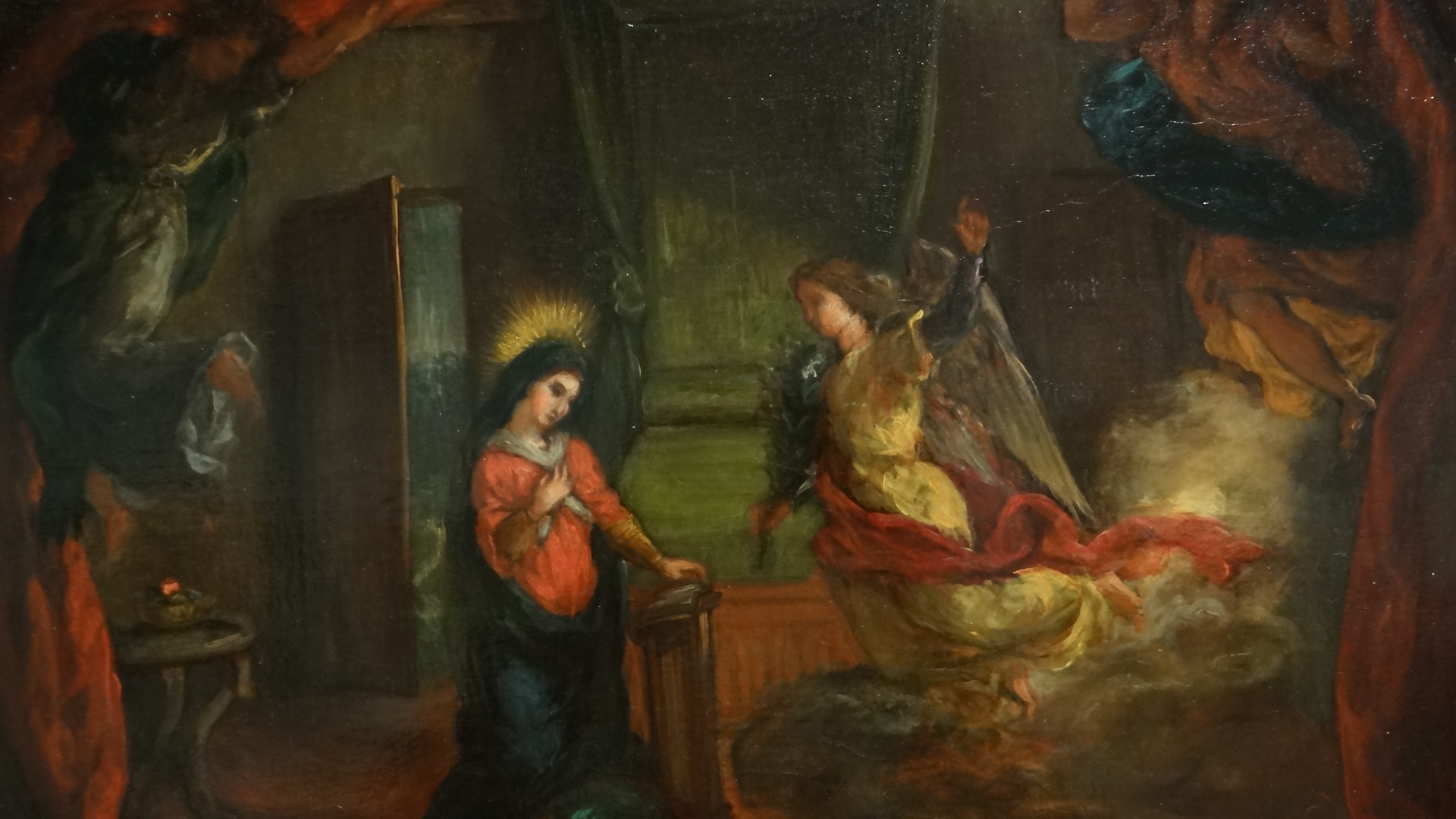
L'Annonciation, Musée national Eugène-Delacroix (1841).
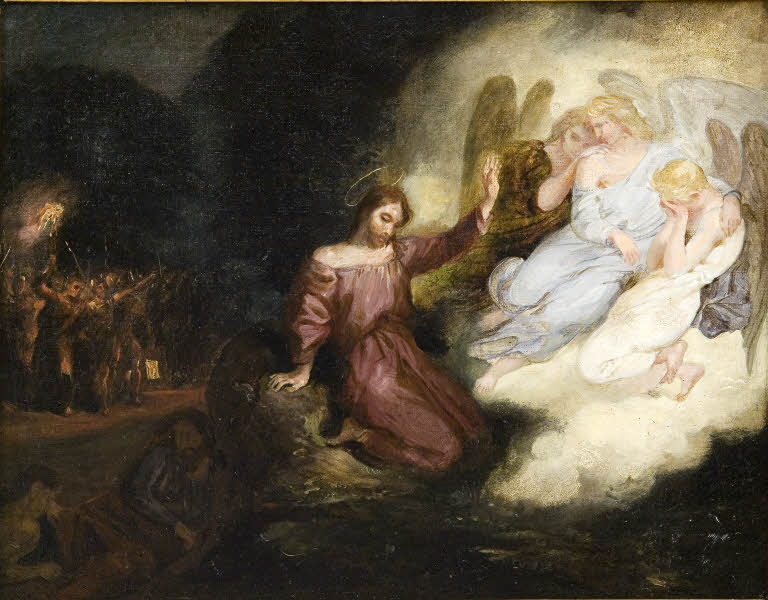
Esquisse pour Le Christ au Jardin des Oliviers (c.1826), musée national Eugène-Delacroix.
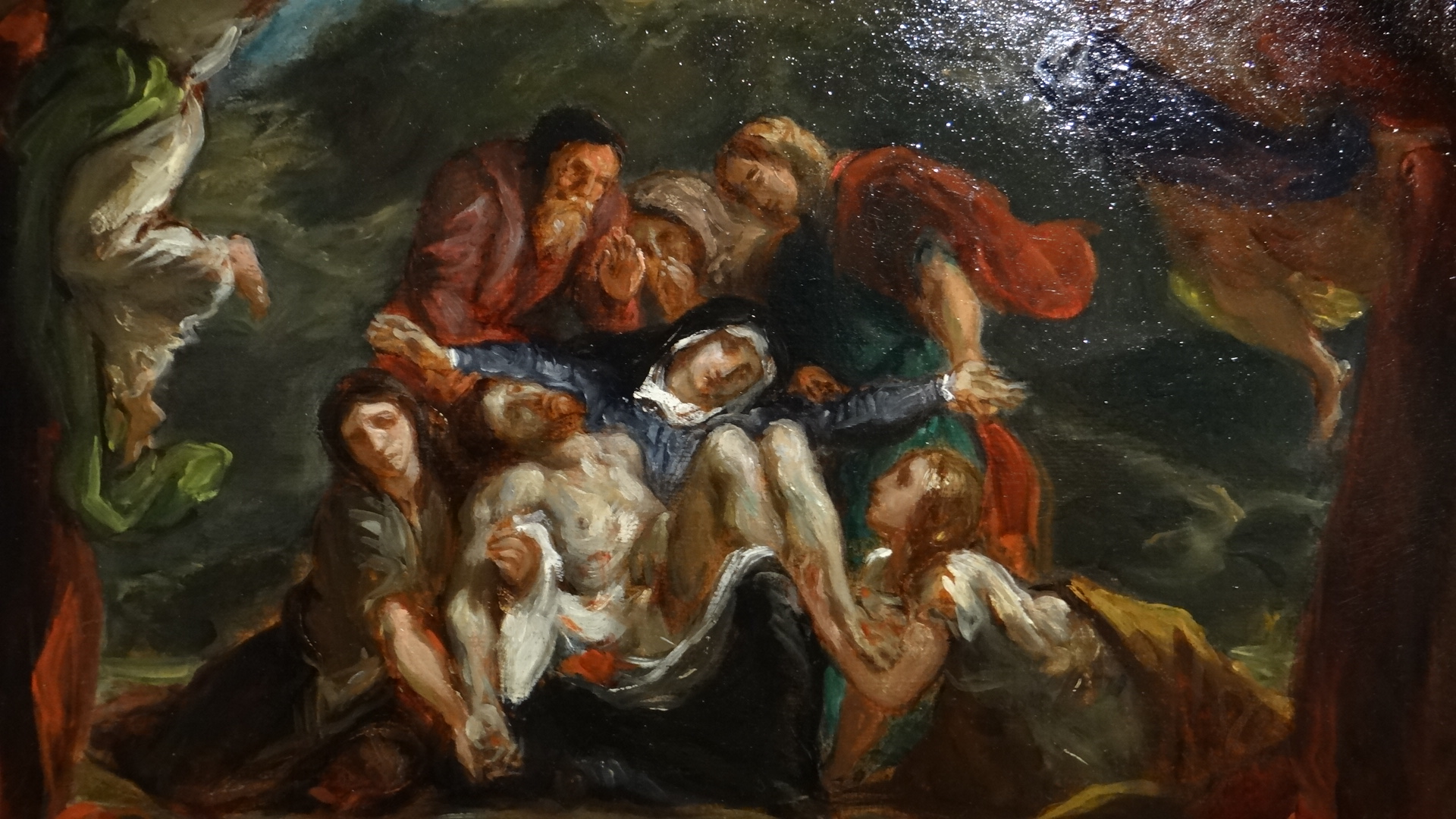
Pietà, vers 1842-1843, musée national Eugène-Delacroix.
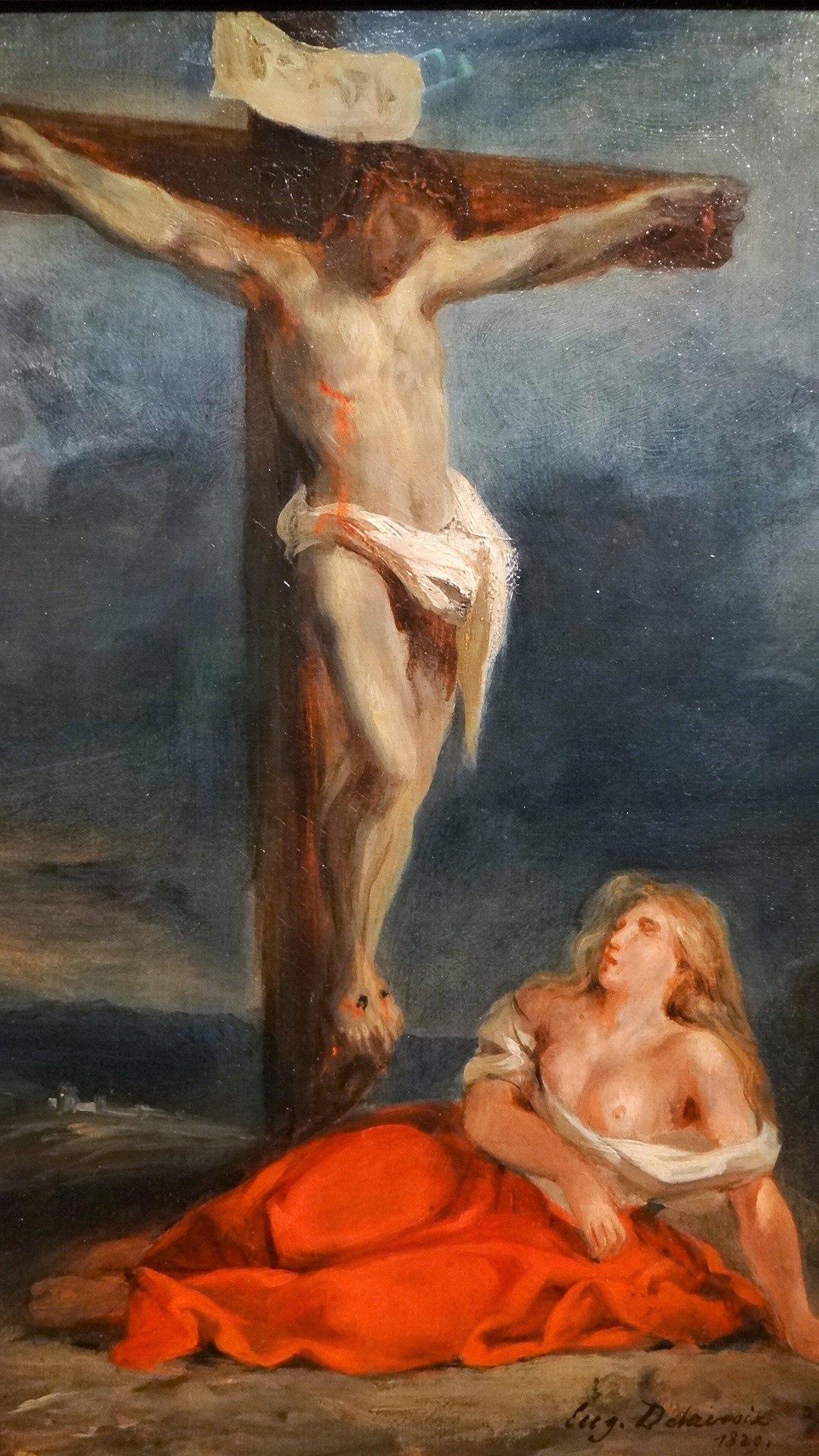
Sainte Marie Madeleine au pied de la croix, musée des beaux-arts de Houston (1829)
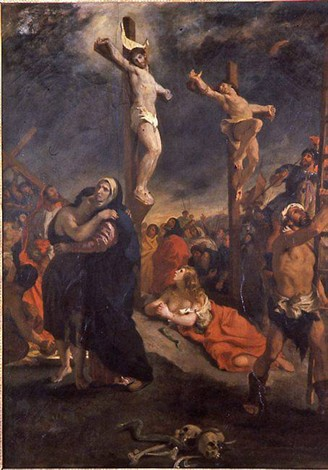
Le Christ sur la croix (1835).Musée des Beaux Arts Vannes
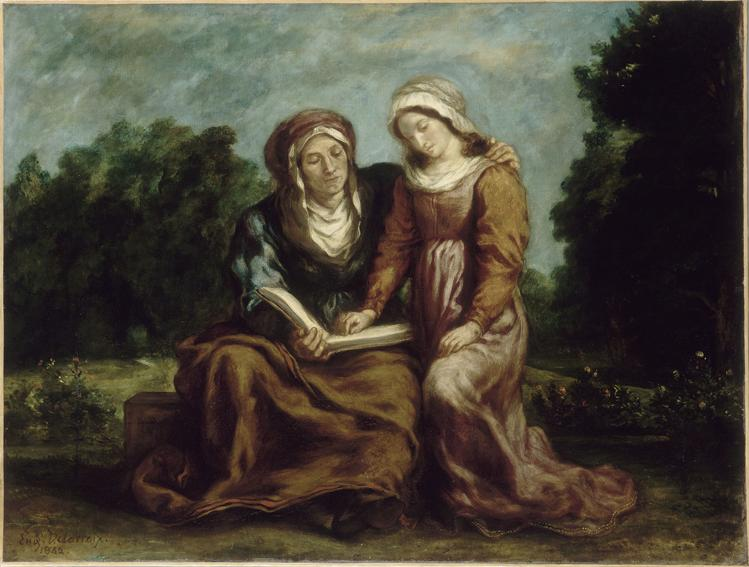
L'Éducation de la Vierge (1842).
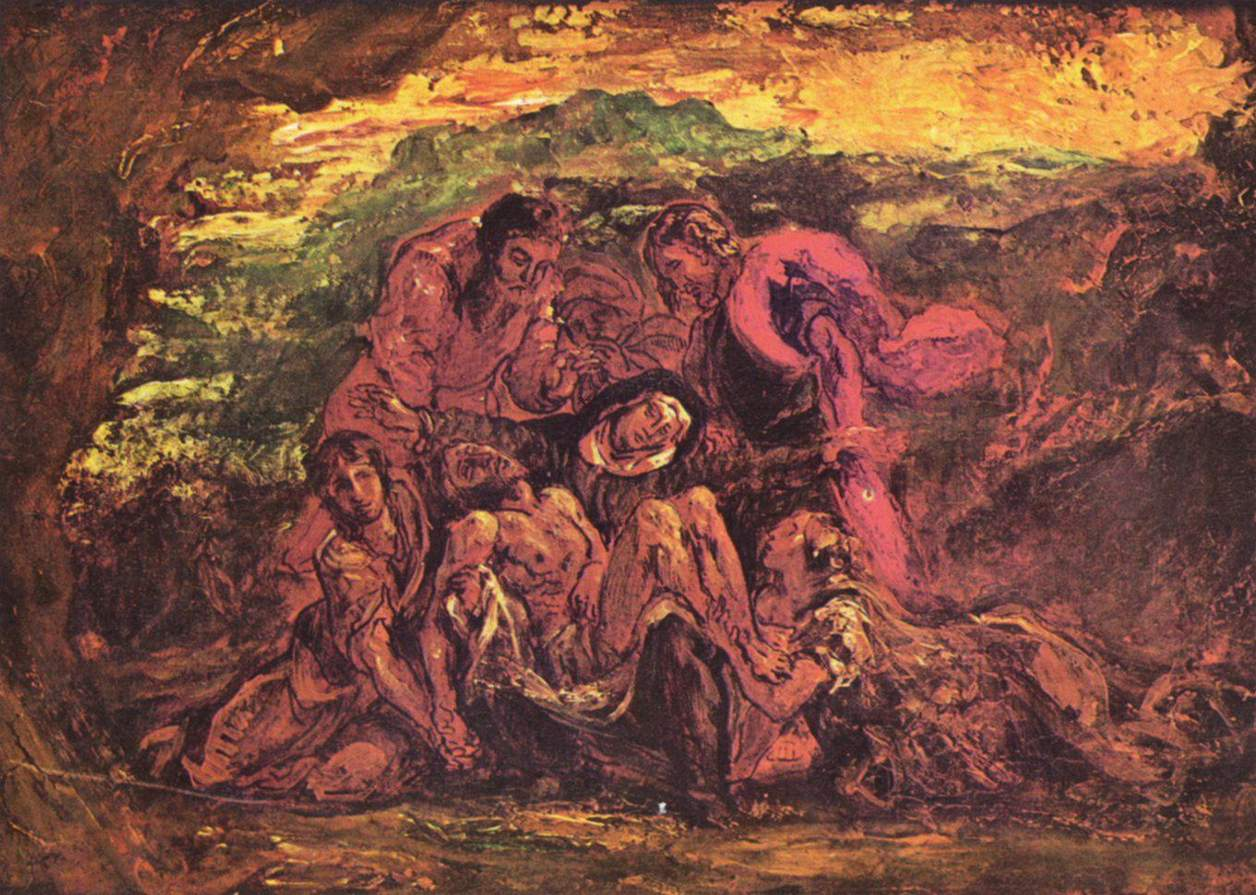
Pietà. Dessin pour une peinture murale à Saint-Denis-du-Saint-Sacrement, musée du Louvre (1844).
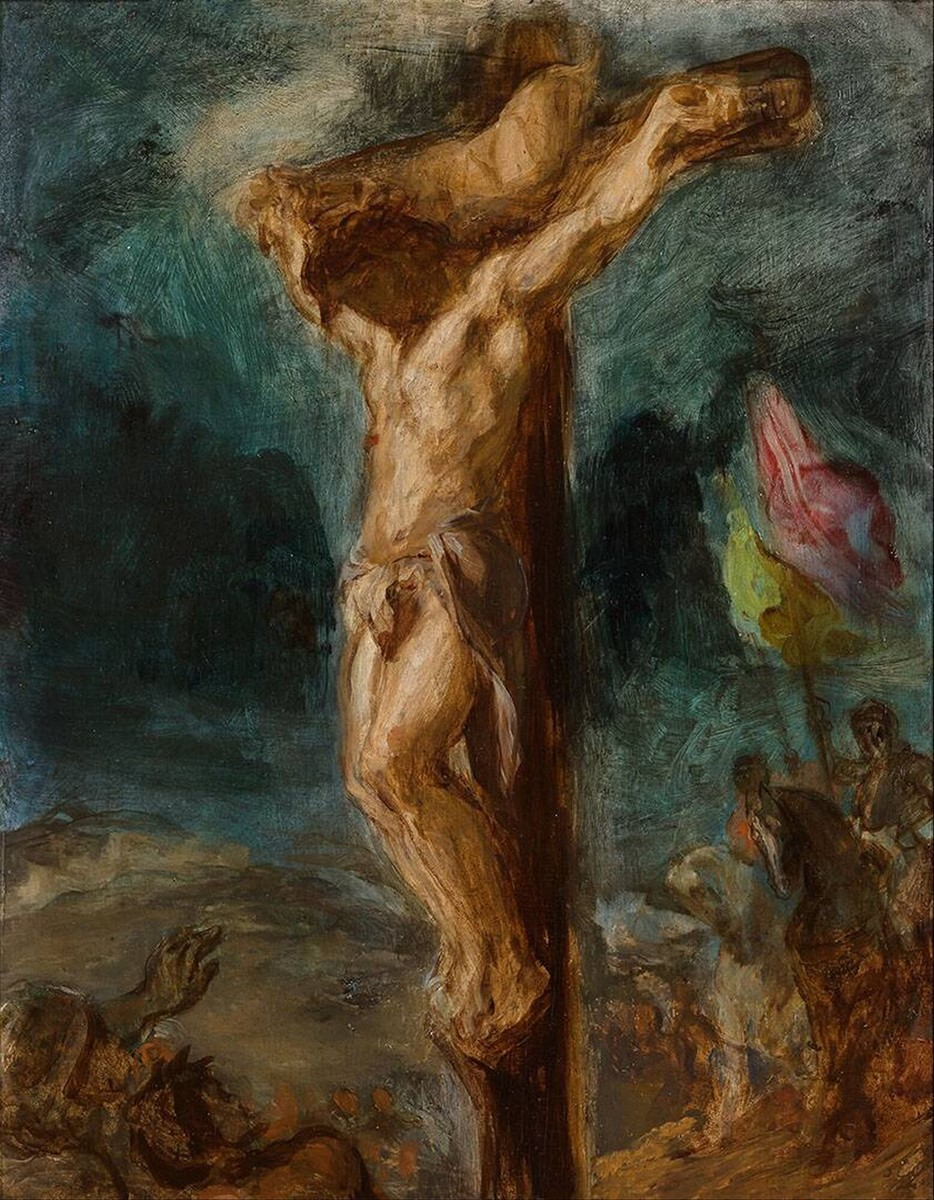
Crucifixion, huile sur panneau, 37 × 25 cm, musée Boijmans Van Beuningen (1845).
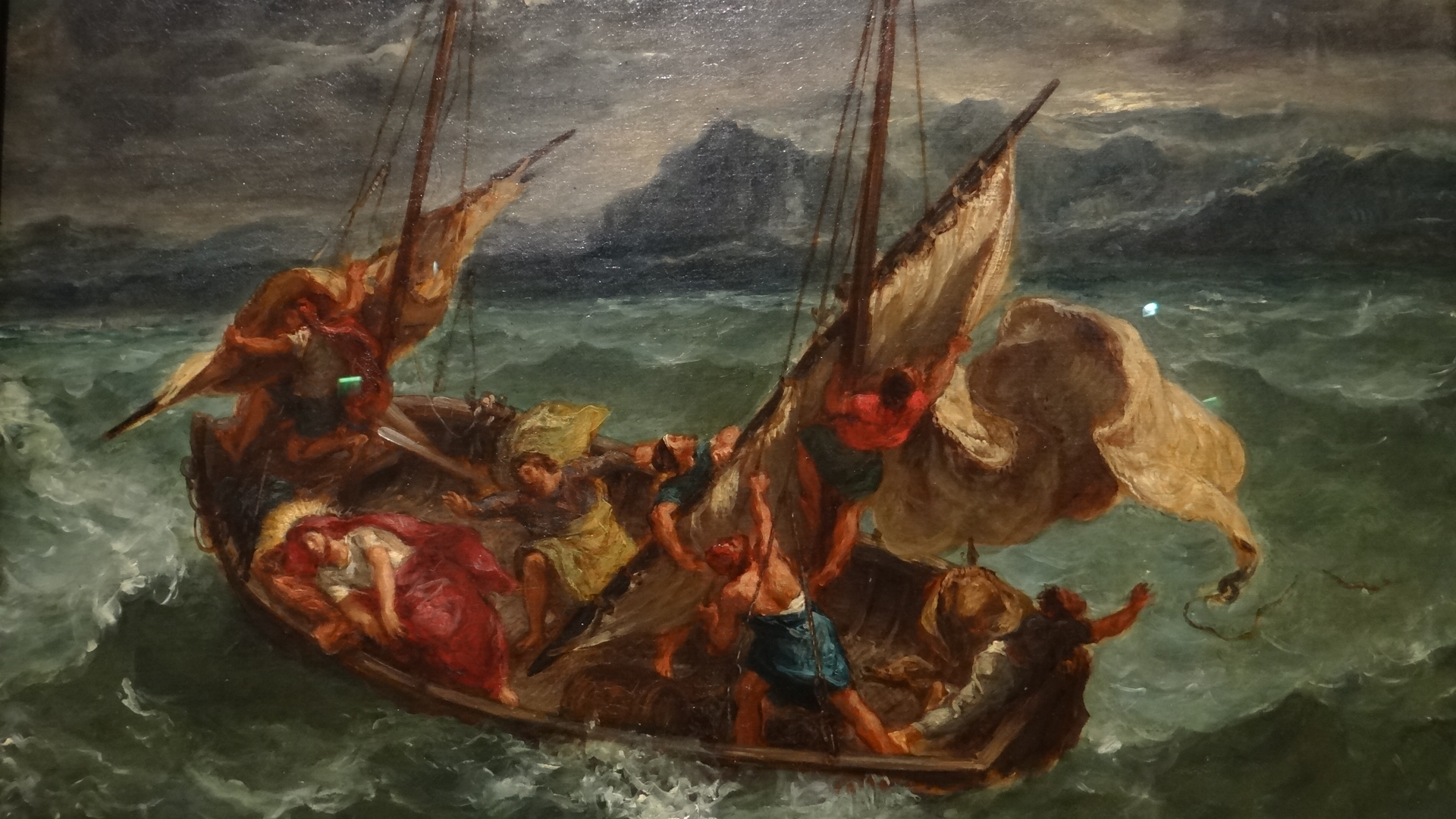
Le Christ sur le lac de Génésareth, Walters Art Museum, (1854).
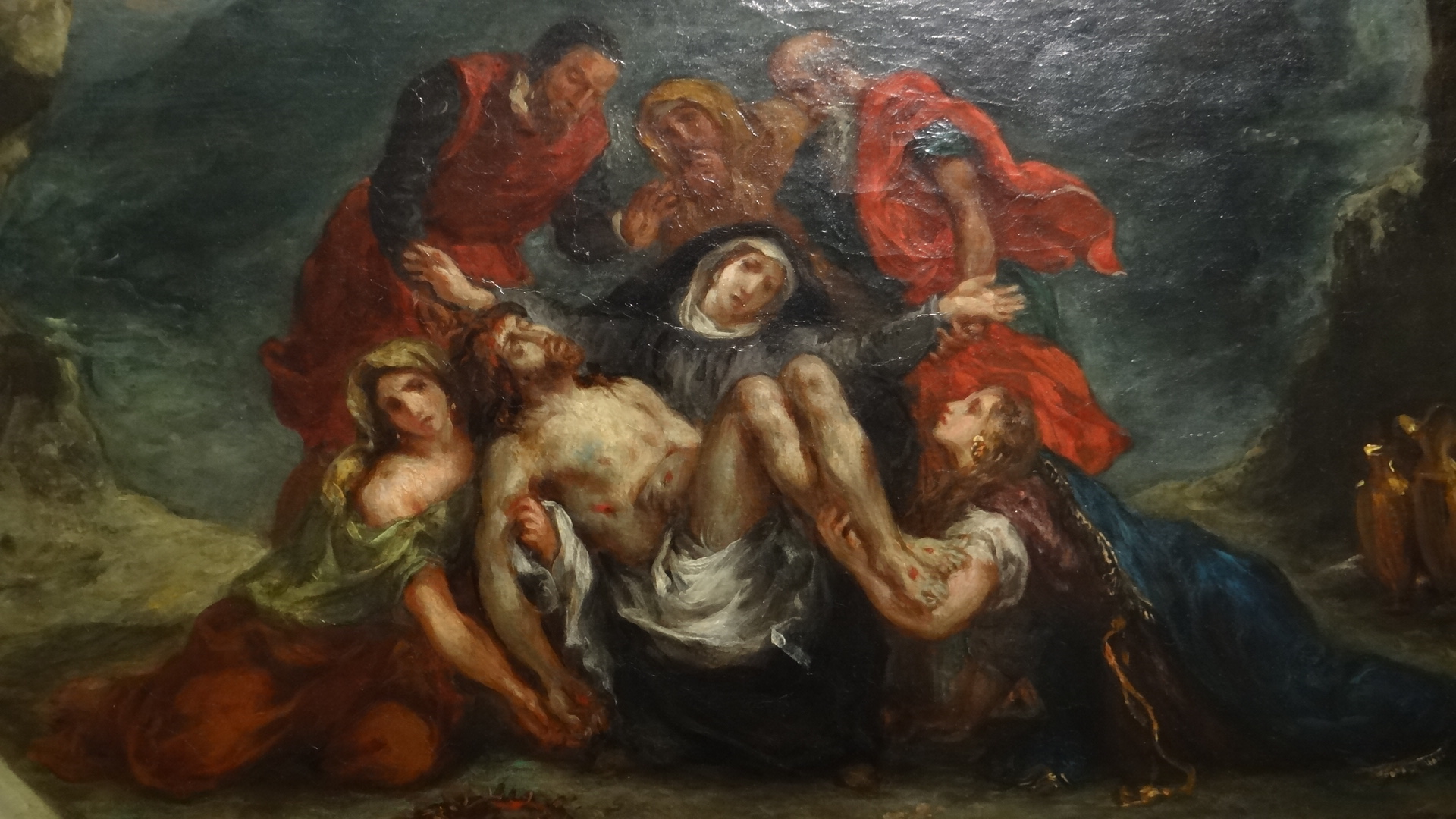
La Lamentation sur le corps du Christ, Staatliche Kunsthalle Karlsruhe 1857.
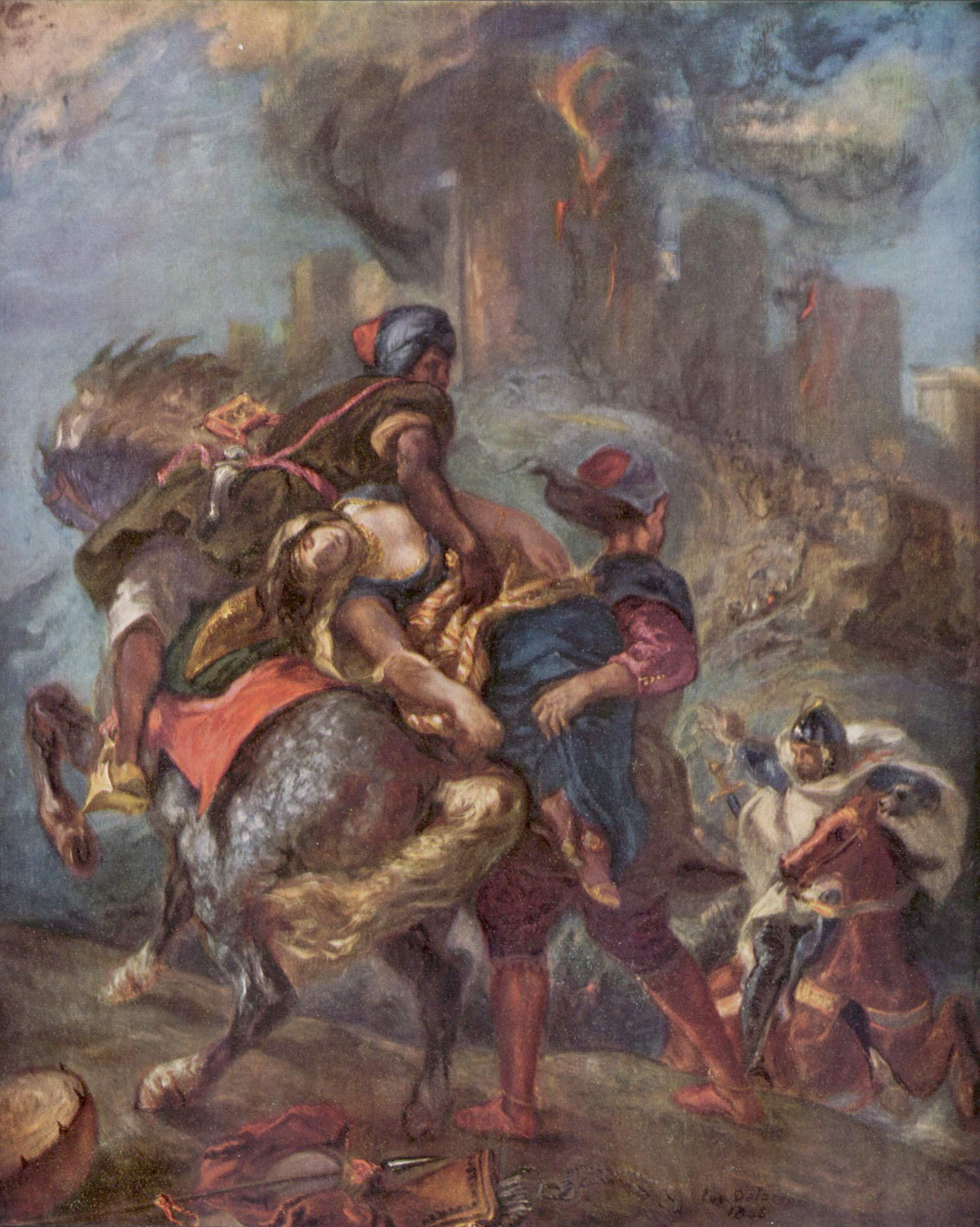
L'Enlèvement de Rebecca, huile sur toile, 105 × 82 cm, musée du Louvre (1858).

## LeJournald’Eugène Delacroix

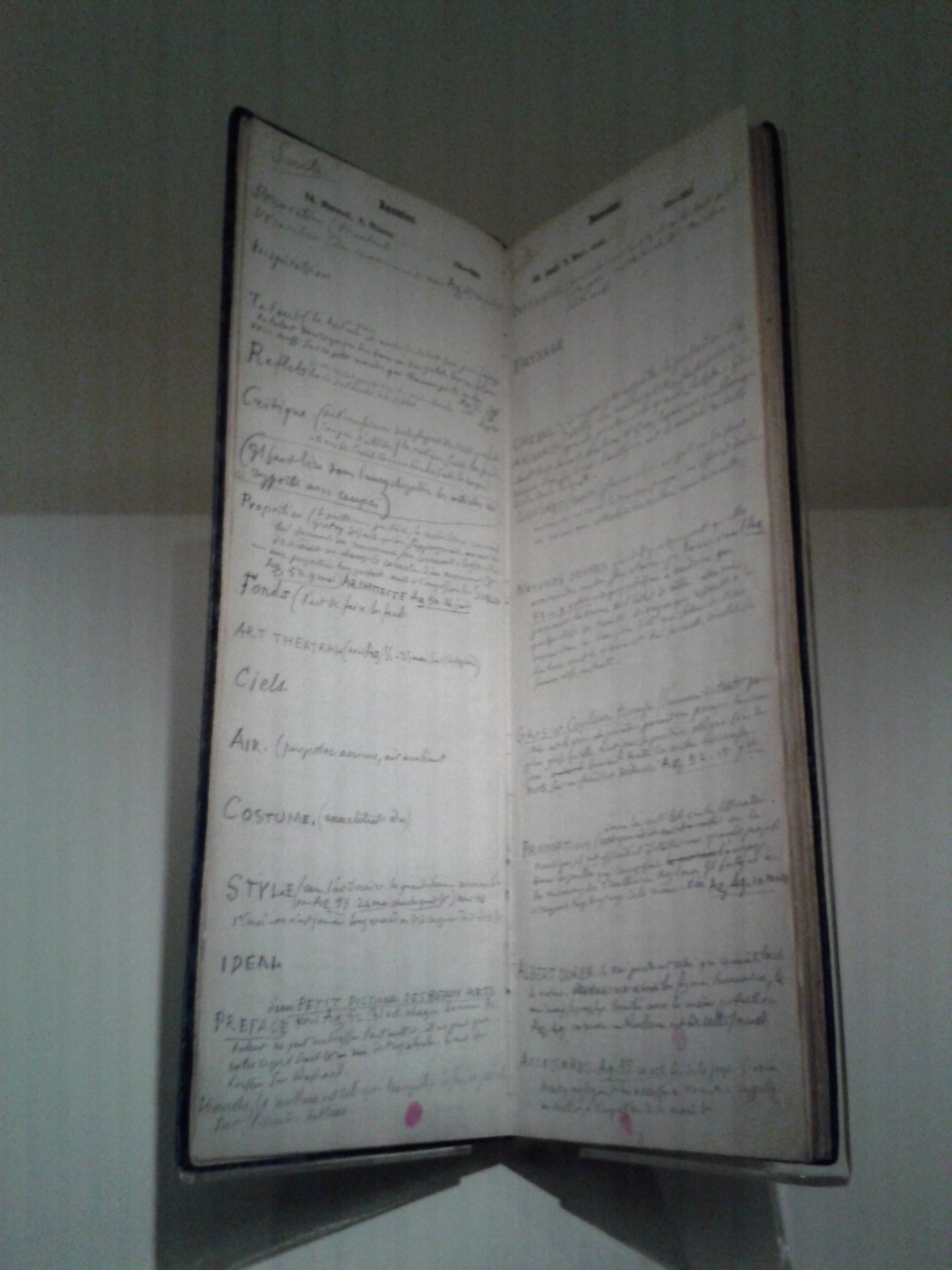
Manuscrit au crayon du Dictionnaire des Beaux-Arts d'Eugène Delacroix

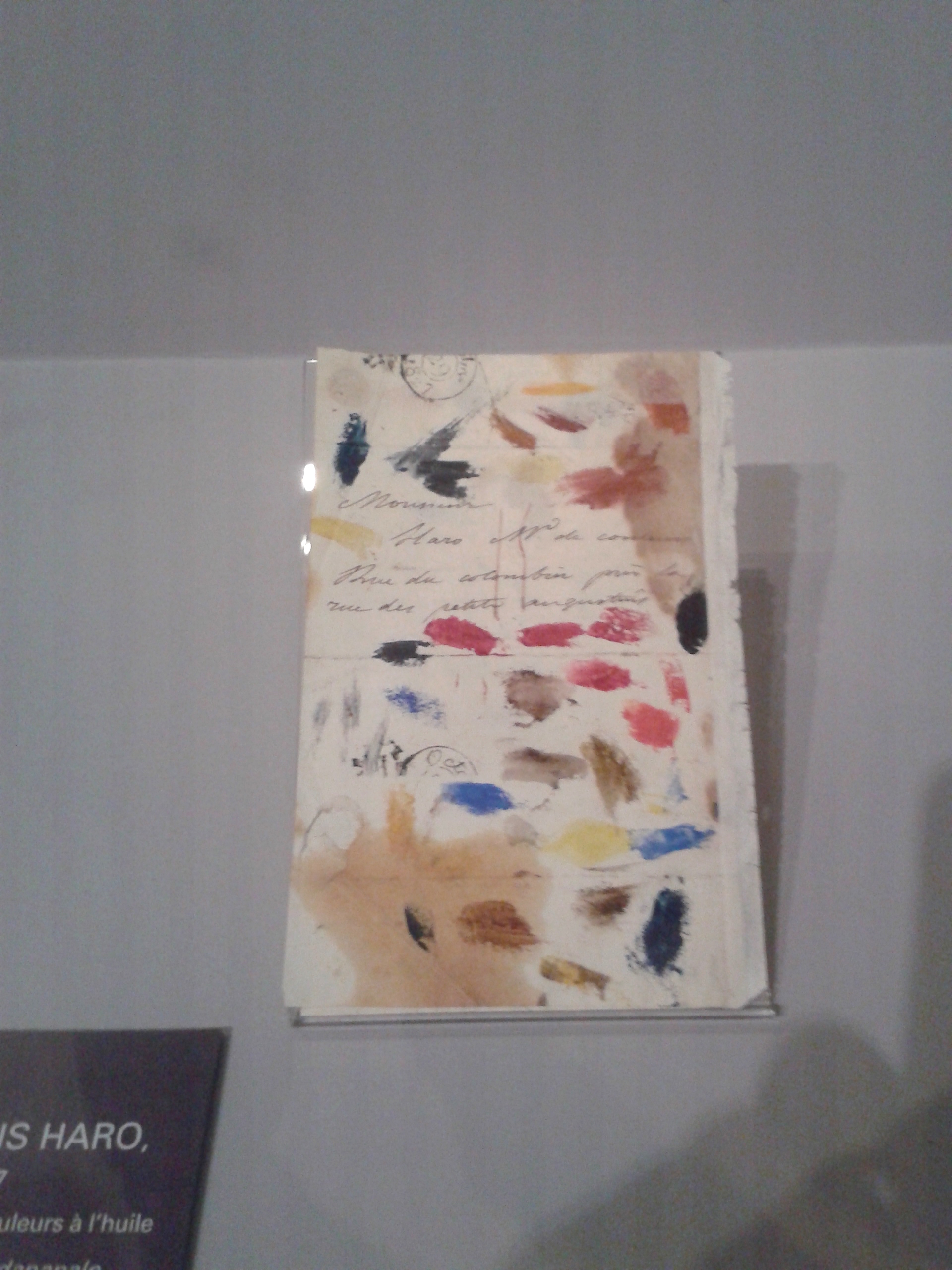
Lettre de commande de couleurs de Delacroix - présentée à l'exposition Delacroix - Louvre 2018.

Débuté en 1822, interrompu en 1824, repris en 1847 jusqu'en 1863 à sa mort, le journal intime de Delacroix est le chef-d'œuvre littéraire du peintre. Il y note, jour après jour, ses réflexions sur la peinture, la poésie ou la musique, autant que la vie parisienne et politique du milieu du XIXe siècle. Il consigne dans des carnets longilignes ses discussions avec George Sand avec qui il entretient une profonde amitié-amoureuse et des désaccords politiques, ses promenades avec ses maitresses dont la baronne Joséphine de Forget dont il est l'amant pendant une vingtaine d'années, et ses rencontres artistiques avec Chopin, Chabrier, Dumas, Géricault, Ingres ou Rossini… C'est un témoignage au jour le jour non seulement sur la vie du peintre, de ses inquiétudes, de l'avancée de ses peintures, de sa mélancolie et de l'évolution de sa maladie (la tuberculose) qu'il évite de montrer à ses proches, excepté à sa gouvernante et confidente Jenny Le Guillou, Delacroix n'ayant jamais été marié, avec qui au fur et à mesure des années s'établit une relation de couple, éloignée de la vie de la grande société, l'un protégeant l'autre. On peut lire au jeudi 4 octobre 1855 : « Je ne puis exprimer, le plaisir que j'ai eu à revoir Jenny. Pauvre chère femme, la petite figure maigre mais les yeux pétillants du bonheur à qui parler. Je reviens à pied avec elle, malgré le mauvais temps. Je suis pendant plusieurs jours, et probablement j'y serai tout le temps de mon séjour à Dieppe, sous le charme de cette réunion au seul être dont le cœur soit à moi sans réserve. »
La première édition du Journal de Delacroix est parue chez Plon en 1893 et a été révisée en 1932 par André Joubin, puis rééditée en 1980 avec une préface d'Hubert Damisch chez le même éditeur. Il a ensuite fallu attendre 2009 pour que Michèle Hannoosh en publie, aux éditions José Corti, une monumentale version critique, corrigée sur les manuscrits originaux et augmentée des découvertes récentes.
On doit aussi à Delacroix l'ébauche d'un Dictionnaire des Beaux-Arts, assemblé et publié par Anne Larue, et des articles sur la peinture.
- Bibliothèque numérique de l'INHA - Journal et Correspondance d'Eugène Delacroix

## Ateliers
Paris
- en 1824 :
No 20, rue Jacob (Paris VIe ; ancien 10e arrondissement, quartier de la Monnaie).
À partir du mois d'octobre 1824, Delacroix partage un atelier avec le peintre anglais Thales Fielding qui y était installé au moins depuis 1820 et que ce derier lui laissa quand il retourna vivre en Angleterre.
- en 1824[196] :
No 118, rue de Grenelle-Saint-Germain (Paris VIIe ; ancien 10e arrondisement, quartier des Invalides).
Delacroix y peint probablement la Scène des massacres de Scio. Cette adresse ne se réfère vraisemblablement pas à l'actuel no 118 (petit hôtel de Villars, aujourd'hui section collège de l'établissement Paul Claudel-d'Hulst), le numérotage de la rue ayant changé en 1838 ;
- en 1825 :
No 14, rue d'Assas (Paris VIe ; ancien 11e arrondissement, quartier du Luxembourg).
- 1844-1857[197] :
No 58, rue Notre-Dame-de-Lorette ;
- en 1857 :
No 6, rue de Furstemberg, (Paris VIe), devenu le musée national Eugène-Delacroix.
Afin de se rapprocher de l'église Saint-Sulpice dont il avait été chargé en 1847 de décorer une chapelle, l'artiste rejoignit l'Atelier de la rue Furstenberg, célèbre adresse où se succéderont Frédéric Bazille, Claude Monet, ou encore Diogène Maillart, élève de Delacroix et Grand Prix de Rome en 1864.

Champrosay
- Delacroix loue puis achète une maison aujourd'hui située 11, rue Alphonse-Daudet à Draveil.

## Élèves de Delacroix
(liste non exhaustive)

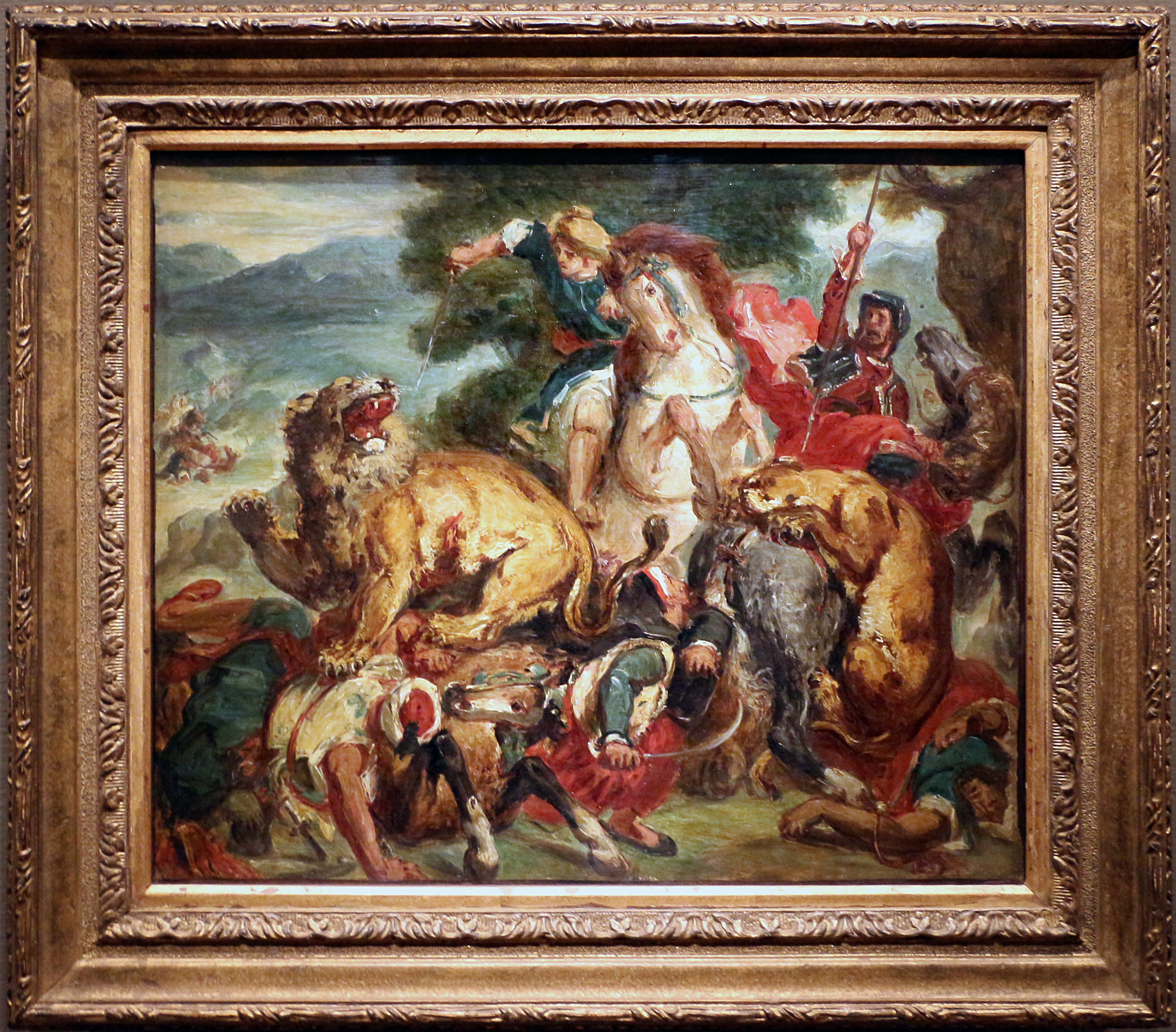
Pierre Andrieu, La Chasse au lion d'après Delacroix après 1855.

Delacroix avait ouvert en 1838, un cours rue Neuve-Guillemin qui fut transféré rue Neuve-Bréda en 1846. Selon Bida, le cours portait essentiellement « sur l'ordonnance de la composition ».
- Pierre Andrieux, plus qu'un simple élève, fut pour Delacroix un assistant. On lui doit des copies d'œuvres du maître, dont la Chasse au Lion (Paris, Assemblée nationale), et la restauration du plafond de la galerie d'Apollon au musée du Louvre[199]. On lui doit également un Journal de travail avec Delacroix entre 1852-1860 et que possédait Jenny Le Guillou.
- Louis d'Anthoine[200].
- Eugène Arbeit.
- Louis Bauderon de Vermeron (1809-1870), élève à partir de 1838, il publie un cours de peinture et présente le jeune Puvis de Chavannes à Delacroix[201].
- Henri Anatole de Beaulieu (1819-1884)[202].
- Louis-Jean-Baptiste Boulangé (1812-1878), élève à partir de 1840, il est chargé des fonds des compositions de Saint-Sulpice. Delacroix éprouve de grandes colères contre lui[203].
- Alexandre Bida.
- Léger Chérelle (1816-1881).
- Charles Cournault, peintre et conservateur du musée de Nancy, il voyage en Algérie entre 1840 et 1846.
- Eugénie Dalton ou Eugènie d'Alton née Simon (1802/03?-1859) élève et maîtresse de Delacroix avant 1829, elle expose au salon de 1827 à 1840[204].
- Louise Dupont[205].
- Marie-Augustine-Clémentine Ebat-Oudet[205].
- Léon Fauré (1819-1887), élève de Delacroix vers 1842[206].
- Victor Flogny.
- Claude Jules Grenier, élève à partir de 1842[207].
- Étienne-François Haro (1827-1897), élève peintre, marchands de couleurs et restaurateur des œuvres de Delacroix[208],[209].
- Émile Hirsch (1832-1904), peintre-verrier.
- Jean Knoepfler (1821-1879)[210].
- Louis Lambert, élève vers 1842[211].
- Augustin Long, élève de Delacroix, sans doute, avant 1838[212].
- Diogène Maillart.
- Alexandre-Adolphe Martin-Delestre (1823-1858), élève de Delacroix et Cambon[213].
- Victor Monmignaut (1819-1891)[214].
- Alphonse Ouri (1828-1891), élève et assistant de Delacroix qui a souvent recours à lui en particulier à l'hôtel de ville de Paris. Il eux de nombreuses commandes dont les décors du Salon Vert aux Tuileries, au Caire et à St Petersbourg.
- Louis de Planet (1814-1875), peintre, élève de Delacroix entre 1838-1844 qui a laissé un manuscrit Souvenirs de travaux de peinture avec Monsieur Eugène Delacroix aujourd'hui à l'INHA[215].
- Hippolyte Poterlet (1803-1835), ami de jeunesse. Il copie La Mort de Sardanapale, conservé au musée national Eugène-Delacroix[216].
- Charles Edme Saint Marcel (1819-1890)[205].
- Maurice Sand, fils de George Sand, il entre dans l'atelier de Delacroix en 1839, il laisse un témoignage de son expérience.
- Théodore Véron (1820-1898).
- Alexandre Vimont (1822-1905), élève peintre et graveur pour Delacroix[217].
- Gustave Lassalle-Bordes, élève de Paul Delaroche et de Charles-Philippe Larivière, entra au service de Delacroix en 1838. Le maître avait remarqué son travail au Salon de 1837. Lassalle-Bordes était un assistant expérimenté, et Delacroix l'utilisa pour les grands ensembles décoratifs jusqu'en 1852. Lassalle-Bordes accuse Delacroix de lui avoir fait retirer une commande officielle pour le retenir à son service, il le quitta fâché[218]. Il rentre dans son pays à Auch en 1850, où il obtient des commandes.

## Les œuvres de Delacroix

### Les dessins et peintures

#### De 1819 à 1821
- Nu assis, dit Mlle Rose (1817-1820), musée du Louvre à Paris
- La Vierge des moissons (1819), église Saint-Eutrope d’Orcemont
- Étude d’homme nu, dit aussi Le Polonais (vers 1820), musée du Louvre à Paris
- La Mise au tombeau d'après Titien, 1820, Musée des beaux-arts, Lyon
- La Vierge du Sacré-Cœur (1821) (cathédrale d’Ajaccio)

#### De 1822 à 1824
- La Barque de Dante ou Dante et Virgile aux Enfers (1822), 189 × 241,5 cm (musée du Louvre à Paris)
- Études de chevaux (vers 1822-1824), 27 × 32,5 cm (Collection particulière)
- Les Natchez (1822-1835) (Metropolitan Museum of Art de New York)
- Bouquet de fleurs (vers 1824) (musée des Beaux-Arts et d'Archéologie de Châlons-en-Champagne)
- Cheval arabe à la couverture bleue (1823) (New York, Collection particulière)
- Scènes des massacres de Scio (1824) (musée du Louvre à Paris)
- Jeune orpheline au cimetière (1824) (musée du Louvre à Paris)
- Tête de vieille femme. Étude pour Scènes des massacres de Scio, famille grecque attendant la mort, 1824, huile sur toile, 41,5 × 33,3 cm (musée des Beaux-Arts d'Orléans)[219]
- Le Tasse dans la maison des fous (Collection particulière)
- Aline la mulâtresse ou Portrait d'Aspasie la Mauresque (vers 1824) (musée Fabre de Montpellier)
- Autoportrait dit en Ravenswood ou en Hamlet (vers 1824) (musée Eugène-Delacroix à Paris)
- Le Christ au jardin des Oliviers (1824-1827), église Saint-Paul-Saint-Louis de Paris)
- Femme nue allongée vue de dos (1824-1826), Collection particulière
- Sainte Catherine d'Alexandrie (vers 1824) (Musée des Beaux-Arts de Béziers)

#### De 1825 à 1832
- Une femme à cheval en amazone dans un paysage, graphite et aquarelle, H. 0,189 ; L. 0,167 m. Paris, Beaux-Arts de Paris[220]. Réalisée lors du séjour de Delacroix en Angletterre, cette feuille s'Inspire de l'Amazone montant un cheval gris pommelé de Géricault. Ici le cheval est à l'arrêt, mais on y retrouve une cavalière vue de profil devant un vaste paysage calme et silencieux. Les talents d'aquarelliste que Delacroix cherche à développer durant ce séjour s'y expriment pleinement.
- La Femme au bas blanc (1825) (collection privée)
- Deux Chevaux de ferme (1825?) (Brame et Lorenceau)
- Château de Beffes (Cher) - Fresques (vers 1826)[92]
- Louis d'Orléans montrant sa maitresse (1825-1826), 35,2 × 26,8 cm (musée Thyssen-Bornemisza à Madrid)
- La Grèce sur les ruines de Missolonghi (1826), 213 × 142 cm (musée des Beaux-Arts de Bordeaux)
- L'Exécution du doge Marino Faliero (1826) (Wallace collection de Londres)
- Combat du Giaour et du Pacha (1826) (Art Institute de Chicago)
- Femme nue couchée et son valet, dit aussi odalistique (1826-1829), Zurich, collection
- Nature morte au homard (1826-1827) (musée du Louvre à Paris)[92],[93]
- Louis-Auguste Schwiter (1826-1830) (National Gallery de Londres)
- La Mort de Sardanapale (1827-1828), huile sur toile, 392 × 496 cm (musée du Louvre à Paris)
- Femme caressant un perroquet (1827) (musée des Beaux-Arts de Lyon)
- le Christ au jardin des Oliviers (1827) (Église Saint-Paul-Saint-Louis Paris)
- Méphistophélès apparaissant à Faust (1827) (Wallace Collection de Londres)
- Portrait d'Auguste-Richard de la Hautière (1813-1882) (1828) (musée Eugène-Delacroix à Paris)
- Cromwell au château de Windsor (1828) (galerie Hans à Hambourg)
- L'Assassinat de l'évêque de Liège (1829) (musée du Louvre à Paris)
- Sainte Marie Madeleine au pied de la croix, (1829) (Musée des beaux-arts de Houston)
- Jeune Tigre jouant avec sa mère (1830), huile sur toile, 130,5 cm × 195 cm, Musée du Louvre, Paris Notice no 000PE000908, sur la plateforme ouverte du patrimoine, base Joconde, ministère français de la Culture
- La Liberté guidant le peuple (1830) (260 × 325 cm) (musée du Louvre à Paris)
- Mirabeau et Dreux-Brézé, le 23 juin 1789 (1830) (musée Eugène-Delacroix à Paris)
- La Bataille de Poitiers (1830) (musée du Louvre à Paris)
- La Bataille de Nancy (1831), 237 × 350 cm (musée des Beaux-Arts de Nancy)
- Boissy d’Anglas saluant la tête du député Féraud (1831) (musée des Beaux-Arts de Bordeaux)
- Paganini jouant du violon (1831) (Collection Philipps de Washington)
- Fantasia arabe ou exercices marocains (1832) (musée Fabre de Montpellier)
- Fantasia marocaine (1832) (Städelsches Kunsinstitut, Francfort)
- Campagne anglaise (1825), musée du Louvre à Paris
- Tigre attaquant un cheval sauvage (1826-1829), musée du Louvre à Paris
- Paire de babouches (1832), pastel sur papier, 10 × 18 cm (musée Eugène-Delacroix à Paris)

#### De 1833 à 1839

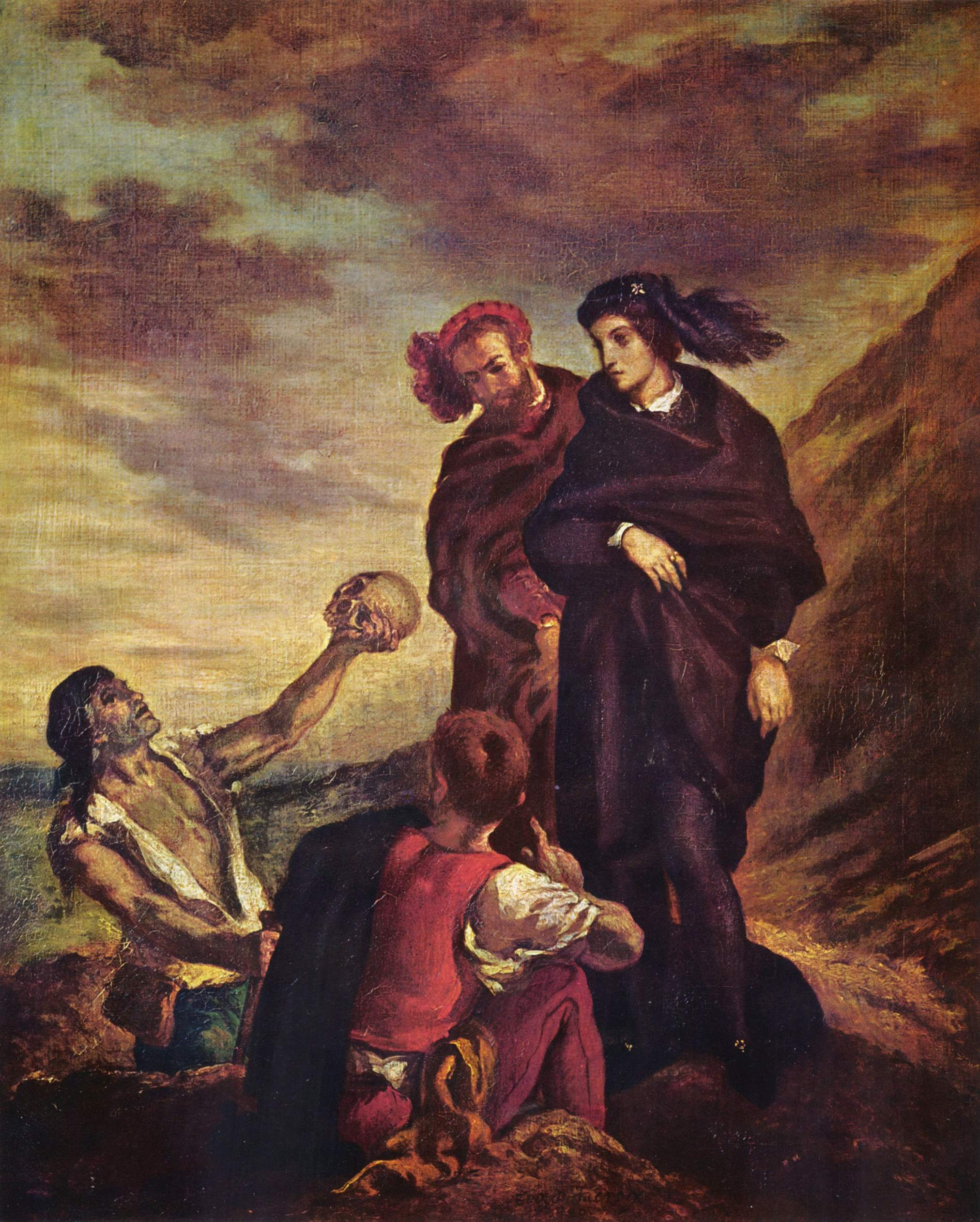
Hamlet et Horatio au cimetière.

- L'Éducation d'Achille (1833-1847) (Palais-Bourbon de Paris)
- Portrait de Léon Riesener (1834) (musée du Louvre à Paris)
- Femmes d'Alger dans leur appartement (1834), 180 × 229 cm (musée du Louvre à Paris)
- Le Christ entre les deux larrons., 1835 (La Cohue) - (musée des beaux-arts de Vannes)
- Portrait de Félix Guillemardet, hst (coll.part. USA)[221]
- Hamlet et Horatio au cimetière (1835) (Francfort)
- Combat du Giaour et du Pacha (1835), 74 × 60 cm (musée du Petit Palais (Paris))
- La Bataille de Taillebourg (1835-1837), 485 × 555 cm (musée du château de Versailles)
- Turc à la selle (vers 1835-1840) (musée du Louvre à Paris)
- Saint Sébastien secouru par les saintes femmes[222] (1836), 213 × 278 cm (église Saint-Michel de Nantua)
- Hamlet au cimetière (1836) (Suisse, collection particulière)
- Autoportrait au gilet vert (1837), 65 × 54,5 cm (musée du Louvre à Paris)
- Charles Quint au monastère de Yuste (1837) (musée Eugène-Delacroix à Paris)
- Guerrier près d'un tombeau (1838) (musée d'Art de Hiroshima)
- Portrait de Chopin (1838) (musée du Louvre à Paris)
- Portrait de George Sand (1838) (Ordrupgoard-Samlingen d'Ordrupgoard)
- Fanatiques de Tanger (1838), 98 × 131 cm (Minneapolis Institute of Arts)
- Christophe Colomb et son fils à La Rabida (1838) (Museum of Art de Toledo)
- Médée furieuse (1838), 260 × 165 cm (Palais des Beaux-Arts de Lille)
- Hamlet et Horatorio au cimetière (1839) (musée du Louvre à Paris)
- Le Retour de Christophe Colomb (1839) (Museum of Art de Toledo)
- Saint Paul renversé sur la route de Damas, mine de plomb, pierre noire et aquarelle, H. 0,253 ; L. 0,92 m[223]. Paris, Beaux-Arts de Paris[224]. Delacroix a conçu ce projet pour le décor de la bibliothèque du palais Bourbon. Dans cette étude préliminaire, il représente la chute de Saint Paul, aveuglé par la lumière divine et précipité au bas de sa monture cabrée. Cette composition qui devait prendre place dans un écoinçon du plafond ne fut finalement pas retenue.

#### De 1840 à 1846
- Entrée des Croisés à Constantinople (1840, musée Condé de Chantilly)
- Autoportrait (1840, Corridor de Vasari, Galerie des Offices de Florence)
- Entrée des Croisés à Constantinople (1840, 410 × 498 cm, musée du Louvre à Paris)
- La Justice de Trajan (1840, musée des beaux-arts de Rouen)
- Le Naufrage de Don Juan (1840, musée du Louvre à Paris)
- Portrait de Jenny Le Guillou (1840, musée du Louvre à Paris)
- Indienne dévorée par un tigre (v. 1840-1850, Staatsgalerie de Stuttgart)
- Noce juive dans le Maroc (1841, musée du Louvre à Paris)
- L'Annonciation, (1841, musée national Eugène-Delacroix)
- La Fuite de Loth (v. 1841, musée du Louvre à Paris)
- L'Éducation de la Vierge (1842, musée national Eugène-Delacroix à Paris)
- Cheval attaqué par une lionne (1842, musée du Louvre à Paris)
- Pietà (vers 1842-1843), (musée national Eugène-Delacroix)
- Pietà (1843-1844, église Saint-Denys-du-Saint-Sacrement à Paris)
- Adam et Ève (v. 1844, musée des beaux-arts de Dijon)
- La Madeleine dans le désert (1845, musée national Eugène-Delacroix à Paris)
- Le Sultan du Maroc entouré de sa garde (1845, musée des Augustins de Toulouse)
- Le Christ en croix (1846, Walters Art Museum de Baltimore)
- Corps de garde à Meknès (1846, Von der Heydt Museum de Wuppertal)

Dessins
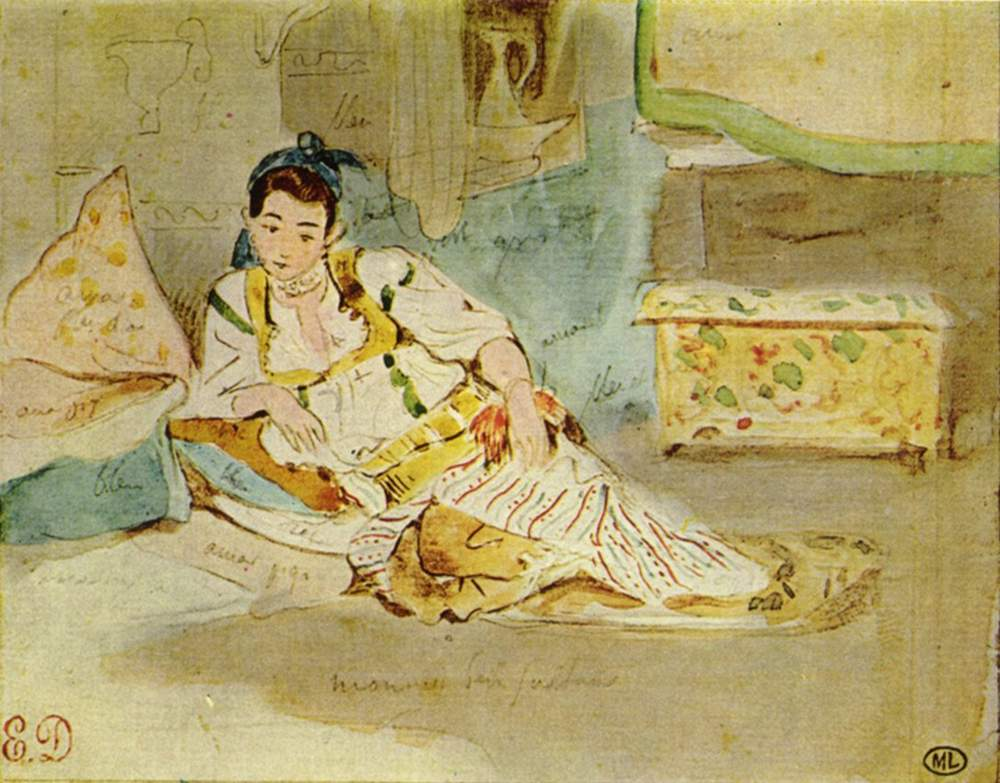
Femmes d'Alger.
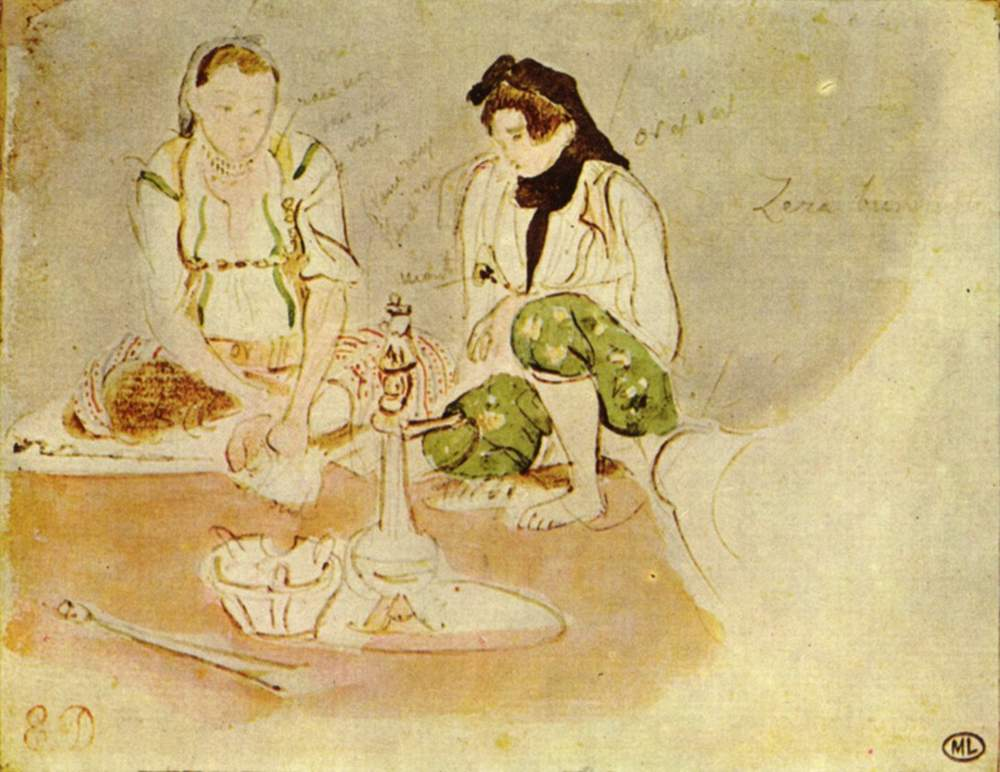
Femmes d'Alger.

#### De 1847 à 1853
- Corps de garde marocain (1847) (musée Condé à Chantilly)
- Musiciens juifs de Mogador (1847) (musée du Louvre)
- Arabes jouant aux échecs (vers 1847-1848) (National Gallery of Scotland d'Édimbourg)
- La Mort de Valentin (1848) (Brême, Kunsthalle)
- Comédiens et Bouffons arabes (1848) (musée des Beaux-Arts de Tours)
- Paysage à Champrosay (vers 1849) (musée Malraux du Havre)
- Falaises à Etretat (vers 1849), (musée du Louvre à Paris)
- Othello ou le Maure de Venise et Desdémone (1849) (Ottawa)
- Michel-Ange dans son atelier (1849-1850) (musée Fabre de Montpellier)
- Lady Macbeth Somnambule (1850) (The Beaverbrook Art Gallery, Canada)
- Lion dévorant un lapin (1850) (musée du Louvre à Paris)
- Bouquet champêtre (vers 1850) (palais des beaux-arts de Lille)
- Apollon combattant le serpent Python (1850-1851) (Galerie d'Apollon du musée du Louvre à Paris)
- Cavalier arabe donnant un signal (1851) (The Chrysler Museum de Norfolk)
- Le Christ à la colonne (1852) (musée des beaux-arts de Dijon)
- La Mer à Dieppe (1852) (musée du Louvre à Paris)
- Marphise et la Demoiselle (1852), 82 × 101 cm (Walters Art Gallery de Baltimore)
- Andromède (1852), musée des beaux-arts de Houston
- Abydos (1852-1853) (musée du Louvre à Paris)
- Le Christ sur le lac de Génésareth (vers 1853) (Portland Art Museum)
- Le Christ endormi pendant la tempête (vers 1853) (Metropolitan Museum of Art)

#### De 1854 à 1863
- La Chasse aux lions (1854) (musée d’Orsay à Paris)
- Chasse au lion au Maroc (1854) (musée de l'Ermitage à Saint-Pétersbourg)
- Le Christ sur le lac de Génésareth (1854), (Walters Art Museum)
- Baigneuses ou Femmes turques au bain (1854) (Wadsworth Atheneum à Hartford)
- Les deux Foscari (1855) ( musée Condé de Chantilly)
- Marocain sellant son cheval (1855) (musée de l'Ermitage à Saint-Pétersbourg)
- Marocains en voyage (1855) (Museum of Art de Providence, Rhode Island)
- La mort d'Ophélie (musée du Louvre à Paris)
- Chapelle des Saints-Anges à l’église Saint-Sulpice de Paris) (1855-1861) peinture à l’encaustique, appliquée sur le mur préalablement imbibé d’huile et recouvert d’une couche de blanc de céruse :
  - Lutte de Jacob avec l'Ange
  - Saint Michel terrassant le dragon
  - Héliodore chassé du temple
- Les Convulsionnaires de Tanger (1857) (musée des Beaux-Arts de l'Ontario de Toronto)
- La lamentation sur le corps du Christ (1857), (Staatliche Kunsthalle Karlsruhe)
- Chasses aux lions (1858) (Art Institute de Boston)
- L'Enlèvement de Rébecca (1858) (musée du Louvre à Paris)
- Ovide chez les Scythes (1859), 88 × 130 cm (National Gallery de Londres)
- Hamlet et Horatio au cimetière et les deux fossoyeurs (1859) (musée du Louvre à Paris)
- Chevaux arabes se battant dans une écurie (1860) (musée d'Orsay à Paris)
- Ugolin et ses fils dans la tour (1860) (Ordrupgaatd-samlingen d'Ordrupgaatd)
- La Chasse au lion (1860-1861) (Art Institute of Chicago)
- Médée furieuse (1862) (musée du Louvre à Paris)
- Chevaux à l'abreuvoir (1862) (Museum of Art de Philadelphie)
- Tigre jouant avec une tortue (1862)
- Orphée secourant Eurydice (1862) (musée Fabre de Montpellier)
- Camp arabe, la nuit (1863) (Szépmüvészeti Muzeum de Budapest)
- La Perception de l’impôt arabe ou Combat d'Arabes dans la montagne (1863) (National Gallery de Washington)
- Feuille d'études, graphite, plume et encre brune, H. 0,285 ; L. 0,195 m[225]. Paris, Beaux-Arts de Paris[226]. Dans ce dessin Delacroix laisse libre cours à son imagination. Il dispose six figures qui sans avoir de lien direct entre elles donnent à voir le mouvement des corps qui épousent des courbes et contre-courbes. La plume s'y fait mordante et incisive, l'énergie des hachures est typique de la facture Delacroix des années 1850.

### Dessins et gravures
Selon Alfred Robaut, Eugène Delacroix a laissé 24 gravures et 900 lithographies.

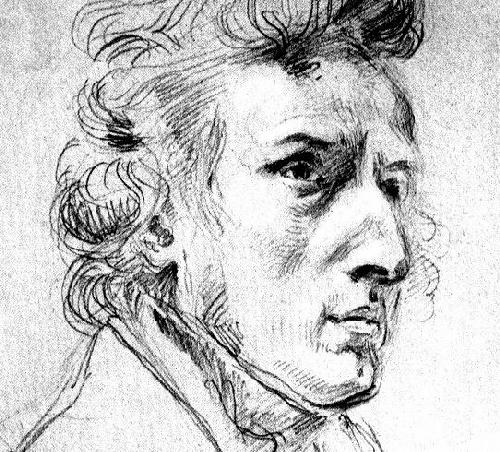
Frédéric Chopin (vers 1838, détail) dessin, Paris, musée du Louvre.
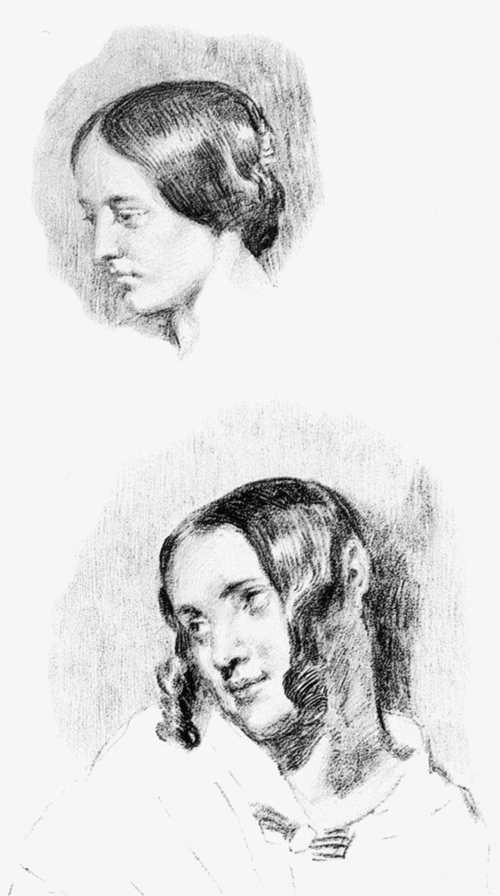
Étude pour Jenny Le Guillou et Joséphine de Forget, 32 × 20,8 cm, Rotterdam, musée Boijmans Van Beuningen.
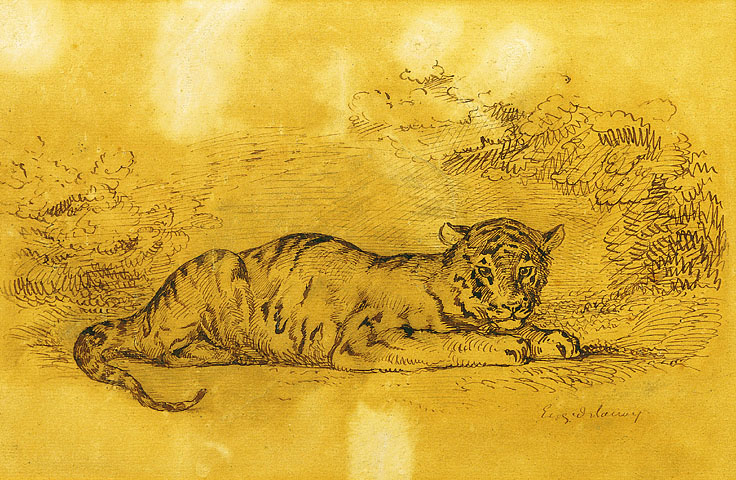
Tigre menteur, dessin au stylo et encre sur papier, 19 × 29 cm, Athènes, Collection du Parlement grec.
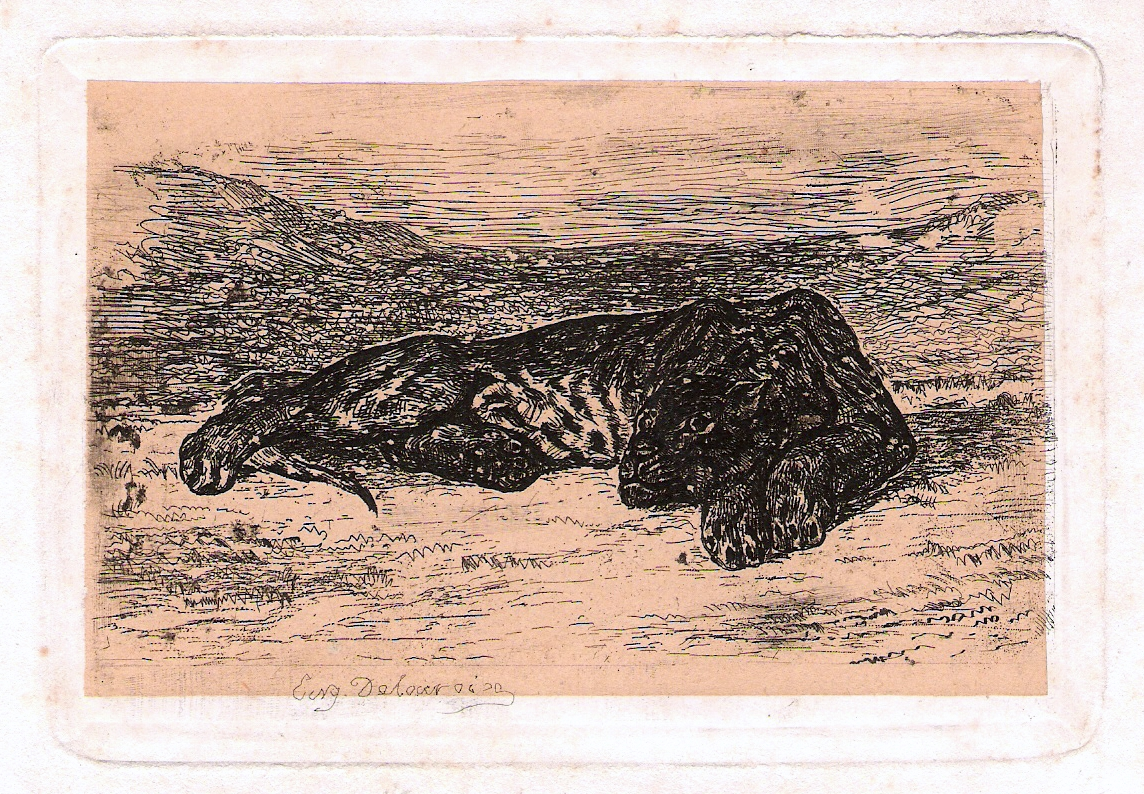
Gravure originale (Panthère).

#### Les lithographies

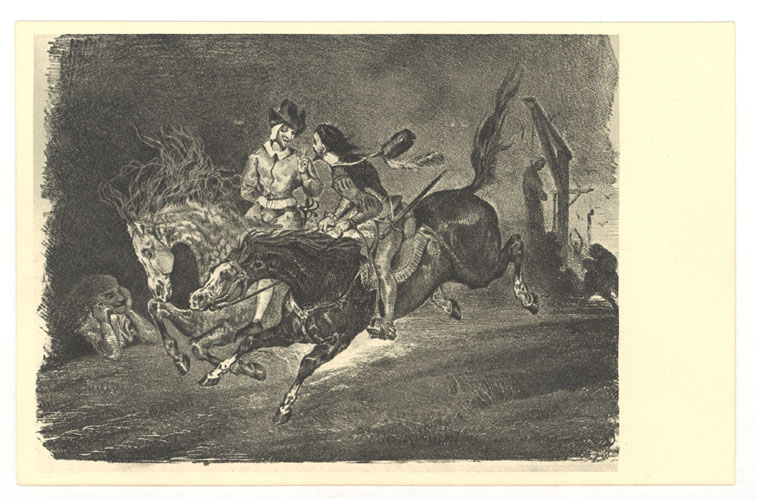
Faust de Goethe

En 1827, l'éditeur et lithographe Charles Motte le persuade d'illustrer la première édition française du Faust de Johann Wolfgang von Goethe, lui-même se chargeant de lithographier les planches et de les colorier à l'aquarelle.
- Macbeth consultant les sorcières 1825, lithographie, Bertauts, R. Rodier imprimeur, Paris.
- Feuille de douze médailles antiques, 1825, lithographie, Nemours, Château-Musée, 49,7 × 38,4 cm[228].
- Le Tigre couché, 1828, 17,5 × 24,5 cm, eau-forte, Nemours, Château-Musée[229].
- Faust et Méphistophélès galopant dans la nuit du sabbat 1828, lithographie, Nemours, Château-Musée, 29 × 23,5 cm[230].
- Juive d'Alger, 1833, lithographie, Nemours, Château-Musée, 20,8 × 16 cm[231].
- Hamlet et Horatio devant les fossoyeurs avec la tête de mort, 1843, lithographie, Nemours, Château-Musée, 44,1 × 33,8 cm[232].
- Hamlet terrifié par le fantôme de son père sur la terrasse, 1843, lithographie, Nemours, Château-Musée, 44 × 34,5 cm[233].
- Macbeth consultant les sorcières 1864, lithographie, Nemours, Château-Musée, 40 × 30,9 cm[234].
- Célestin Nanteuil, Piéta[235] d'après Eugène Delacroix, XIXe siècle, lithographie, 45 cm de hauteur, Nemours, Château-Musée.
- Faust dans la prison de Marguerite (1828), lithographie, chez Motte imprimeur, Paris.

### Écrits

#### Œuvres littéraires
- Eugène Delacroix (préf. Dominique de Font-Réaulx, postface Servane Dargnies), Les Dangers de la cour, suivi de Alfred et Victoria, Paris, Flammarion, 2018, 215 p. (ISBN 978-2-08-142188-2, BNF 45442398)

#### Œuvres critiques
- Œuvres littéraires : I. Études esthétiques (1829-1863) : http://classiques.uqac.ca/classiques/delacroix_eugene/etudes_esthetiques/etudes_esthetiques.html

#### Journal et correspondance
- Eugène Delacroix, Journal : précédé d'une étude sur le maître, Paris, Plon, 1893, 1386 p., 3 volumes (tome 1 : 1822-1850, tome 2 : 1850-1854, tome 3 : 1855-1863) (OCLC 718515808, BNF 30312083) [lire sur Wikisource] édition établie par Paul Flat et René Piot
- Eugène Delacroix, Journal (1822-1963), Paris, José Corti, coll. « Domaine Romantique », 2009, 2519 p., 2 volumes (tome 1 : 1822-1857, tome 2 : 1858-1863) (ISBN 978-2-7143-0999-0 et 2-7143-0999-2, OCLC 437306333, BNF 42055103)nouvelle édition intégrale établie par Michèle Hannoosh
- George Sand et Eugène Delacroix, Correspondance : le rendez-vous manqué, Paris, éditions de l'Amateur, coll. « Regard sur l'art », 2005, 303 p. (ISBN 2-85917-381-1 et 978-2-85917-381-4, OCLC 61754319, BNF 40043013)édition de Françoise Alexandre
- Eugène Delacroix, « Journal », Bibliothèque numérique de l'INHA

## Postérité

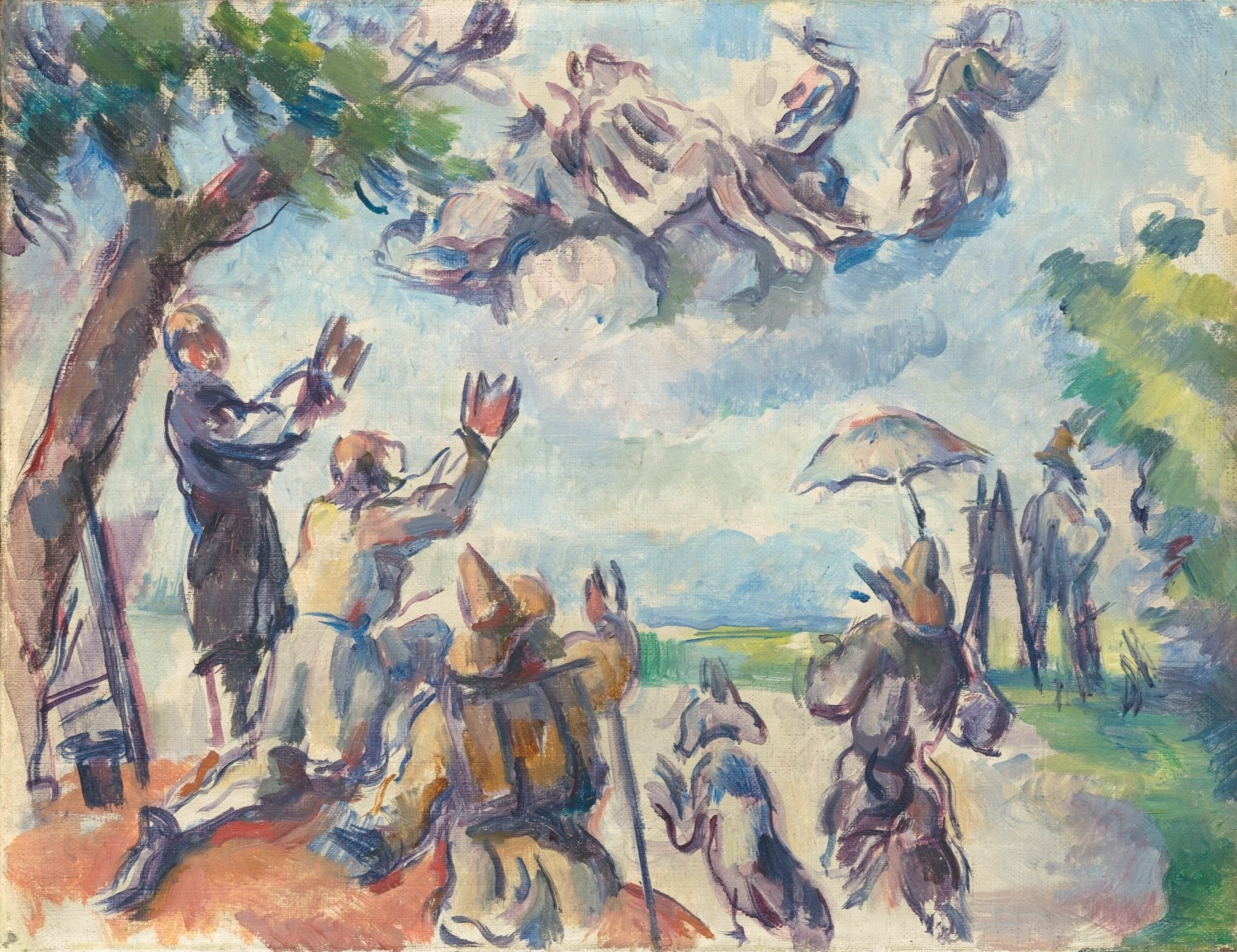
Apothéose de Delacroix, par Paul Cézanne, entre 1890 et 1894.

« C'est avec les romantiques français de la seconde génération, cette race d'artistes de haut vol, de haute ambition, tels que Delacroix et Berlioz, avec un fond de maladie, quelque chose de congénitalement incurable, de vrais fanatiques, de l'expression, virtuoses jusqu'au bout des ongles… »

— Nietzsche, Ecce Homo, Œuvres philosophiques complètes, Gallimard 1974 p. 267

## Rétrospectives
- « Delacroix (1798-1863) », musée du Louvre, du 29 mars au 23 juillet 2018[236]. Première rétrospective consacrée à Eugène Delacroix depuis 1963, l'exposition annonce la réunion exceptionnelle de 180 œuvres de l'artiste, et accueille 540 000 visiteurs, ce qui constitue le record de fréquentation pour une rétrospective au Louvre[237].

## Au cinéma et à la télévision
- 1999 : Les Enfants du siècle : joué par Mathias Mégard
- 2017 : Delacroix, d'orient et d'occident d'Arnaud Xainte et Jean-Frédéric Thibault, 90 min, docufiction pour Arte, diffusion le 1er avril 2018 avec Frans Boyer dans le rôle d'Eugène Delacroix.
- 2018 : La Barque de Dante est explicitement cité par Lars von Trier dans la dernière partie du film The House That Jack Built, qui figure la descente aux Enfers du personnage principal.